# Deutsche Nachwuchsmeisterschaft (Badminton)
Deutsche Nachwuchsmeisterschaften im Badminton werden seit 1953 ausgetragen, zuerst nur als Juniorenmeisterschaft der Altersklasse U18 für die Bundesrepublik. 1961 starteten in der DDR die Juniorenmeisterschaften, die für die Altersklasse 16/17 durchgeführt wurden. Schülermeisterschaften gab es in der DDR seit Sommer 1959 für die Altersklasse 12/13, sie wurden jedoch bis zur Saison 1967/1968 als Bestenermittlung betitelt. In den alten Bundesländern entsprach diese Altersklasse der U14, für welche es in der Bundesrepublik erst seit 1973 Titelkämpfe gibt. Im Gegensatz zum Westteil Deutschlands führte die DDR 1969/1970 Titelkämpfe der U12 ein, damals AK 10/11 genannt. Bis heute gibt es in der Bundesrepublik keine nationalen Meisterschaften für diese jüngsten Badmintontalente. 1976/1977 startete mit der AK 14/15 eine weitere Nachwuchsmeisterschaft in der DDR, die in der Bundesrepublik mit der U16 (später U17) ab 1980 ein Pendant fand. Die beiden letztgenannten AK-Kategorien wurden in der DDR jedoch 1988 letztmals ausgetragen, während es noch heute Nachwuchsmeisterschaften der U17 im Badminton deutschlandweit gibt. Mannschaftsmeisterschaften fanden sowohl in der AK 10/11, AK 14/15 als auch in der U12 und U16 nie statt. Diese Altersklassen mussten sich im Team mit den nächsthöheren Altersklassen messen.
Ab der Saison 1997/1998 wurden europaweit die Altersklassen jeweils um ein Jahr angehoben, aus der U14 wurde U15, aus der U16 die U17 und aus der U18 die U19. Die Meisterschaften der Altersklassen U19 (U18), U17 (U16) und U15 (U14) wurden bisher in der Bundesrepublik immer gemeinsam ausgetragen. 2013 fanden erstmals Titelkämpfe in der Altersklasse U13 statt, wobei die Titelträger in einer eigenen Veranstaltung im Mai 2013 in Bonn-Beuel ermittelt wurden.

## Austragungsorte der  U14 bis U17
| Jahr | Datum            | Ort                       |
| ---- | ---------------- | ------------------------- |
| 1973 | 24. – 25.03.1973 | Wiesbaden                 |
| 1974 | 23. – 24.03.1974 | Berlin                    |
| 1975 | 22. – 23.03.1975 | Wesel                     |
| 1976 | 27. – 28.03.1976 | Lübeck                    |
| 1977 | 12. – 13.02.1977 | Bottrop                   |
| 1978 | 25. – 26.03.1978 | Hamburg                   |
| 1979 | 24. – 25.02.1979 | Ingolstadt                |
| 1980 | 15. – 16.03.1980 | Brauweiler                |
| 1981 | 14. – 15.02.1981 | Löningen                  |
| 1982 | 27. – 28.02.1982 | Völklingen                |
| 1983 | 26. – 27.02.1983 | Brauweiler                |
| 1984 | 25. – 26.02.1984 | Herrenberg                |
| 1985 | 23. – 24.03.1985 | Kassel                    |
| 1986 | 22. – 23.02.1986 | Brauweiler                |
| 1987 | 21. – 22.02.1987 | Mindelheim                |
| 1988 | 27. – 28.02.1988 | Schiffweiler/Heiligenwald |
| 1989 | 25. – 26.02.1989 | Neustadt/Weinstraße       |
| 1990 | 17. – 18.02.1990 | Stade                     |
| 1991 | 16. – 17.02.1991 | Wesel                     |
| 1992 | 15. – 16.02.1992 | Schwetzingen              |

| Jahr | Datum             | Ort                  |
| ---- | ----------------- | -------------------- |
| 1993 | 13. – 14.02.1993  | Altwarmbüchen        |
| 1994 | 12. – 13.02.1994  | Stade                |
| 1995 | 11. – 12.02.1995  | Langenfeld           |
| 1996 | 10. – 11.02.1996  | Neunkirchen/Saar     |
| 1997 | 14. – 16.02.1997  | Lübeck               |
| 1998 | 13. – 15.02.1998  | Idar-Oberstein       |
| 1999 | 12. – 14.02.1999  | Langenfeld           |
| 2000 | 11. – 13.02.2000  | Lübeck               |
| 2001 | 09. – 11.02.2001  | Dessau               |
| 2002 | 08. – 10.02.2002  | Langenfeld           |
| 2003 | 07. – 09.02.2003  | Nordhorn             |
| 2004 | 06. – 08.02.2004  | Lübeck               |
| 2005 | 11. – 13.02.2005  | Duisburg-Rheinhausen |
| 2006 | 10. – 12.02.2006  | Wesel                |
| 2007 | 0 9. – 11.02.2007 | Duisburg-Rheinhausen |
| 2008 | 08. – 10.02.2008  | Duisburg-Rheinhausen |
| 2009 | 06. – 08.02.2009  | Lübeck               |
| 2010 | 12. – 14.02.2010  | Wesel                |
| 2011 | 11. – 13.02.2011  | Duisburg-Rheinhausen |
| 2012 | 10. – 12.02.2012  | Gera                 |

| Jahr | Datum               | Ort                 |
| ---- | ------------------- | ------------------- |
| 2013 | 08. – 10.02.2013    | Saarbrücken         |
| 2014 | 07. – 09.02.2014    | Wesel               |
| 2015 | 06. – 08.02.2015    | Gera                |
| 2016 | 12. – 14.02.2016    | Gera                |
| 2017 | 17. – 19.02.2017    | Bad Vilbel          |
| 2018 | 09. – 11.02.2018    | Gera                |
| 2018 | 30.11. – 02.12.2018 | Wesel               |
| 2019 | 29.11. – 01.12.2019 | Mülheim an der Ruhr |
| 2020 | 27. – 29.11.2020    | Dortelweil          |
| 2021 | 03. – 05.06.2022    | Ilmenau             |
| 2022 | 23. – 27.11.2022    | Mülheim an der Ruhr |
| 2023 | 01. – 03.12.2023    | Gera                |
| 2024 | 29.11. – 01.12.2024 | Beuel               |
| 2025 |                     |                     |

## Deutsche Nachwuchsmeisterschaften der U17
| Saison    | Disziplin         | Erster                                                                                      | Zweiter                                                                                | Dritter                                                                                | Dritter                                                                                |
| --------- | ----------------- | ------------------------------------------------------------------------------------------- | -------------------------------------------------------------------------------------- | -------------------------------------------------------------------------------------- | -------------------------------------------------------------------------------------- |
| 1997/1998 | Herreneinzel      | Björn Joppien (FC Langenfeld)                                                               | Jochen Cassel (1. BCW Hütschenhausen)                                                  | Jan Junker (1. BCW Hütschenhausen)                                                     | Jan Prochaska                                                                          |
| 1997/1998 | Dameneinzel       | Petra Overzier (TTC Brauweiler 1948)                                                        | Caren Hückstädt (SG EBT Berlin)                                                        | Katharina Bobeth                                                                       | Juliane Schenk                                                                         |
| 1997/1998 | Herrendoppel      | Jochen Cassel (1. BCW Hütschenhausen) - Björn Joppien (FC Langenfeld)                       | Christoph Clarenbach (1. BC Beuel) - Matthias Kuchenbecker (Bottroper BG)              | Matthias Krawietz (TuS Gildehaus) - Timo Teulings (BV Gifhorn)                         | Christian Böhmer (PSV Gelsenkirchen-Buer) - Raphael Groß (TB Rheinhausen)              |
| 1997/1998 | Damendoppel       | Linda Walter (1. BC Beuel) - Nicole Zwiebler (1. BC Beuel)                                  | Kirstin Töllner (Greifswald SV 98) - Tina Langhammer (TSG Halle-Neustadt)              | Juliane Schenk - Carina Mette                                                          | Kathrin Hoffmann (TSV Neuhausen-Nymphenburg) - Neumann                                 |
| 1997/1998 | Mixed             | Björn Joppien (FC Langenfeld) - Petra Overzier (TTC Brauweiler 1948)                        | Jochen Cassel (1. BCW Hütschenhausen) - Caren Hückstädt (SG EBT Berlin)                | Christoph Clarenbach (1. BC Beuel) - Kirstin Töllner (Greifswald SV 98)                | Raphael Groß (TB Rheinhausen) - Carina Mette                                           |
| Saison    | Disziplin         | Erster                                                                                      | Zweiter                                                                                | Dritter                                                                                | Dritter                                                                                |
| 1998/1999 | Herreneinzel      | Jan Junker (1. BCW Hütschenhausen)                                                          | Christian Böhmer (PSV Gelsenkirchen-Buer)                                              | Joachim Persson (TSV Trittau)                                                          | Peter Weinert (VfB Friedrichshafen)                                                    |
| 1998/1999 | Dameneinzel       | Petra Overzier (TTC Brauweiler 1948)                                                        | Kathrin Hoffmann (TSV Neuhausen-Nymphenburg)                                           | Natalie Tropf (SSV Waghäusel)                                                          | Juliane Schenk (Hülser SV)                                                             |
| 1998/1999 | Herrendoppel      | Christian Böhmer (PSV Gelsenkirchen-Buer) - Raphael Groß (TB Rheinhausen)                   | Cai-Simon Preuten (BV Wesel Rot-Weiss) - Christoph Schnaase (SC Union 08 Lüdinghausen) | Fuchs (TV 1884 Marktheidenfeld) - Spengler (TV 1884 Marktheidenfeld)                   | Schiffmann (1. BCW Hütschenhausen) - Marcel Reuter (TuS Wiebelskirchen)                |
| 1998/1999 | Damendoppel       | Carina Mette (Bottroper BG) - Juliane Schenk (Hülser SV)                                    | Kathrin Hoffmann (TSV Neuhausen-Nymphenburg) - Natalie Tropf (SSV Waghäusel)           | Sandra Marinello (BV Wesel Rot-Weiss) - Petra Overzier (TTC Brauweiler 1948)           | Kessel (Hemsbach) - Aisha Ruof (Hemsbach)                                              |
| 1998/1999 | Mixed             | Raphael Groß (TB Rheinhausen) - Carina Mette (Bottroper BG)                                 | Jan Junker (1. BCW Hütschenhausen) - Kathrin Hoffmann (TSV Neuhausen-Nymphenburg)      | Christoph Schnaase (SC Union 08 Lüdinghausen) - Juliane Schenk (Hülser SV)             | Marcel Reuter (TuS Wiebelskirchen) - Thorne (TuS Wiebelskirchen)                       |
| Saison    | Disziplin         | Erster                                                                                      | Zweiter                                                                                | Dritter                                                                                | Dritter                                                                                |
| 1999/2000 | Herreneinzel      | Joachim Persson (TSV Trittau)                                                               | Marc Zwiebler (1. BC Beuel)                                                            | Andreas Kämmer (Greifswalder SV 04)                                                    | Philipp Knoll (SC Union 08 Lüdinghausen)                                               |
| 1999/2000 | Dameneinzel       | Sandra Marinello (BV Wesel Rot-Weiss)                                                       | Birgit Overzier (TTC Brauweiler 1948)                                                  | Natalie Tropf (SSV Waghäusel)                                                          | Monja Bölter (BG Neukölln)                                                             |
| 1999/2000 | Herrendoppel      | Marc Zwiebler (1. BC Beuel) - Cai-Simon Preuten (BV Wesel Rot-Weiss)                        | Andreas Kämmer (Greifswalder SV 04) - Fabian Zilm (VfL Berliner Lehrer)                | Philipp Knoll (SC Union 08 Lüdinghausen) - Matthias Bilo                               | Benjamin Wahl (SG Schorndorf) - Olaf Schulz-Holstege (1. BC Beuel)                     |
| 1999/2000 | Damendoppel       | Sandra Marinello (BV Wesel Rot-Weiss) - Birgit Overzier (TTC Brauweiler 1948)               | Natalie Tropf (SSV Waghäusel) - Aileen Rößler (FC Langenfeld)                          | Monja Bölter (BG Neukölln) - Jana Seibt (ASC Spandau)                                  | Ulrike Heiden (Greifswalder SV 98) - Michaela Kitschke (BW Wittorf)                    |
| 1999/2000 | Mixed             | Marc Zwiebler (1. BC Beuel) - Birgit Overzier (TTC Brauweiler 1948)                         | Joachim Persson (TSV Trittau) - Natalie Tropf (SSV Waghäusel)                          | Philipp Knoll (SC Union 08 Lüdinghausen) - Sandra Marinello (BV Wesel Rot-Weiss)       | Cai-Simon Preuten (BV Wesel Rot-Weiss) - Aileen Rößler (FC Langenfeld)                 |
| Saison    | Disziplin         | Erster                                                                                      | Zweiter                                                                                | Dritter                                                                                | Dritter                                                                                |
| 2000/2001 | Herreneinzel      | Marc Zwiebler (1. BC Beuel)                                                                 | Benjamin Wahl (SG Schorndorf)                                                          | Andreas Kämmer (Greifswalder SV 04)                                                    | Manuel Andratschke (FC Langenfeld)                                                     |
| 2000/2001 | Dameneinzel       | Birgit Overzier (TTC Brauweiler 1948)                                                       | Karin Schnaase (SC Union 08 Lüdinghausen)                                              | Carola Bott (TV Großwallstadt)                                                         | Isabelle Althoff (FC Langenfeld)                                                       |
| 2000/2001 | Herrendoppel      | Fabian Zilm (VfL Berliner Lehrer) - Andreas Kämmer (Greifswalder SV 04)                     | Benjamin Wahl (SG Schorndorf) - Olaf Schulz-Holstege (1. BC Beuel)                     | Fabian Famulla (SV Kupferdreh) - Daniel Erkens (Bottroper BG)                          | Christian Lemke (SCU Münster) - Justus Schmitz (TV Emsdetten)                          |
| 2000/2001 | Damendoppel       | Thérèse Nawrath (BC Potsdam) - Carola Bott (TV Großwallstadt)                               | Aline Decker (SSV Heiligenhausen) - Sindy Krauspe (SV GuthsMuth Jena)                  | Isabelle Althoff (FC Langenfeld) - Karin Schnaase (SC Union 08 Lüdinghausen)           | Gitte Köhler (BSC 95 Schwerin) - Astrid Hoffmann (BSC 95 Schwerin)                     |
| 2000/2001 | Mixed             | Marc Zwiebler (1. BC Beuel) - Birgit Overzier (TTC Brauweiler 1948)                         | Andreas Kämmer (Greifswalder SV 04) - Thérèse Nawrath (BC Potsdam)                     | Benjamin Wahl (SG Schorndorf) - Carola Bott (TV Großwallstadt)                         | Fabian Zilm (VfL Berliner Lehrer) - Aline Decker (SSV Heiligenhausen)                  |
| Saison    | Disziplin         | Erster                                                                                      | Zweiter                                                                                | Dritter                                                                                | Dritter                                                                                |
| 2001/2002 | Herreneinzel      | Patrick Neubacher (BW Wittorf)                                                              | Benjamin Placzek (TSV Neubiberg-Ottobrunn)                                             | ...(...)                                                                               | ...(...)                                                                               |
| 2001/2002 | Dameneinzel       | Karin Schnaase (SC Union 08 Lüdinghausen)                                                   | Annekatrin Lillie (BV Gifhorn)                                                         | ...(...)                                                                               | ...(...)                                                                               |
| 2001/2002 | Herrendoppel      | Patrick Neubacher (BW Wittorf) - Jan-Sören Schulz (VfB Lübeck)                              | Michael Hauber (TSV Neubiberg-Ottobrunn) - Benjamin Placzek (TSV Neubiberg-Ottobrunn)  | ...(...) - ...(...)                                                                    | ...(...) - ...(...)                                                                    |
| 2001/2002 | Damendoppel       | Aline Decker (SSV Heiligenwald) - Sindy Krauspe (PSV Grün-Weiß Wiesbaden)                   | Gitte Köhler (BSC 95 Schwerin) - Astrid Hoffmann (BSC 95 Schwerin)                     | ...(...) - ...(...)                                                                    | ...(...) - ...(...)                                                                    |
| 2001/2002 | Mixed             | Patrick Neubacher (BW Wittorf) - Karin Schnaase (SC Union 08 Lüdinghausen)                  | Denis Nyenhuis (1. BV Mülheim) - Laura Ufermann (Verberger TV)                         | ...(...) - ...(...)                                                                    | ...(...) - ...(...)                                                                    |
| Saison    | Disziplin         | Erster                                                                                      | Zweiter                                                                                | Dritter                                                                                | Dritter                                                                                |
| 2002/2003 | Herreneinzel      | Dieter Domke (SV Fischbach 1959)                                                            | Denis Nyenhuis (BV Wesel RW)                                                           | ...(...)                                                                               | ...(...)                                                                               |
| 2002/2003 | Dameneinzel       | Janet Köhler (Radebeuler BV)                                                                | Johanna Goliszewski (TV Wetzlar)                                                       | ...(...)                                                                               | ...(...)                                                                               |
| 2002/2003 | Herrendoppel      | Jan Sören Schulz (VfB Lübeck) - Tim Zander (SG Nenndorf/Jesteburg)                          | Dieter Domke (SV Fischbach 1959) - Eugen Goidenko (SV GutsMuths Jena)                  | ...(...) - ...(...)                                                                    | ...(...) - ...(...)                                                                    |
| 2002/2003 | Damendoppel       | Annekatrin Lillie (BV Gifhorn) - Cathrein Hückstädt (SG EBT Berlin)                         | Tanja Korf (VfB Linz) - Julia van Eckeren (VfB Linz)                                   | ...(...) - ...(...)                                                                    | ...(...) - ...(...)                                                                    |
| 2002/2003 | Mixed             | Jan Sören Schulz (VfB Lübeck) - Annekatrin Lillie (BV Gifhorn)                              | Robert Franke (VfL Berliner Lehrer) - Cathrein Hückstädt (SG EBT Berlin)               | ...(...) - ...(...)                                                                    | ...(...) - ...(...)                                                                    |
| Saison    | Disziplin         | Erster                                                                                      | Zweiter                                                                                | Dritter                                                                                | Dritter                                                                                |
| 2003/2004 | Herreneinzel      | Hannes Roffmann (BV Gifhorn)                                                                | Sebastian Ames (BC Bad Königshofen)                                                    | Felix Schoppmann (VfB Linz)                                                            | Lukas Schmidt (SG Süd Post Regensburg)                                                 |
| 2003/2004 | Dameneinzel       | Janet Köhler (Radebeuler BV)                                                                | Mona Reich (SVS Griesheim)                                                             | Lisa Deichgräber (SV Berliner Brauereien)                                              | Noreen Rurainski (TSV Niederwürschnitz)                                                |
| 2003/2004 | Herrendoppel      | Felix Schoppmann (VfB Linz) - Sebastian Ames (BC Bad Königshofen)                           | Hannes Roffmann (BV Drömling) - Robert Hinsche (BV Gifhorn)                            | Mathieu Pohl (1. BV Mülheim) - Mirko Fillbrunn (SpVgg Sterkrade-Nord)                  | Jonas Weise (FC Langenfeld) - Josche Zurwonne (SC Union 08 Lüdinghausen)               |
| 2003/2004 | Damendoppel       | Anne-Christin Reiter (BSC 95 Schwerin) - Janet Köhler (Radebeuler BV)                       | Sandra Eckstein (TSV Neubiberg-Ottobrunn) - Tamara Teuber (TSG Augsburg 85)            | Bianca Sandhövel (Gladbecker FC) - Dana Kaufhold (SV Kupferdreh)                       | Lisa Deichgräber (SV Berliner Brauereien) - Nadine Kuhnert (SV Müssen)                 |
| 2003/2004 | Mixed             | Sebastian Ames (BC Bad Königshofen) - Tamara Teuber (TSG Augsburg 85)                       | Peter Käsbauer (PTSV Rosenheim) - Julia Schmidt (TSV Neubiberg-Ottobrunn)              | Christian Linder (TV Dillingen) - Carina Eckstein (PTSV Rosenheim)                     | Finn Glomp (BSG Eutin) - Nadine Kuhnert (SV Müssen)                                    |
| Saison    | Disziplin         | Erster                                                                                      | Zweiter                                                                                | Dritter                                                                                | Dritter                                                                                |
| 2004/2005 | Herreneinzel      | Lukas Schmidt (SG Post/Süd Regensburg)                                                      | Sebastian Rduch (DJK Hamburg)                                                          | Mathieu Pohl (1. BV Mülheim)                                                           | Tim Fillbrunn (FC Langenfeld)                                                          |
| 2004/2005 | Dameneinzel       | Neele Voigt (SV Müssen)                                                                     | Stefanie Arns (SSV Waghäusel)                                                          | Mona Reich (SG Anspach)                                                                | Eva Mayer (PSV Ludwigshafen)                                                           |
| 2004/2005 | Herrendoppel      | Peter Käsbauer (PTSV Rosenheim) - Lukas Schmidt (SG Post/Süd Regensburg)                    | Dave Eberhard (SpVgg Sterkrade-Nord) - Alexander Schmitz (TV Emsdetten)                | Fabian Hammes (SV Fischbach 1959) - Philipp Junker (1. BCW Hütschenhausen)             | Stefan Adam (SG Robur Zittau) - René Rügamer (PTSV Rosenheim)                          |
| 2004/2005 | Damendoppel       | Eva Mayer (PSV Ludwigshafen) - Mona Reich (SG Anspach)                                      | Stefanie Arns (SSV Waghäusel) - Julia Engelhardt (SG Robur Zittau)                     | Katharina Giebfried (PTSV Rosenheim) - Julia Schmidt (TSV Neubiberg-Ottobrunn)         | Neele Voigt (SV Müssen) - Ina Voigt (SV Müssen)                                        |
| 2004/2005 | Mixed             | Peter Käsbauer (PTSV Rosenheim) - Julia Schmidt (TSV Neubiberg-Ottobrunn)                   | Stefan Adam (SG Robur Zittau) - Julia Engelhardt (SG Robur Zittau)                     | Lukas Schmidt (SG Post/Süd Regensburg) - Mona Reich (SVS Griesheim)                    | Tim Fillbrunn (FC Langenfeld) - Marina Wöhning (TV Witzhelden)                         |
| Saison    | Disziplin         | Erster                                                                                      | Zweiter                                                                                | Dritter                                                                                | Dritter                                                                                |
| 2005/2006 | Herreneinzel      | Sebastian Rduch (VfL 93 Hamburg)                                                            | Mathieu Pohl (1. BV Mülheim)                                                           | Jonas Weise (FC Langenfeld)                                                            | Josche Zurwonne (SC Union 08 Lüdinghausen)                                             |
| 2005/2006 | Dameneinzel       | Lisa Deichgräber (SV Berliner Brauereien)                                                   | Neele Voigt (BW Wittorf)                                                               | Dana Kaufhold (SpVgg Sterkrade-Nord)                                                   | Franziska Ottrembka (SV Berliner Brauereien)                                           |
| 2005/2006 | Herrendoppel      | Sebastian Rduch (VfL 93 Hamburg) - Mathieu Pohl (1. BV Mülheim)                             | Jonas Weise (FC Langenfeld) - Josche Zurwonne (SC Union 08 Lüdinghausen)               | Finn Glomp (BSG Eutin) - Saruul Shafiq (SV Berliner Brauereien)                        | Philip Welker (1. BC Bischmisheim) - Julian Degiuli (SV Fischbach 1959)                |
| 2005/2006 | Damendoppel       | Neele Voigt (BW Wittorf) - Ina Voigt (VfB Lübeck)                                           | Mascha Bahro (SG Dornheim) - Elena Zinßius (SV Fischbach 1959)                         | Vera Geuenich (BC Phönix Hövelhof) - Laura Riffelmann (BC Herringen)                   | Lisa Deichgräber (SV Berliner Brauereien) - Nadine Kuhnert (TSV Trittau)               |
| 2005/2006 | Mixed             | Finn Glomp (BSG Eutin) - Nadine Kuhnert (TSV Trittau)                                       | Sebastian Rduch (VfL 93 Hamburg) - Neele Voigt (BW Wittorf)                            | Josche Zurwonne (SC Union 08 Lüdinghausen) - Dana Kaufhold (SpVgg Sterkrade-Nord)      | Philip Welker (1. BC Bischmisheim) - Mascha Bahro (SG Dornheim)                        |
| Saison    | Disziplin         | Erster                                                                                      | Zweiter                                                                                | Dritter                                                                                | Dritter                                                                                |
| 2006/2007 | Herreneinzel      | Adrian Gevelhoff (1. BV Mülheim)                                                            | Maximilian Bobeth (Pro Sport Berlin 24)                                                | Lin-Yu Oei (SV Berliner Brauereien)                                                    | Nikolaj Persson (TSV Trittau)                                                          |
| 2006/2007 | Dameneinzel       | Carla Nelte (EBT Berlin)                                                                    | Franziska Burkert (SV Berliner Brauereien)                                             | Mette Stahlberg (TV Refrath)                                                           | Linda Klasen (TSV Trittau)                                                             |
| 2006/2007 | Herrendoppel      | Florian Berchtenbreiter (TV Dillingen) - Tobias Wadenka (TSV Lauf)                          | Adrian Gevelhoff (1. BV Mülheim) - Mirko Fillbrunn (FC Langenfeld)                     | Nikolaj Persson (TSV Trittau) - Nico Coldewe (BW Wittorf)                              | Andreas Heinz (TG Hanau) - Jendrik Städler (TSV Altenholz)                             |
| 2006/2007 | Damendoppel       | Carla Nelte (EBT Berlin) - Franziska Ottrembka (SV Berliner Brauereien)                     | Linda Klasen (TSV Trittau) - Franziska Burkert (SV Berliner Brauereien)                | Sarah Kämpf (SV Unkel) - Laura Lang (TuS Wiebelskirchen)                               | Sphresa Bunjaku (VfB Linz) - Blerina Bunjaku (VfB Linz)                                |
| 2006/2007 | Mixed             | Nikolaj Persson (TSV Trittau) - Fabienne Deprez (FC Langenfeld)                             | Jonas Geigenbauer (SV Fischbach 1959) - Franziska Ottrembka (SV Berliner Brauereien)   | Andreas Heinz (TG Hanau) - Franziska Burkert (SV Berliner Brauereien)                  | Adrian Gevelhoff (1. BV Mülheim) - Vera Geuenich (Phönix Hövelhof)                     |
| Saison    | Disziplin         | Erster                                                                                      | Zweiter                                                                                | Dritter                                                                                | Dritter                                                                                |
| 2007/2008 | Herreneinzel      | Richard Domke (SV Fischbach 1959)                                                           | Andreas Heinz (TG Hanau)                                                               | Max Schwenger (TSV Lauf)                                                               | Julien Gupta (1. BC Beuel)                                                             |
| 2007/2008 | Dameneinzel       | Lisa Heidenreich (SC Union 08 Lüdinghausen)                                                 | Franziska Burkert (SV Berliner Brauereien)                                             | Alina Hammes (SV Fischbach 1959)                                                       | Mette Stahlberg (TV Refrath)                                                           |
| 2007/2008 | Herrendoppel      | Andreas Heinz (TG Hanau) - Richard Domke (SV Fischbach 1959)                                | Nikolaj Persson (TSV Trittau) - Nico Coldewe (BW Wittorf)                              | Julien Gupta (1. BC Beuel) - Timon Ufermann (SC Bayer 05 Uerdingen)                    | Thomas Legleitner (TV Wehen) - Peter Lang (TuS Schwanheim)                             |
| 2007/2008 | Damendoppel       | Isabel Herttrich (TSG Lauf) - Inken Wienefeld (VfL 93 Hamburg)                              | Kathleen Ebersbach (BW Wittorf) - Fabienne Deprez (FC Langenfeld)                      | Mette Stahlberg (TV Refrath) - Lisa Heidenreich (SC Union 08 Lüdinghausen)             | Kira Kattenbeck (TV Emsdetten) - Lena Bonnie (1. BC Düren)                             |
| 2007/2008 | Mixed             | Max Schwenger (TSV Lauf) - Isabel Herttrich (TSV Lauf)                                      | Nikolaj Persson (TSV Trittau) - Fabienne Deprez (FC Langenfeld)                        | Nico Coldewe (BW Wittorf) - Kathleen Ebersbach (BW Wittorf)                            | Andreas Heinz (TG Hanau) - Franziska Burkert (SV Berliner Brauereien)                  |
| Saison    | Disziplin         | Erster                                                                                      | Zweiter                                                                                | Dritter                                                                                | Dritter                                                                                |
| 2008/2009 | Herreneinzel      | Kai Schäfer (TV Dieburg)                                                                    | Jan Borsutzki (VfL Berliner Lehrer)                                                    | Dominic Becker (1. BC Bischmisheim)                                                    | Thomas Legleitner (TV Wehen)                                                           |
| 2008/2009 | Dameneinzel       | Alina Hammes (SV Fischbach 1959)                                                            | Isabel Herttrich (TSV Lauf)                                                            | Kira Kattenbeck (TV Emsdetten)                                                         | Kathleen Ebersbach (BW Wittorf)                                                        |
| 2008/2009 | Herrendoppel      | Fabian Holzer (TuS Schwanheim) - Max Schwenger (TSV Lauf)                                   | Peter Lang (TuS Schwanheim) - Thomas Legleitner (TV Wehen)                             | Jan Borsutzki (VfL Berliner Lehrer) - Moritz Freudenthaler (TSV Trittau)               | Nils Rotter (SV Fun-Ball Dortelweil) - Kai Schäfer (TV Dieburg)                        |
| 2008/2009 | Damendoppel       | Isabel Herttrich (TSG Lauf) - Inken Wienefeld (VfL 93 Hamburg)                              | Kira Kattenbeck (TV Emsdetten) - Lena Bonnie (1. BC Düren)                             | Kathleen Ebersbach (BW Wittorf) - Merle Wossidlo (TSV Trittau)                         | Kaja Bahro (SG Dornheim) - Lisa Seliger (SV GutsMuths Jena)                            |
| 2008/2009 | Mixed             | Max Schwenger (TSV Lauf) - Isabel Herttrich (TSV Lauf)                                      | Thomas Legleitner (TV Wehen) - Inken Wienefeld (VfL 93 Hamburg)                        | Raphael Beck (FC Langenfeld) - Kira Kattenbeck (TV Emsdetten)                          | Morten Daugaard-Hansen (Delmenhorster FC) - Corinne Beutler (SC Wildeshausen)          |
| Saison    | Disziplin         | Erster                                                                                      | Zweiter                                                                                | Dritter                                                                                | Dritter                                                                                |
| 2009/2010 | Herreneinzel      | Kai Schäfer (SV Fun-Ball Dortelweil)                                                        | Morten Daugaard-Hansen (Delmenhorster FC)                                              | Mirko Brüning (BSC Gütersloh)                                                          | Francis Karge (SG EBT Berlin)                                                          |
| 2009/2010 | Dameneinzel       | Laura Wich (TSG Schopfheim)                                                                 | Tabea Sänger (TV Refrath)                                                              | Annika Horbach (TV Hoffnung Littfeld)                                                  | Hannah Pohl (TuS Oberpleis)                                                            |
| 2009/2010 | Herrendoppel      | Mirko Brüning (BSC Gütersloh) - Christoph Mester (TV Emsdetten)                             | Nils Rotter (SV Fun-Ball Dortelweil) - Kai Schäfer (SV Fun-Ball Dortelweil)            | Malte Laibacher - Niklas Niemczyk                                                      | Morten Daugaard-Hansen - Moritz Freudenthaler                                          |
| 2009/2010 | Damendoppel       | Anika Dörr (TSG Messel) - Franziska Volkmann (Horner TV)                                    | Annika Horbach (TV Hoffnung Littfeld) - Hannah Pohl (TuS Oberpleis)                    | Barbara Bellenberg (TuS Prien) - Christina Kunzmann                                    | Laura Wich (TSG Schopfheim) - Merle Wossidlo                                           |
| 2009/2010 | Mixed             | Michael Teuber (TSG Augsburg 85) - Barbara Bellenberg (TuS Prien)                           | Dennis Spengler - Meike Behrens (SG EBT Berlin)                                        | Kai Schäfer (SV Fun-Ball Dortelweil) - Linda Näfe (EBT Berlin)                         | Mark Lamsfuß (DJK Wipperfeld 59) - Annika Horbach (TV Hoffnung Littfeld)               |
| Saison    | Disziplin         | Erster                                                                                      | Zweiter                                                                                | Dritter                                                                                | Dritter                                                                                |
| 2010/2011 | Herreneinzel      | Lars Schänzler (FC Langenfeld)                                                              | Mark Byerly (TV Refrath)                                                               | Fabian Roth (SpFr Neusatz)                                                             | Ciaran Fitzgerald (SC Siemensstadt)                                                    |
| 2010/2011 | Dameneinzel       | Ramona Hacks (SpVgg Sterkrade-Nord)                                                         | Anika Dörr (SV Fun-Ball Dortelweil)                                                    | Jasmin Wu (1. BV Mülheim)                                                              | Annika Horbach (TV Hoffnung Littfeld)                                                  |
| 2010/2011 | Herrendoppel      | Mark Byerly (TV Refrath) - Mark Lamsfuß (DJK Wipperfeld)                                    | Lukas Behme (SG VfB/SC Peine) - Lucas Gredner (SG VfB/SC Peine)                        | Johannes Pistorius (TSV 1906 Freystadt) - Fabian Roth (SpFr. Neusatz)                  | Ciaran Fitzgerald (SC Siemensstadt) - Florian Waffler (TSV 1906 Freystadt)             |
| 2010/2011 | Damendoppel       | Anika Dörr (SV Fun-Ball Dortelweil) - Franziska Volkmann (Horner TV)                        | Meike Behrens (SG EBT Berlin) - Linda Näfe (SG EBT Berlin)                             | Linda Efler (TV Emsdetten) - Jennifer Karnott (1. BC Düren)                            | Annika Horbach (TV Hoffnung Littfeld) - Hannah Pohl (TuS 05 Oberpleis)                 |
| 2010/2011 | Mixed             | Fabian Roth (SpFr Neusatz) - Lara Käpplein (SSV Waghäusel)                                  | Florian Waffler (TSV 1906 Freystadt) - Annika Oliwa (TSV Lauf)                         | Lars Schänzler (FC Langenfeld) - Jennifer Karnott (1. BC Düren)                        | Mark Lamsfuß (DJK Wipperfeld 59) - Annika Horbach (TV Hoffnung Littfeld)               |
| Saison    | Disziplin         | Erster                                                                                      | Zweiter                                                                                | Dritter                                                                                | Dritter                                                                                |
| 2011/2012 | Herreneinzel      | Lars Schänzler (FC Langenfeld)                                                              | Fabian Roth (SpFr Neusatz)                                                             | Max Weißkirchen (1. BC Beuel)                                                          | Philipp Serby (TSV 1906 Freystadt)                                                     |
| 2011/2012 | Dameneinzel       | Luise Heim (BSG Neustadt)                                                                   | Theresa Wurm (SG Anspach)                                                              | Lara Käpplein (SG Anspach)                                                             | Julia Kunkel (TSV Stein)                                                               |
| 2011/2012 | Herrendoppel      | Johannes Pistorius (TSV 1906 Freystadt) - Fabian Roth (Spfr. Neusatz)                       | Torben Trapp (BC Hohenlimburg) - Max Weißkirchen (1. BC Beuel)                         | Lars Schänzler (FC Langenfeld) - Marvin Seidel (KV St. Ingbert)                        | Moritz Herkner (TV Dillingen) - Philipp Serby (TSV 1906 Freystadt)                     |
| 2011/2012 | Damendoppel       | Linda Efler (TV Emsdetten) - Jennifer Karnott (1. BC Düren)                                 | Joyce Grimm (TSV Trittau) - Amelie Triebel (BW Wittorf)                                | Eva Janssens (1. BC Beuel) - Julia Kunkel (TSV Stein 1875)                             | Julia Bantin (Horner TV) - Larina Tornow (BV Gifhorn)                                  |
| 2011/2012 | Mixed             | Fabian Roth (SpFr Neusatz) - Lara Käpplein (SG Anspach)                                     | Marvin Seidel (KV St. Ingbert) - Linda Efler (TV Emsdetten)                            | Johannes Pistorius (TSV 1906 Freystadt) - Jennifer Karnott (1. BC Düren)               | Max Weisskirchen (1. BC Beuel) - Eva Janssens (1. BC Beuel)                            |
| Saison    | Disziplin         | Erster                                                                                      | Zweiter                                                                                | Dritter                                                                                | Dritter                                                                                |
| 2012/2013 | Herreneinzel      | Max Weißkirchen (1. BC Beuel)                                                               | David Peng (1. BV Mülheim)                                                             | Simon Wang (PSV Ludwigshafen)                                                          | Alan Erben (TSG Dossenheim)                                                            |
| 2012/2013 | Dameneinzel       | Yvonne Li (Farmsener TV)                                                                    | Julia Kunkel (PTSV Rosenheim)                                                          | Kim Bender (1. BC Bischmisheim)                                                        | Eva Janssens (1. BC Beuel)                                                             |
| 2012/2013 | Herrendoppel      | David Peng (1. BV Mülheim) - Max Weißkirchen (1. BC Beuel)                                  | Bjarne Geiss (BW Wittorf) - Daniel Seifert (TSV Trittau)                               | Jonas Burger (BC Offenburg) - Lukas Burger (BC Offenburg)                              | Niklas Kampmeier (Phönix Hövelhof) - Simon Reinhardt (SpVgg Sterkrade-Nord)            |
| 2012/2013 | Damendoppel       | Brenda Fernardin (SC Siemensstadt) - Yvonne Li (Farmsener TV)                               | Eva Janssens (1. BC Beuel) - Julia Kunkel (PTSV Rosenheim)                             | Nadine Cordes (TSV Trittau) - Luise Heim (BSG Neustadt)                                | Kim Bender (1. BC Bischmisheim) - Helena Storch (TV Dillingen)                         |
| 2012/2013 | Mixed             | Max Weißkirchen (1. BC Beuel) - Eva Janssens (1. BC Beuel)                                  | Bjarne Geiss (BW Wittorf) - Yvonne Li (Farmsener TV)                                   | Simon Wang (PSV Ludwigshafen) - Luise Heim (BSG Neustadt)                              | Philipp Zieschang (SpVgg Sterkrade-Nord) - Julia Bömelburg (Horner TV)                 |
| Saison    | Disziplin         | Erster                                                                                      | Zweiter                                                                                | Dritter                                                                                | Dritter                                                                                |
| 2013/2014 | Herreneinzel      | David Peng (1. BV Mülheim)                                                                  | Simon Wang (1. BC Bischmisheim)                                                        | Kim Zeber (1. BC Bischmisheim)                                                         | Daniel Seifert (TSV Trittau)                                                           |
| 2013/2014 | Dameneinzel       | Brenda Fernardin (SC Siemensstadt)                                                          | Judith Petrikowski (Phönix Hövelhof)                                                   | Annabella Jäger (TSV 1906 Freystadt)                                                   | Laura Kaiser (SV Fischbach 1959)                                                       |
| 2013/2014 | Herrendoppel      | Bjarne Geiss (BW Wittorf) - Daniel Seifert (TSV Trittau)                                    | Torge Bauer (BW Wittorf) - Jan-Felix Matulat (BV Wesel Rot-Weiss)                      | Simon Wang (1. BC Bischmisheim) - Kim Zeber (1. BC Bischmisheim)                       | Lasse Rathjens (TSV Trittau) - Adrian Scheffler (Horner TV)                            |
| 2013/2014 | Damendoppel       | Judith Petrikowski (Phönix Hövelhof) - Lena Seibert (SpVgg Sterkrade-Nord)                  | Jasmin Greissl (BSG Neustadt) - Jana Karmann (BSC Fischbach)                           | Annabella Jäger (TSV 1906 Freystadt) - Vanessa Seele (TSV Lauf)                        | Laura Kaiser (SV Fischbach 1959) - Luana Marino (PSV Ludwigshafen)                     |
| 2013/2014 | Mixed             | Bjarne Geiss (BW Wittorf) - Yvonne Li (Hamburger SV)                                        | Julian Voigt (SV GutsMuths Jena) - Judith Petrikowski (Phönix Hövelhof)                | Jan-Felix Matulat (BV Wesel Rot-Weiss) - Vanessa Seele (TSV Lauf)                      | Jan Colin Völker (Horner TV) - Carina Hingst (BW Wittorf)                              |
| Saison    | Disziplin         | Erster                                                                                      | Zweiter                                                                                | Dritter                                                                                | Dritter                                                                                |
| 2014/2015 | Herreneinzel      | Samuel Hsiao (FC Langenfeld)                                                                | Max Kick (PTSV Rosenheim)                                                              | Felix Hammes (SV Fischbach 1959)                                                       | Daniel Hess (SpVgg Sterkrade-Nord)                                                     |
| 2014/2015 | Dameneinzel       | Judith Petrikowski (BC Phönix Hövelhof)                                                     | Brenda Fernadin (TSV Trittau)                                                          | Stine Küspert (1. Bremer BC)                                                           | Pia Becher (PTSV Rosenheim)                                                            |
| 2014/2015 | Herrendoppel      | Markus Hennes (SpVgg Sterkrade-Nord) - Samuel Hsiao (FC Langenfeld)                         | Julian Voigt (SV GutsMuths Jena) - Jan Colin Völker (Horner TV)                        | Tim Fischer (TSV 1906 Freystadt) - Christopher Klauer (1. BC Beuel)                    | Hauke Graalmann (Horner TV) - Felix Hammes (SV Fischbach 1959)                         |
| 2014/2015 | Damendoppel       | Runa Plützer (TV Refrath) - Annika Schreiber (BC Stollberg-Niederdorf)                      | Judith Petrikowski (BC Phönix Hövelhof) - Lena Seibert (SpVgg Sterkrade-Nord)          | Pia Becher (PTSV Rosenheim) - Paula Kick (PTSV Rosenheim)                              | Annabella Jäger (TSV 1906 Freystadt) - Vanessa Seele (TSV 1906 Freystadt)              |
| 2014/2015 | Mixed             | Julian Voigt (SV GutsMuths Jena) - Judith Petrikowski (BC Phönix Hövelhof)                  | Jan Colin Völker (Horner TV) - Carina Hingst (BW Wittorf)                              | Max Kick (PTSV Rosenheim) - Pia Becher (PTSV Rosenheim)                                | Hauke Graalmann (Horner TV) - Annika Schreiber (BC Stollberg-Niederdorf)               |
| Saison    | Disziplin         | Erster                                                                                      | Zweiter                                                                                | Dritter                                                                                | Dritter                                                                                |
| 2015/2016 | Herreneinzel      | Hauke Graalmann (Horner TV)                                                                 | Max Kick (TV Refrath)                                                                  | Lukas Resch (1. BC Beuel)                                                              | Jonas Scheller (1. BC Bischmisheim)                                                    |
| 2015/2016 | Dameneinzel       | Annika Schreiber (BC Stollberg-Niederdorf)                                                  | Michelle Deschle (TuS Geretsried)                                                      | Anke Fastenau (1. BC Beuel)                                                            | Stine Küspert (BW Wittorf)                                                             |
| 2015/2016 | Herrendoppel      | Christopher Klauer (1. BC Beuel) - Lukas Resch (1. BC Beuel)                                | Hauke Graalmann (Horner TV) - Felix Hammes (SV Fischbach 1959)                         | Julian Edhofer (TSV Neubiberg-Ottobrunn) - Max Kick (TV Refrath)                       | Kevin Feibicke (SV Lohhof) - Alexander Niesner (TSV Neubiberg-Ottobrunn)               |
| 2015/2016 | Damendoppel       | Nicola Oltersdorff (TSV Neuhausen-Nymphenburg) - Monika Weigert (TSV Neuhausen-Nymphenburg) | Lena Fischer (BV Wesel Rot-Weiss) - Jule Petrikowski (Phönix Hövelhof)                 | Runa Plützer (TV Refrath) - Annika Schreiber (BC Stollberg-Niederdorf)                 | Lilli Gellersen (TSV Trittau) - Marina Korsch (TSV Trittau)                            |
| 2015/2016 | Mixed             | Tim Fischer (BV Wesel Rot-Weiss) - Annalena Diks (BV Wesel Rot-Weiss)                       | Christopher Klauer (1. BC Beuel) - Runa Plützer (TV Refrath)                           | Samuel Gnalian (TuS Geretsried) - Monika Weigert (TSV Neuhausen-Nymphenburg)           | Hauke Graalmann (Horner TV) - Annika Schreiber (BC Stollberg-Niederdorf)               |
| Saison    | Disziplin         | Erster                                                                                      | Zweiter                                                                                | Dritter                                                                                | Dritter                                                                                |
| 2016/2017 | Herreneinzel      | Lukas Resch (1. BC Beuel)                                                                   | Brian Holtschke (EBT Berlin)                                                           | Leonard Johnson (1. BC Beuel)                                                          | Chenyang Jiang (FC Langenfeld)                                                         |
| 2016/2017 | Dameneinzel       | Ann-Kathrin Spöri (TuS Geretsried)                                                          | Miranda Wilson (SG Schorndorf)                                                         | Monika Weigert (TSV Neuhausen-Nymphenburg)                                             | Xenia Kölmel (BV Rastatt)                                                              |
| 2016/2017 | Herrendoppel      | Lukas Resch (1. BC Beuel) - Marvin Datko (1. BC Beuel)                                      | Brian Holtschke (EBT Berlin) - Malte Wagner (EBT Berlin)                               | Chenyang Jiang (FC Langenfeld) - Bjarne Pfeil (TV Heimaterde Mülheim)                  | Samuel Gnalian (TuS Geretsried) - Niclas Kirchgeßner (BSV Eggenstein-Leopoldshafen)    |
| 2016/2017 | Damendoppel       | Emma Moszczynski (Horner TV) - Maria Kuse (SV Lok Staßfurt)                                 | Jule Petrikowski (BC Phönix Hövelhof) - Lena Fischer (BV Wesel RW)                     | Nora Reincke (SSV Wichernschule) - Charlotta Reckleben (SG Vechelde/Lengede)           | Indira Dickhäuser (VfB Friedrichshafen) - Monika Weigert (TSV Neuhausen-Nymphenburg)   |
| 2016/2017 | Mixed             | Matthias Kicklitz (Horner TV) - Emma Moszczynski (Horner TV)                                | Marvin Datko (1. BC Beuel) - Jule Petrikowski (BC Phönix Hövelhof)                     | Samuel Gnalian (TuS Geretsried) - Monika Weigert (TSV Neuhausen-Nymphenburg)           | Jonas Kehl (SV Fischbach 1959) - Maria Kuse (SV Lok Staßfurt)                          |
| Saison    | Disziplin         | Erster                                                                                      | Zweiter                                                                                | Dritter                                                                                | Dritter                                                                                |
| 2017/2018 | Herreneinzel      | Matthias Kicklitz (Horner TV)                                                               | Aaron Sonnenschein (BV Wesel Rot-Weiss)                                                | Jonas Braun (TSV Neuhausen-Nymphenburg)                                                | David Persin (ASV Niederndorf)                                                         |
| 2017/2018 | Dameneinzel       | Ann-Kathrin Spöri (TuS Geretsried)                                                          | Mareike Bittner (TV Hofheim)                                                           | Xenia Kölmel (BV Rastatt)                                                              | Maria Kuse (SV GutsMuths Jena)                                                         |
| 2017/2018 | Herrendoppel      | Marvin Datko (1. BC Beuel) - Leander Adam (SV GutsMuths Jena)                               | Matthias Kicklitz (Horner TV) - Aaron Sonnenschein (BV Wesel Rot-Weiss)                | Matthias Schnabel (ESV Flügelrad Nürnberg) - Justin Seibel (TSV Neuhausen-Nymphenburg) | Jonas Braun (TSV Neuhausen-Nymphenburg) - Joshua Redelbach (TV 1884 Marktheidenfeld)   |
| 2017/2018 | Damendoppel       | Maria Kuse (SV GutsMuths Jena) - Jule Petrikowski (BC Phönix Hövelhof)                      | Leona Michalski (SpVgg Sterkrade-Nord) - Sarah-Katrin Bergedick (Gladbecker FC)        | Mareike Bittner (TV Hofheim) - Sarah Molodet (TV Refrath)                              | Friederike Rudert (ASV Möhrendorf) - Christina Weigert (TSV Neuhausen-Nymphenburg)     |
| 2017/2018 | Mixed             | Matthias Kicklitz (Horner TV) - Emma Moszczynski (Horner TV)                                | Aaron Sonnenschein (BV Wesel Rot-Weiss) - Leona Michalski (SpVgg Sterkrade-Nord)       | Leander Adam (SV GutsMuths Jena) - Maria Kuse (SV GutsMuths Jena)                      | Marvin Datko (1. BC Beuel) - Jule Petrikowski (BC Phönix Hövelhof)                     |
| Saison    | Disziplin         | Erster                                                                                      | Zweiter                                                                                | Dritter                                                                                | Dritter                                                                                |
| 2018/2019 | Herreneinzel      | Aaron Sonnenschein (SpVgg Sterkrade-Nord)                                                   | Justin Seibel (TSV Neuhausen-Nymphenburg)                                              | Kilian Ming-Zhe Maurer (ESV Flügelrad Nürnberg)                                        | Kian-Yu Oei (SV Berliner Brauereien)                                                   |
| 2018/2019 | Dameneinzel       | Thuc Phuong Nguyen (Horner TV)                                                              | Leona Michalski (SpVgg Sterkrade-Nord)                                                 | Chiara Marino (TuS Neuhofen)                                                           | Mareike Bittner (TV Hofheim)                                                           |
| 2018/2019 | Herrendoppel      | Matthias Kicklitz (Horner TV) - Aaron Sonnenschein (SpVgg Sterkrade-Nord)                   | Kian-Yu Oei (SV Berliner Brauereien) - Malik Bourakkadi (1. BV Mülheim)                | Marcello Kausemann (TV Refrath) - Bennet Peters (TV Refrath)                           | Justin Seibel (TSV Neuhausen-Nymphenburg) - Matthias Schnabel (ESV Flügelrad Nürnberg) |
| 2018/2019 | Damendoppel       | Thuc Phuong Nguyen (Horner TV) - Leona Michalski (SpVgg Sterkrade-Nord)                     | Mareike Bittner (TV Hofheim) - Caroline Huang (SV Fun-Ball Dortelweil)                 | Leonie Schindler (SV Harkenbleck) - Florentine Schöffski (SG VfB/SC Peine)             | Sarah-Katrin Bergedick (Gladbecker FC) - Sarah Molodet (TV Refrath)                    |
| 2018/2019 | Mixed             | Matthias Kicklitz (Horner TV) - Thuc Phuong Nguyen (Horner TV)                              | Aaron Sonnenschein (SpVgg Sterkrade-Nord) - Leona Michalski (SpVgg Sterkrade-Nord)     | Lars Rügheimer (TV Hofheim) - Mareike Bittner (TV Hofheim)                             | Kian-Yu Oei (SV Berliner Brauereien) - Lucie Wagner (EBT Berlin)                       |
| Saison    | Disziplin         | Erster                                                                                      | Zweiter                                                                                | Dritter                                                                                | Dritter                                                                                |
| 2019/2020 | Herreneinzel      | Kian-Yu Oei (SV Berliner Brauereien)                                                        | Kilian Ming-Zhe Maurer (ESV Flügelrad Nürnberg)                                        | Jonathan Dresp (Horner TV)                                                             | Karim Krehemeier (SC BW Ostenland)                                                     |
| 2019/2020 | Dameneinzel       | Julia Meyer (1. BV Mülheim)                                                                 | Antonia Schaller (TuS Geretsried)                                                      | Leonie Schindler (SV Harkenbleck)                                                      | Elina Sonnenschein (SpVgg Sterkrade-Nord)                                              |
| 2019/2020 | Herrendoppel      | Malik Bourakkadi (VfB GW Mülheim) - Kian-Yu Oei (SV Berliner Brauereien)                    | Jonathan Dresp (Horner TV) - Jarne Schlevoigt (1. BV Mülheim)                          | Nikolas Klauer (TV Refrath) - Nikolaj Stupplich (TV Refrath)                           | Karim Krehemeier (SC BW Ostenland) - Karl Syfryd (1. BV Mülheim)                       |
| 2019/2020 | Damendoppel       | Leonie Schindler (SV Harkenbleck) - Florentine Schöffski (Ski-Club Peine)                   | Julia Meyer (1. BV Mülheim) - Tabea Tirschmann (SV GutsMuths Jena)                     | Jule Alberts (TSV Heimaterde Mülheim) - Julie Marzoch (TV Refrath)                     | Katharina Rudert (TSV 1906 Freystadt) - Antonia Schaller (TuS Geretsried)              |
| 2019/2020 | Mixed             | Jarne Schlevoigt (1. BV Mülheim) - Julia Meyer (1. BV Mülheim)                              | Malik Bourakkadi (VfB GW Mülheim) - Tabea Tirschmann (SV GutsMuths Jena)               | Lennart Luntz (TSG Dossenheim) - Ronja Hamm (TSV Haunstetten)                          | Kenneth Neumann (Horner TV) - Elina Sonnenschein (SpVgg Sterkrade-Nord)                |
| Saison    | Disziplin         | Erster                                                                                      | Zweiter                                                                                | Dritter                                                                                | Dritter                                                                                |
| 2020/2021 | nicht ausgetragen | nicht ausgetragen                                                                           | nicht ausgetragen                                                                      | nicht ausgetragen                                                                      | nicht ausgetragen                                                                      |
| Saison    | Disziplin         | Erster                                                                                      | Zweiter                                                                                | Dritter                                                                                | Dritter                                                                                |
| 2021/2022 | Herreneinzel      | David Eckerlin                                                                              | Luis Pongratz                                                                          | Florian Otto                                                                           | Eric Teller                                                                            |
| 2021/2022 | Dameneinzel       | Selin Hübsch                                                                                | Ella Neve                                                                              | Anna Mejikovskiy                                                                       | Cara Siebrecht                                                                         |
| 2021/2022 | Herrendoppel      | Kevin Dang - Til Gatzsche                                                                   | Alexander Becsh - Luis Pongratz                                                        | Rafe Kenji Braach - Mark Niemann                                                       | David Eckerlin - Danial Iman Marzuan                                                   |
| 2021/2022 | Damendoppel       | Selin Hübsch - Anna Mejikovskiy                                                             | Sophie Heidebrecht - Julia Lüttgen                                                     | Amra Bourakkadi - Marie Sophie Stern                                                   | Pheline Krüger - Amelie Lehmann                                                        |
| 2021/2022 | Mixed             | Kevin Dang - Selin Hübsch                                                                   | David Eckerlin - Amelie Lehmann                                                        | Lino Degenkolb - Ella Neve                                                             | Luis Pongratz - Lara-Sophie Dreessen                                                   |
| 2022/2023 | Herreneinzel      | Luis Pongratz                                                                               | Yuri Cho                                                                               | Finn Kuhlmann                                                                          | Rafe Kenji Braach                                                                      |
| 2022/2023 | Dameneinzel       | Meline Zeisig                                                                               | Constanze Winnefeld                                                                    | Xingzhu Li                                                                             | Lara-Sophie Dreessen                                                                   |
| 2022/2023 | Herrendoppel      | Danial Iman Marzuan - Luis Pongratz                                                         | Philipp Euler - Bruno Steffen-Sánchez                                                  | Yuri Cho - Mark Niemann                                                                | Vin Assmus - Tebbe Monsees                                                             |
| 2022/2023 | Damendoppel       | Marie Sophie Stern - Eva Stommel                                                            | Aurelia Wulandoko - Meline Zeisig                                                      | Isabel Kleban - Shreya Sarkar                                                          | Amra Bourakkadi - Lara-Sophie Dreessen                                                 |
| 2022/2023 | Mixed             | Mark Niemann - Sophie Stern                                                                 | Jonas Schmid - Leonie Wronna                                                           | Ho Duc Tran - Annchristin Block                                                        | Danial Iman Marzuan - Aurelia Wulandoko                                                |
| 2023/2024 | Herreneinzel      | Felix Ma                                                                                    | Anton Druzhchenko                                                                      | Jonas Schmid                                                                           | Rafe Kenji Braach                                                                      |
| 2023/2024 | Dameneinzel       | Meline Zeisig                                                                               | Katharina Nilges                                                                       | Gloria Poluektov                                                                       | Lisa Paula Bonnemann                                                                   |
| 2023/2024 | Herrendoppel      | Rafe Kenji Braach - Felix Schütt                                                            | Jonas Schmid - Michel Schuster                                                         | Linus Emmerich - Leon Kaschura                                                         | Hannes Möller - Pranav Vempati                                                         |
| 2023/2024 | Damendoppel       | Katharina Nilges - Leonie Wronna                                                            | Shreya Hochscheid - Isabel Kleban                                                      | Maike Iffland - Nina Steffes                                                           | Sina Otto - Anastasia Safonova                                                         |
| 2023/2024 | Mixed             | Linus Emmerich - Maike Iffland                                                              | Anton Druzhchenko - Aurelia Wulandoko                                                  | Leon Kaschura - Aurelia Wulandoko                                                      | Jonas Schmid - Katharina Nilges                                                        |
| 2024/2025 | Herreneinzel      | Leon Kaschura                                                                               | Milan Zeisig                                                                           | Jarno Deters                                                                           | Jannes Ernst                                                                           |
| 2024/2025 | Dameneinzel       | Lisa Paula Bonnemann                                                                        | Kalliope Hermel                                                                        | Smilla Fluhrer                                                                         | Yuliia Fomina                                                                          |
| 2024/2025 | Herrendoppel      | Leon Kaschura - Fynn Ohliger                                                                | Jarno Deters - Jakob Sjöblom                                                           | Aarav Bhatia - Felix Jianheng Luo                                                      | Hannes Möller - Adrien Strohhecker                                                     |
| 2024/2025 | Damendoppel       | Lisa Paula Bonnemann - Kalliope Hermel                                                      | Juna Bartsch - Marie Fein                                                              | Yuliia Fomina - Sina Otto                                                              | Vanessa Dinh - Monique Schütt                                                          |
| 2024/2025 | Mixed             | Fynn Ohliger - Kalliope Hermel                                                              | Milan Zeisig - Laira Röhl                                                              | Leon Kaschura - Juna Bartsch                                                           | Jarno Deters - Smilla Fluhrer                                                          |

## Deutsche Nachwuchsmeisterschaften der U16
| Saison    | Disziplin    | Erster                                                                                    | Zweiter                                                                                 | Dritter                                                                                 | Dritter                                                                   |
| --------- | ------------ | ----------------------------------------------------------------------------------------- | --------------------------------------------------------------------------------------- | --------------------------------------------------------------------------------------- | ------------------------------------------------------------------------- |
| 1979/1980 | Herreneinzel | Axel Schönfelder (1. DBC Bonn)                                                            | Volker Renzelmann (Post SV Bremen)                                                      | …(…)                                                                                    | …(…)                                                                      |
| 1979/1980 | Dameneinzel  | Christiane Russ (FC Langenfeld)                                                           | Gabriele Sadewater (VfL Berliner Lehrer)                                                | …(…)                                                                                    | …(…)                                                                      |
| 1979/1980 | Herrendoppel | Christian Diekmann (TuS Eintracht Bielefeld) - Pramudia Sudarbo (TV Blomberg)             | Frank Nüske (Post SV Würzburg) - Herbert Seifert (TSV 1861 Zirndorf)                    | …(…) - …(…)                                                                             | …(…) - …(…)                                                               |
| 1979/1980 | Damendoppel  | Sonja Krüger (Post SV Würzburg) - Dorett Hökel (TV Pforzheim)                             | Gabriele Sadewater (VfL Berliner Lehrer) - Karen Pickartz (TSV Glinde)                  | …(…) - …(…)                                                                             | …(…) - …(…)                                                               |
| 1979/1980 | Mixed        | Axel Schönfelder (1. DBC Bonn) - Susanne Altmann (STC Blau-Weiß Solingen)                 | Volker Renzelmann (Post SV Bremen) - Nadja Draskowitz (TSB Schwäbisch Gmünd)            | …(…) - …(…)                                                                             | …(…) - …(…)                                                               |
| Saison    | Disziplin    | Erster                                                                                    | Zweiter                                                                                 | Dritter                                                                                 | Dritter                                                                   |
| 1980/1981 | Herreneinzel | Volker Renzelmann (Post-SV Bremerhaven)                                                   | Axel Schönfelder (1. DBC Bonn)                                                          | …(…)                                                                                    | …(…)                                                                      |
| 1980/1981 | Dameneinzel  | Stefanie Rommerskirchen (Bottroper BG)                                                    | Sonja Krüger (PSV Würzburg)                                                             | …(…)                                                                                    | …(…)                                                                      |
| 1980/1981 | Herrendoppel | Michael Fischedick (Bottroper BG) - Ralf Rausch (FC Bayer 05 Uerdingen)                   | Christian Diekmann (Eintracht Bielefeld) - Guido Schänzler (TTC Brauweiler 1948)        | …(…) - …(…)                                                                             | …(…) - …(…)                                                               |
| 1980/1981 | Damendoppel  | Birgit Schilling (DJK Ingolstadt) - Cornelia Munz (TuS Wiebelskirchen)                    | Susanne Altmann (STC Blau-Weiß Solingen) - Stefanie Rommerskirchen (FC Langenfeld)      | …(…) - …(…)                                                                             | …(…) - …(…)                                                               |
| 1980/1981 | Mixed        | Volker Renzelmann (Post-SV Bremerhaven) - Sonja Krüger (Post SV Würzburg)                 | Axel Schönfelder (1. DBC Bonn) - Susanne Altmann (STC Blau-Weiß Solingen)               | …(…) - …(…)                                                                             | …(…) - …(…)                                                               |
| Saison    | Disziplin    | Erster                                                                                    | Zweiter                                                                                 | Dritter                                                                                 | Dritter                                                                   |
| 1981/1982 | Herreneinzel | Guido Schänzler (TTC Brauweiler 1948)                                                     | Christian Diekmann (Eintracht Bielefeld)                                                | …(…)                                                                                    | …(…)                                                                      |
| 1981/1982 | Dameneinzel  | Christine Skropke (EBC Jülich)                                                            | Birgit Schilling (SV Fortuna Regensburg)                                                | …(…)                                                                                    | …(…)                                                                      |
| 1981/1982 | Herrendoppel | Christian Diekmann (TuS Eintracht Bielefeld) - Guido Schänzler (TTC Brauweiler 1948)      | Markus Türnich (TTC Brauweiler 1948) - Burkhard Westermann (FC Bayer 05 Uerdingen)      | …(…) - …(…)                                                                             | …(…) - …(…)                                                               |
| 1981/1982 | Damendoppel  | Anja Wehner (TV Blomberg) - Anja Stohlmann (TV Blomberg)                                  | Birgit Schilling (SV Fortuna Regensburg) - Cornelia Munz (TuS Raubling)                 | …(…) - …(…)                                                                             | …(…) - …(…)                                                               |
| 1981/1982 | Mixed        | Christian Diekmann (TuS Eintracht Bielefeld) - Anja Stohlmann (TV Blomberg)               | Guido Schänzler (TTC Brauweiler 1948) - Birgit Zorn (TTC Brauweiler 1948)               | …(…) - …(…)                                                                             | …(…) - …(…)                                                               |
| Saison    | Disziplin    | Erster                                                                                    | Zweiter                                                                                 | Dritter                                                                                 | Dritter                                                                   |
| 1982/1983 | Herreneinzel | Andreas Ruth (BV Wesel Rot-Weiss)                                                         | Stefan Eickhoff (TV Lilienthal)                                                         | …(…)                                                                                    | …(…)                                                                      |
| 1982/1983 | Dameneinzel  | Katrin Schmidt (TSV Otterndorf)                                                           | Anne-Katrin Seid (SSV Ulm 1846)                                                         | …(…)                                                                                    | …(…)                                                                      |
| 1982/1983 | Herrendoppel | Stefan Eickhoff (TV Lilienthal) - Holger Broß (TSV Salzgitter)                            | Andreas Ruth (BV Wesel Rot-Weiss) - Robert Neumann (Ohligser TV)                        | …(…) - …(…)                                                                             | …(…) - …(…)                                                               |
| 1982/1983 | Damendoppel  | Birgit Zorn (TTC Brauweiler 1948) - Stefanie Peters (TTC Brauweiler 1948)                 | Nicole Baldewein (OSC Düsseldorf) - Anke Jansen (SG Dülken)                             | …(…) - …(…)                                                                             | …(…) - …(…)                                                               |
| 1982/1983 | Mixed        | Andreas Ruth (BV Wesel Rot-Weiss) - Brigitte Faßbender (1. DBC Bonn)                      | Holger Broß (Post SV Salzgitter) - Claudia Kürsten (BV Gifhorn)                         | …(…) - …(…)                                                                             | …(…) - …(…)                                                               |
| Saison    | Disziplin    | Erster                                                                                    | Zweiter                                                                                 | Dritter                                                                                 | Dritter                                                                   |
| 1983/1984 | Herreneinzel | Michael Czoik (BV Wesel Rot-Weiss)                                                        | Frank Hochstrate (FC Langenfeld)                                                        | …(…)                                                                                    | …(…)                                                                      |
| 1983/1984 | Dameneinzel  | Heike Erler (SG Nieder-Roden)                                                             | Britta Zimmermann (KSV Baunatal)                                                        | …(…)                                                                                    | …(…)                                                                      |
| 1983/1984 | Herrendoppel | Michael Czoik (BV Wesel Rot-Weiss) - Martin Luhnen (SG Dülken)                            | Frank Hochstrate (FC Langenfeld) - Stephan Kuhl (TTC Brauweiler 1948)                   | …(…) - …(…)                                                                             | …(…) - …(…)                                                               |
| 1983/1984 | Damendoppel  | Andrea Sotta (1. BC Leverkusen) - Sigrid Möller (TTC Brauweiler 1948)                     | Ines Wegner (TG Mülheim) - Heike Loges (FC Gladbeck)                                    | …(…) - …(…)                                                                             | …(…) - …(…)                                                               |
| 1983/1984 | Mixed        | Martin Luhnen (SG Dülken) - Ines Wegner (TG Mülheim)                                      | Frank Hochstrate (FC Langenfeld) - Carola Russ (FC Langenfeld)                          | …(…) - …(…)                                                                             | …(…) - …(…)                                                               |
| Saison    | Disziplin    | Erster                                                                                    | Zweiter                                                                                 | Dritter                                                                                 | Dritter                                                                   |
| 1984/1985 | Herreneinzel | Kai Jeromin (TTC Brauweiler 1948)                                                         | Kai Mitteldorf (SC Union 08 Lüdinghausen)                                               | Thomas Wurm (VfN Hattersheim)                                                           | Marco Schweminski (VfB Lübeck)                                            |
| 1984/1985 | Dameneinzel  | Kerstin Ubben (TSV Wedel)                                                                 | Britta Zimmermann (KSV Baunatal)                                                        | Kirsten Vetters (PSV Grün-Weiß Wiesbaden)                                               | Angelika Funke (STC Blau-Weiß Solingen)                                   |
| 1984/1985 | Herrendoppel | Thomas Wurm (VfN Hattersheim) - Andreas Schmidt (KSV Baunatal)                            | Lars Atorf (1. BC Leverkusen) - Uwe Ossenbrink (TG Ahlen)                               | Kai Jeromin (TTC Brauweiler 1948) - Kai Mitteldorf (SC Union 08 Lüdinghausen)           | Roland Dorner (TV Neckarau) - Bernd Riehle (VfL Sindelfingen)             |
| 1984/1985 | Damendoppel  | Britta Zimmermann (KSV Baunatal) - Kirsten Vetters (PSV Grün-Weiß Wiesbaden)              | Sabine Thiede (TuS Lichterfelde Berlin) - Stefanie Westermann (TuS Lichterfelde Berlin) | Martina Höfer (FC Langenfeld) - Katrin Hunkenschroer (DJK Saxonia Dortmund)             | Bettina Mattern (SSV Heiligenwald) - Claudia Andres (SSV Heiligenwald)    |
| 1984/1985 | Mixed        | Uwe Ossenbrink (TG Ahlen 1897) - Claudia Andres (SSV Heiligenwald)                        | Thomas Wurm (VfN Hattersheim) - Kirsten Vetters (PSV Grün-Weiß Wiesbaden)               | Gordon Teigelkämper (TTC Brauweiler 1948) - Katrin Hunkenschroer (DJK Saxonia Dortmund) | Frank Schröder (VfB Lübeck) - Katja Schweminski (VfB Lübeck)              |
| Saison    | Disziplin    | Erster                                                                                    | Zweiter                                                                                 | Dritter                                                                                 | Dritter                                                                   |
| 1985/1986 | Herreneinzel | Fernando Poyatos (SV Unkel)                                                               | Lars Atorf (1. DBC Bonn)                                                                | …(…)                                                                                    | …(…)                                                                      |
| 1985/1986 | Dameneinzel  | Angelika Funke (STC Blau-Weiß Solingen)                                                   | Andrea Findhammer (Bottroper BG)                                                        | …(…)                                                                                    | …(…)                                                                      |
| 1985/1986 | Herrendoppel | Uwe Ossenbrink (TG Ahlen 1897) - Lars Atorf (1. BC Leverkusen)                            | Christian Harder (TG Langendiebach) - Fernando Poyatos (SV Unkel)                       | …(…) - …(…)                                                                             | …(…) - …(…)                                                               |
| 1985/1986 | Damendoppel  | Anke Kübler (ESG Karlsruhe) - Bettina Meyer (ESG Karlsruhe)                               | Nicole Hofmann (SG Niederroden) - Nicole Merget (TV Klein-Krotzenburg)                  | …(…) - …(…)                                                                             | …(…) - …(…)                                                               |
| 1985/1986 | Mixed        | Uwe Ossenbrink (TG Ahlen 1897) - Andrea Findhammer (1. BV Mülheim)                        | Lars Atorf (1. DBC Bonn) - Angelika Funke (STC Blau-Weiß Solingen)                      | …(…) - …(…)                                                                             | …(…) - …(…)                                                               |
| Saison    | Disziplin    | Erster                                                                                    | Zweiter                                                                                 | Dritter                                                                                 | Dritter                                                                   |
| 1986/1987 | Herreneinzel | Michael Helber (KSV Baunatal)                                                             | Thomas Berger (KSV Baunatal)                                                            | …(…)                                                                                    | …(…)                                                                      |
| 1986/1987 | Dameneinzel  | Karen Stechmann (MTV Mittelnkirchen)                                                      | Kerstin Weinbörner (BV Wesel Rot-Weiss)                                                 | …(…)                                                                                    | …(…)                                                                      |
| 1986/1987 | Herrendoppel | Michael Helber (KSV Baunatal) - Thomas Berger (KSV Baunatal)                              | Alexander Reyss (TTC Brauweiler 1948) - Dittmar Kather (TTC Brauweiler 1948)            | …(…) - …(…)                                                                             | …(…) - …(…)                                                               |
| 1986/1987 | Damendoppel  | Martina Stropnik (TB Osterfeld) - Kerstin Weinbörner (BV Wesel Rot-Weiss)                 | Katja Schulz (FC Langenfeld) - Tanja Münch (FC Langenfeld)                              | …(…) - …(…)                                                                             | …(…) - …(…)                                                               |
| 1986/1987 | Mixed        | Michael Helber (KSV Baunatal) - Kerstin Weinbörner (BV Wesel Rot-Weiss)                   | Stefan Moses (SC Langenhagen) - Karen Stechmann (MTV Mittelnkirchen)                    | …(…) - …(…)                                                                             | …(…) - …(…)                                                               |
| Saison    | Disziplin    | Erster                                                                                    | Zweiter                                                                                 | Dritter                                                                                 | Dritter                                                                   |
| 1987/1988 | Herreneinzel | Gian-Piero Vargiu (TV Überherrn)                                                          | Oliver Pongratz (TSV Mindelheim)                                                        | …(…)                                                                                    | …(…)                                                                      |
| 1987/1988 | Dameneinzel  | Heike Stohlmann (TV Blomberg)                                                             | Martina Stropnik (Bottroper BG)                                                         | …(…)                                                                                    | …(…)                                                                      |
| 1987/1988 | Herrendoppel | Jörg Mann (TTC Brauweiler 1948) - Oliver Pongratz (TSV Mindelheim)                        | Matthias Beck (KSJ Flensburg) - Jörg Kuhnert (Post SV Flensburg)                        | …(…) - …(…)                                                                             | …(…) - …(…)                                                               |
| 1987/1988 | Damendoppel  | Martina Stropnik (TB Osterfeld) - Heike Stohlmann (TV Blomberg)                           | Anke Bochow (TTC Brauweiler 1948) - Sylvia Reyss (TTC Brauweiler 1948)                  | …(…) - …(…)                                                                             | …(…) - …(…)                                                               |
| 1987/1988 | Mixed        | Dirk Ruberg (BV Wesel Rot-Weiss) - Heike Stohlmann (TV Blomberg)                          | Gian-Piero Vargiu (TV Überherrn) - Christine Bauer (KSV Baunatal)                       | …(…) - …(…)                                                                             | …(…) - …(…)                                                               |
| Saison    | Disziplin    | Erster                                                                                    | Zweiter                                                                                 | Dritter                                                                                 | Dritter                                                                   |
| 1988/1989 | Herreneinzel | Gian-Piero Vargiu (TV Überherrn)                                                          | Oliver Pongratz (TSV Mindelheim)                                                        | Holger Kampen (BV Wesel Rot-Weiss)                                                      | …(…)                                                                      |
| 1988/1989 | Dameneinzel  | Sylvia Reyss (TTC Brauweiler 1948)                                                        | Anke Bochow (TTC Brauweiler 1948)                                                       | …(…)                                                                                    | …(…)                                                                      |
| 1988/1989 | Herrendoppel | Dominik Bludau (BV Wesel Rot-Weiss) - Holger Kampen (BV Wesel Rot-Weiss)                  | Oliver Pongratz (TSV Mindelheim) - Jörg Mann (TTC Brauweiler 1948)                      | …(…) - …(…)                                                                             | …(…) - …(…)                                                               |
| 1988/1989 | Damendoppel  | Anke Bochow (TTC Brauweiler 1948) - Sylvia Reyss (TTC Brauweiler 1948)                    | Martina Finkenberg (TuB Bocholt) - Kirsten Passin (BC Düren)                            | …(…) - …(…)                                                                             | …(…) - …(…)                                                               |
| 1988/1989 | Mixed        | Oliver Pongratz - Sylvia Reyss (TSV Mindelheim / TTC Brauweiler 1948)                     | Jörg Mann - Anke Bochow (TTC Brauweiler 1948)                                           | Holger Kampen (BV Wesel Rot-Weiss) - …(…)                                               | …(…) - …(…)                                                               |
| Saison    | Disziplin    | Erster                                                                                    | Zweiter                                                                                 | Dritter                                                                                 | Dritter                                                                   |
| 1989/1990 | Herreneinzel | Björn Siegemund (VfB Hermsdorf)                                                           | André Vos (TuS Gildehaus)                                                               | Niels Kannengießer                                                                      | Stefan Solfrank                                                           |
| 1989/1990 | Dameneinzel  | Nicole Grether (TSG Schopfheim)                                                           | Nina Bruns (BV Gifhorn)                                                                 | Sandra Beißel (TTC Brauweiler 1948)                                                     | Tanja Rittig (BC Hohenlimburg)                                            |
| 1989/1990 | Herrendoppel | Björn Siegemund (VfB Hermsdorf) - Christian Tupay (1. BV Mülheim)                         | Jan Breden (PSV Bremerhaven) - Sascha Horatzek (BV Gifhorn)                             | Frederic Schepsky (BV Wesel Rot-Weiss) - Wolf-Dieter Baier (VfB Friedrichshafen)        | Björn Zeysing - Mathieu Pohl                                              |
| 1989/1990 | Damendoppel  | Nicole Hampel (BC Comet Braunschweig) - Nina Bruns (BV Gifhorn)                           | Sandra Mirtsching (SG Anspach) - Bianca Pohl (TFC Wolfshagen)                           | Nicole Grether (TSG Schopfheim) - Sandra Beißel (TTC Brauweiler 1948)                   | Anja Faber - Anja Kleinerüschkamp                                         |
| 1989/1990 | Mixed        | Wolf-Dieter Baier (VfB Friedrichshafen) - Nina Bruns (BV Gifhorn)                         | Björn Siegemund (VfB Hermsdorf) - Nicole Hampel (BC Comet Braunschweig)                 | Jan Breden (PSV Bremerhaven) - Nicole Grether (TSG Schopfheim)                          | Christian Tupay (1. BV Mülheim) - Anja Kleinerüschkamp                    |
| Saison    | Disziplin    | Erster                                                                                    | Zweiter                                                                                 | Dritter                                                                                 | Dritter                                                                   |
| 1990/1991 | Damendoppel  | Nicole Grether (BC Brombach) - Sandra Beißel (TTC Brauweiler 1948)                        | Insa Lösche (1. BV Mülheim) - Tanja Rittig (BC Hohenlimburg)                            | …(…) - …(…)                                                                             | …(…) - …(…)                                                               |
| 1990/1991 | Dameneinzel  | Viola Rathgeber (SC Siemensstadt)                                                         | Katja Michalowsky (TSV Glinde)                                                          | …(…)                                                                                    | …(…)                                                                      |
| 1990/1991 | Herrendoppel | Sascha Horatzek (BV Gifhorn) - Tim Breden (BV 90 Bremerhaven)                             | Andreas Kerst (Klever BC) - Thorsten Hukriede (TV Jahn-Rheine 1885)                     | …(…) - …(…)                                                                             | …(…) - …(…)                                                               |
| 1990/1991 | Herreneinzel | Gerrit Burkert (TuS Gildehaus)                                                            | André Vos (TuS Gildehaus)                                                               | …(…)                                                                                    | …(…)                                                                      |
| 1990/1991 | Mixed        | Tim Breden (BV 90 Bremerhaven) - Viola Rathgeber (SC Siemensstadt)                        | Gerrit Burkert (TuS Gildehaus) - Katja Michalowsky (TSV Glinde)                         | …(…) - …(…)                                                                             | …(…) - …(…)                                                               |
| Saison    | Disziplin    | Erster                                                                                    | Zweiter                                                                                 | Dritter                                                                                 | Dritter                                                                   |
| 1991/1992 | Herreneinzel | Boris Reichel (TuS Gildehaus)                                                             | Jan Bofinger (SV Fellbach)                                                              | Sven Schröder (BV Wesel Rot-Weiss)                                                      | Björn Decker (TV 1872 Saarlouis)                                          |
| 1991/1992 | Dameneinzel  | Nicol Pitro (SG Diepholz)                                                                 | Viola Rathgeber (SC Siemensstadt)                                                       | Claudia Vogelgsang (VfB Friedrichshafen)                                                | Stefanie Müller (TSV 1861 Zirndorf)                                       |
| 1991/1992 | Herrendoppel | Thorsten Hukriede (TV Jahn-Rheine 1885) - Andreas Kerst (Badminton Club Kleve)            | Christian Barthel (SS Wichernschule) - Sebastian Ottrembka (VfL Berliner Lehrer)        | Sven Schröder (BV Wesel Rot-Weiss) - Marco Hukriede (TV Jahn-Rheine 1885)               | Alexander Weitzel (SG Diepholz) - Boris Reichel (TuS Gildehaus)           |
| 1991/1992 | Damendoppel  | Claudia Vogelgsang (VfB Friedrichshafen) - Simone Hilt (SG Schorndorf)                    | Nicol Pitro (SG Diepholz) - Verena Nuy (BC Kleve)                                       | Anja Weber (VfL Berliner Lehrer) - Franziska Mohaupt (VfL Berliner Lehrer)              | Carolin Voß (BSV Greifswald) - Anika Sietz (TSV Glinde)                   |
| 1991/1992 | Mixed        | Thorsten Hukriede (TV Jahn-Rheine 1885) - Tanja Lorenz (SSV Heiligenwald)                 | Alexander Weitzel (SG Diepholz) - Nicol Pitro (SG Diepholz)                             | Andreas Kerst (Badminton Club Kleve) - Verena Nuy (Badminton Club Kleve)                | Boris Reichel (TuS Gildehaus) - Franziska Mohaupt (VfL Berliner Lehrer)   |
| Saison    | Disziplin    | Erster                                                                                    | Zweiter                                                                                 | Dritter                                                                                 | Dritter                                                                   |
| 1992/1993 | Damendoppel  | Anika Sietz (TSV Glinde) - Carolin Voß (BSV Greifswald)                                   | Beke Recht (MTV Mittelnkirchen) - Wiebke Schrempf (TuS Reppenstedt)                     | …(…) - …(…)                                                                             | …(…) - …(…)                                                               |
| 1992/1993 | Dameneinzel  | Stefanie Müller (TSV Neuhausen-Nymphenburg)                                               | Anika Sietz (TSV Glinde)                                                                | …(…)                                                                                    | …(…)                                                                      |
| 1992/1993 | Herrendoppel | Sebastian Ottrembka (VfL Berliner Lehrer) - Christian Barthel (SS Wichern Schule Hamburg) | Björn Decker (TV 1872 Saarlouis) - Conrad Hückstädt (VfL Berliner Lehrer)               | Sven Schröder (BV Wesel Rot-Weiss) - …(…)                                               | …(…) - …(…)                                                               |
| 1992/1993 | Herreneinzel | Björn Decker (TV 1872 Saarlouis)                                                          | Sebastian Ottrembka (VfL Berliner Lehrer)                                               | …(…)                                                                                    | …(…)                                                                      |
| 1992/1993 | Mixed        | Sebastian Ottrembka (VfL Berliner Lehrer) - Anika Sietz (TSV Glinde)                      | Björn Decker (TV 1872 Saarlouis) - Stefanie Müller (TSV Neuhausen-Nymphenburg)          | …(…) - …(…)                                                                             | …(…) - …(…)                                                               |
| Saison    | Disziplin    | Erster                                                                                    | Zweiter                                                                                 | Dritter                                                                                 | Dritter                                                                   |
| 1993/1994 | Herreneinzel | Mike Joppien (FC Langenfeld)                                                              | Sebastian Schulz (SS Wichernschule)                                                     | Rehan Khan (VfB Friedrichshafen)                                                        | Andreas Wölk (FC Langenfeld)                                              |
| 1993/1994 | Dameneinzel  | Wiebke Schrempf (TuS Reppenstedt)                                                         | Dominique Mirtsching (SG Anspach)                                                       | Jeanette Ottrembka (VfL Berliner Lehrer)                                                | Kathrin Kexel (OSC Werden)                                                |
| 1993/1994 | Herrendoppel | Mike Joppien (FC Langenfeld) - Rehan Khan (VfB Friedrichshafen)                           | Malte Böttger (KSJ Flensburg) - Kristof Hopp (TSV Flintbek)                             | Maurice Niesner (VfL Wolfsburg) - Robin Niesner (VfL Wolfsburg)                         | Joachim Tesche (TSV Berkenthin) - Thomas Tesche (TSV Berkenthin)          |
| 1993/1994 | Damendoppel  | Beke Recht (VfL Stade) - Wiebke Schrempf (TuS Reppenstedt)                                | Alexandra Beckmann (TuS Gildehaus) - Jeanette Ottrembka (VfL Berliner Lehrer)           | Kathrin Kexel (OSC Werden) - Judith Henne (Bottroper BG)                                | Heike Lohse (SSV Heiligenwald) - Sandra Mann (TV Wemmetsweiler)           |
| 1993/1994 | Mixed        | Mike Joppien (FC Langenfeld) - Dominique Mirtsching (SG Anspach)                          | Henning Zanssen (SG Vechelde) - Wiebke Schrempf (TuS Reppenstedt)                       | Rehan Khan (VfB Friedrichshafen) - Sandra Mann (TV Wemmetsweiler)                       | Andreas Wölk (FC Langenfeld) - Jessica Willems (FC Langenfeld)            |
| Saison    | Disziplin    | Erster                                                                                    | Zweiter                                                                                 | Dritter                                                                                 | Dritter                                                                   |
| 1994/1995 | Herreneinzel | Andreas Wölk (FC Langenfeld)                                                              | Rehan Khan (VfB Friedrichshafen)                                                        | Thomas Tesche (TSV Berkenthin)                                                          | Joachim Tesche (TSV Berkenthin)                                           |
| 1994/1995 | Dameneinzel  | Michaela Peiffer (TuS Wiebelskirchen)                                                     | Jeanette Ottrembka (VfL Berliner Lehrer)                                                | Beke Recht (VfL Stade)                                                                  | Kathrin Piotrowski (PSV Gelsenkirchen)                                    |
| 1994/1995 | Herrendoppel | Joachim Tesche (TSV Berkenthin) - Thomas Tesche (TSV Berkenthin)                          | Holger Klupsch (BSC Wesel) - Andreas Wölk (FC Langenfeld)                               | Marco Nover (SG Erlensee) - Jens Roch (PSV Ludwigshafen)                                | Gregor Hönscheid (TTC Brauweiler 1948) - Björn Joppien (FC Langenfeld)    |
| 1994/1995 | Damendoppel  | Jeanette Ottrembka (VfL Berliner Lehrer) - Beke Recht (VfL Stade)                         | Michaela Peiffer (TuS Wiebelskirchen) - Kathrin Piotrowski (PSV Gelsenkirchen)          | Pamela Decker (SpVg Eidertal) - Sandra Mann (SSV Heiligenwald)                          | Birte Frings (SG Neukirchen-Vluyn) - Rebecca Groß (TB Rheinhausen)        |
| 1994/1995 | Mixed        | Thomas Tesche (TSV Berkenthin) - Jeanette Ottrembka (VfL Berliner Lehrer)                 | Rehan Khan (VfB Friedrichshafen) - Sandra Mann (SSV Heiligenwald)                       | Sven Landvoigt (BC 58 Luckau) - Kristin Petschaelis (BSV Greifswald)                    | David Papendick (BVH Dorsten) - Rebecca Groß (TB Rheinhausen)             |
| Saison    | Disziplin    | Erster                                                                                    | Zweiter                                                                                 | Dritter                                                                                 | Dritter                                                                   |
| 1995/1996 | Herreneinzel | Ian Maywald (1. BC Beuel)                                                                 | Gregor Hönscheid (TTC Brauweiler 1948)                                                  | Sebastian Schmidt (VfL Stade)                                                           | Björn Joppien (FC Langenfeld)                                             |
| 1995/1996 | Dameneinzel  | Michaela Peiffer (TuS Wiebelskirchen)                                                     | Kathrin Piotrowski (PSV Gelsenkirchen)                                                  | Anne Hönscheid (TTC Brauweiler 1948)                                                    | Sonja Horatzek (BV Gifhorn)                                               |
| 1995/1996 | Herrendoppel | Gregor Hönscheid (TTC Brauweiler 1948) - Björn Joppien (FC Langenfeld)                    | Sebastian Schmidt (VfL Stade) - Patrik Sarkiwan (VfL Stade)                             | Kieser (TV Ingelheim) - Kreibich (TV Homburg)                                           | Felix Künzer (SG Post/Süd Regensburg) - Sebastian Strödke (TSV Neubiberg) |
| 1995/1996 | Damendoppel  | Michaela Peiffer (TuS Wiebelskirchen) - Kathrin Piotrowski (PSV Gelsenkirchen-Buer)       | Petra Overzier (TTC Brauweiler 1948) - Anne Hönscheid (TTC Brauweiler 1948)             | Corinna Herrle (TSV Herbertshofen) - Melanie Herrle (TSV Herbertshofen)                 | Kristina Borg (SG Dülken) - Miriam Mroß (PSV Gelsenkirchen)               |
| 1995/1996 | Mixed        | Gregor Hönscheid (TTC Brauweiler 1948) - Kathrin Piotrowski (PSV Gelsenkirchen-Buer)      | Björn Joppien (FC Langenfeld) - Petra Overzier (TTC Brauweiler 1948)                    | Ian Maywald (1. BC Beuel) - Mareike Busch (1. BC Beuel)                                 | Clemens Rocholl (SV Spaichingen) - Sabine Huber (SG Hemsbach)             |
| Saison    | Disziplin    | Erster                                                                                    | Zweiter                                                                                 | Dritter                                                                                 | Dritter                                                                   |
| 1996/1997 | Herreneinzel | Björn Joppien (FC Langenfeld)                                                             | Jochen Cassel (1. BCW Hütschenhausen)                                                   | Clemens Rocholl (SV Spaichingen)                                                        | Matthias Kuchenbecker (Bottroper BG)                                      |
| 1996/1997 | Dameneinzel  | Petra Overzier (TTC Brauweiler 1948)                                                      | Anne Hönscheid (TTC Brauweiler 1948)                                                    | Sonja Horatzek (BV Gifhorn)                                                             | Sabine Huber (SV Spaichingen)                                             |
| 1996/1997 | Herrendoppel | Jochen Cassel (1. BCW Hütschenhausen) - Clemens Rocholl (SV Spaichingen)                  | Christoph Clarenbach (1. BC Beuel) - Björn Wirthsmann (SG Vechelde)                     | Oliver Karschuk (VfL Stade) - Mathias Pohl (TV Uelzen)                                  | Christian Böhmer (PSV Gelsenkirchen-Buer) - Raphael Groß (TB Rheinhausen) |
| 1996/1997 | Damendoppel  | Anne Hönscheid (TTC Brauweiler 1948) - Petra Overzier (TTC Brauweiler 1948)               | Sonja Horatzek (BV Gifhorn) - Caren Hückstädt (SG EBT Berlin)                           | Stockhaus (SC Union 08 Lüdinghausen) - Damann (SC Union 08 Lüdinghausen)                | Sabine Huber (SG Hemsbach) - Kerstin Klingelhöfer (TSV Neubiberg)         |
| 1996/1997 | Mixed        | Björn Joppien (FC Langenfeld) - Petra Overzier (TTC Brauweiler 1948)                      | Clemens Rocholl (SV Spaichingen) - Sabine Huber (SG Hemsbach)                           | Raphael Groß (TB Rheinhausen) - Carina Mette (SC Union 08 Lüdinghausen)                 | Hendrik Westermeyer (BVH Dorsten) - Stockhaus (SC Union 08 Lüdinghausen)  |

## Deutsche Nachwuchsmeisterschaften der U15
| Saison    | Disziplin         | Erster                                                                               | Zweiter                                                                                            | Dritter                                                                                    | Dritter                                                                                 |
| --------- | ----------------- | ------------------------------------------------------------------------------------ | -------------------------------------------------------------------------------------------------- | ------------------------------------------------------------------------------------------ | --------------------------------------------------------------------------------------- |
| 1997/1998 | Herreneinzel      | Marc Zwiebler (1. BC Beuel)                                                          | Cai-Simon Preuten (BV Wesel Rot-Weiss)                                                             | Jörg Arlt (BC Achern)                                                                      | Philip Knoll (SC Union 08 Lüdinghausen)                                                 |
| 1997/1998 | Dameneinzel       | Birgit Overzier (TTC Brauweiler 1948)                                                | Sandra Marinello (DJK Thomasstadt Kempen)                                                          | Aileen Rößler (FC Langenfeld)                                                              | Natalie Tropf (SSV Waghäusel)                                                           |
| 1997/1998 | Herrendoppel      | Cai-Simon Preuten (BV Wesel Rot-Weiss) - Marc Zwiebler (1. BC Beuel)                 | Sven Arlt (BC Achern) - Jörg Arlt (BC Achern)                                                      | Jan Honerkamp (TuS Gildehaus) - Christian Schlüter (TuS Gildehaus)                         | Joachim Persson (TSV Trittau) - Sascha Klopp (SV Bokhorst)                              |
| 1997/1998 | Damendoppel       | Birgit Overzier (TTC Brauweiler 1948) - Sandra Marinello (DJK Thomasstadt Kempen)    | Britta Bergmann (FC Langenfeld) - Aileen Rößler (FC Langenfeld)                                    | Ulrike Heiden (HSG Greifswald) - Thérèse Nawrath (SV Falkensee-Finkenkrug)                 | Schmidt - Hauber                                                                        |
| 1997/1998 | Mixed             | Marc Zwiebler (1. BC Beuel) - Birgit Overzier (TTC Brauweiler 1948)                  | Cai-Simon Preuten (BV Wesel Rot-Weiss) - Sandra Marinello (DJK Thomasstadt Kempen)                 | Jörg Arlt (BC Achern) - Natalie Tropf (SSV Waghäusel)                                      | Philip Knoll (SC Union 08 Lüdinghausen) - Britta Bergmann (FC Langenfeld)               |
| Saison    | Disziplin         | Erster                                                                               | Zweiter                                                                                            | Dritter                                                                                    | Dritter                                                                                 |
| 1998/1999 | Herreneinzel      | Marc Zwiebler (1. BC Beuel)                                                          | Andreas Kämmer (HSG Greifswald)                                                                    | Fabian Zilm (VfL Berliner Lehrer)                                                          | Benjamin Wahl (SG Schorndorf)                                                           |
| 1998/1999 | Dameneinzel       | Birgit Overzier (TTC Brauweiler 1948)                                                | Lea Ulrich (HSG Greifswald)                                                                        | Carola Bott (TV Großwallstadt)                                                             | Vanessa Rinke (SV Unkel)                                                                |
| 1998/1999 | Herrendoppel      | Andreas Kämmer (SV Electroniker Greifswald) - Fabian Zilm (VfL Berliner Lehrer)      | Patrik Neubacher (Damp 2000) - Daniel Korn (BV Gifhorn)                                            | Manuel Andratschke (FC Langenfeld) - Olaf Schulz-Holstege (1. BC Beuel)                    | Stefan Lemke (TV Emsdetten) - Alexander Schmitz (TV Emsdetten)                          |
| 1998/1999 | Damendoppel       | Karin Schnaase (SC Union 08 Lüdinghausen) - Carola Bott (TV Großwallstadt)           | Simone Peters (BV Gifhorn) - Katrin Schindler (BV Gifhorn)                                         | Hügler (Wyhl) - Wagner (Isny)                                                              | Aline Decker (SSV Heiligenwald) - Sindy Krauspe (SG Carl-Zeiss Jena-Süd)                |
| 1998/1999 | Mixed             | Marc Zwiebler (1. BC Beuel) - Birgit Overzier (TTC Brauweiler 1948)                  | Andreas Kämmer (HSG Greifswald) - Lea Ulrich (HSG Greifswald)                                      | Stefan Lemke (TV Emsdetten) - Karin Schnaase (SC Union 08 Lüdinghausen)                    | Fabian Zilm (VfL Berliner Lehrer) - Thérèse Nawrath                                     |
| Saison    | Disziplin         | Erster                                                                               | Zweiter                                                                                            | Dritter                                                                                    | Dritter                                                                                 |
| 1999/2000 | Herreneinzel      | Patrik Neubacher (VfL Damp-Vogelsang von 1930)                                       | Markus Jördens (SC Union 08 Lüdinghausen)                                                          | Christopher Ames (BC Bad Königshofen)                                                      | Marc Schenkelberger (TV Fischbach-Camphausen)                                           |
| 1999/2000 | Dameneinzel       | Isabelle Althof (FC Langenfeld)                                                      | Karin Schnaase (SC Union 08 Lüdinghausen)                                                          | Aline Decker (SSV Heiligenwald)                                                            | Astrid Hoffmann (BSC 95 Schwerin)                                                       |
| 1999/2000 | Herrendoppel      | Patrik Neubacher (VfL Damp-Vogelsang von 1930) - Jan-Sören Schulz (VfB Lübeck)       | Benjamin Placzek (TSV Neuhausen-Nymphenburg) - Michael Hauber (TSV Neuhausen-Nymphenburg)          | Christopher Ames (BC Bad Königshofen) - Markus Jördens (SC Union 08 Lüdinghausen)          | Eric Kavelius (TV Bous) - Robert Kalinka (SV GutsMuths Jena)                            |
| 1999/2000 | Damendoppel       | Aline Decker (SSV Heiligenwald) - Sindy Krauspe (SG Carl-Zeiss Jena-Süd)             | Karin Schnaase (SC Union 08 Lüdinghausen) - Gitte Köhler (BSC Schwerin)                            | Isabelle Althof (FC Langenfeld) - Laura Ufermann (Verberger TV)                            | Simone Peters (BV Gifhorn) - Katrin Schindler (BV Gifhorn)                              |
| 1999/2000 | Mixed             | Mark Schenkelberger (TV Fischbach-Camphausen) - Aline Decker (SSV Heiligenwald)      | Robert Kalinka (SV GutsMuths Jena) - Sindy Krauspe (SG Carl-Zeiss Jena-Süd)                        | Patrik Neubacher (VfL Damp-Vogelsang von 1930) - Karin Schnaase (SC Union 08 Lüdinghausen) | Denis Nyenhuis (1. BV Mülheim) - Laura Ufermann (Verberger TV)                          |
| Saison    | Disziplin         | Erster                                                                               | Zweiter                                                                                            | Dritter                                                                                    | Dritter                                                                                 |
| 2000/2001 | Herreneinzel      | Jan-Sören Schulz (VfB Lübeck)                                                        | Denis Nyenhuis (1. BV Mülheim)                                                                     | Robert Franke (VfL Berliner Lehrer)                                                        | Johannes Rodrigues (Heidenheimer SB)                                                    |
| 2000/2001 | Dameneinzel       | Annekatrin Lillie (BV Gifhorn)                                                       | Sinje d’Heureuse (ASC Spandau)                                                                     | Sabrina Engerer (TV Heilbronn)                                                             | Cathrein Hückstädt (SG EBT Berlin)                                                      |
| 2000/2001 | Herrendoppel      | Denis Nyenhuis (1. BV Mülheim) - Marcel Schröter (BC Herscheid)                      | Julien Pohl (1. BV Mülheim) - Abdul Rahim (OSC Düsseldorf)                                         | Stefan Wagner (SG Feinmess Suhl) - Eugen Goidenko (SV GutsMuths Jena)                      | Sebastian Mertens (TV Glinde) - Robert Franke (VfL Berliner Lehrer)                     |
| 2000/2001 | Damendoppel       | Annekatrin Lillie (BV Gifhorn) - Sinje d’Heureuse (ASC Spandau)                      | Tanja Korf (VfB Linz) - Julia van Eckeren (VfB Linz)                                               | Manuela Holst (DJK SB Regensburg) - Tamara Teuber (TSG Augsburg 85)                        | Monja Giebmanns (TV Refrath) - Kim Buß (TV Refrath)                                     |
| 2000/2001 | Mixed             | Jan-Sören Schulz (VfB Lübeck) - Annekatrin Lillie (BV Gifhorn)                       | Marcel Schröter (BC Herscheid) - Miriam Hoestermann (TSV Berge)                                    | Sebastian Ames (BC Bad Königshofen) - Tamara Teuber (TSG Augsburg 85)                      | Denis Nyenhuis (1. BV Mülheim) - Monja Giebmanns (TV Refrath)                           |
| Saison    | Disziplin         | Erster                                                                               | Zweiter                                                                                            | Dritter                                                                                    | Dritter                                                                                 |
| 2001/2002 | Herreneinzel      | Dieter Domke (SV Fischbach 1959)                                                     | Thomas Rau (SG Gaselan Fürstenwalde)                                                               | Lennart Gutke (DJK Hamburg)                                                                | Felix Schoppmann (VfB Linz)                                                             |
| 2001/2002 | Dameneinzel       | Sandra Eckstein (SG Post/Süd Regensburg)                                             | Antje Neick (BSC 95 Schwerin)                                                                      | Janet Köhler (BV Hoyerswerda)                                                              | Eva Mayer (SV Fischbach 1959)                                                           |
| 2001/2002 | Herrendoppel      | Florian Teller (TTC Brauweiler 1948) - Björn Hoedemaker (TV Refrath)                 | Robert Hinsche (SG Blau-Weiß Dessau) - Hannes Roffmann (BV Drömling)                               | Dieter Domke (SV Fischbach 1959) - Mirko Werner (SV Fischbach 1959)                        | Thomas Rau (SG Gaselan Fürstenwalde) - Felix Schoppmann (VfB Linz)                      |
| 2001/2002 | Damendoppel       | Tamara Teuber (TSG Augsburg 85) - Sabrina Engerer (SG Post/Süd Regensburg)           | Sandra Eckstein (SG Post/Süd Regensburg) - Julia Schmidt (TSV Indersdorf)                          | Pia Rehlinger (TV Bous) - Julia Welker (SSV Heiligenwald)                                  | Anna-Lena Riepl (TSG Erlensee) - Arzane Bunjaku (VfB Linz)                              |
| 2001/2002 | Mixed             | Sebastian Ames (BC Bad Königshofen) - Tamara Teuber (TSG Augsburg 85)                | Dieter Domke (SV Fischbach 1959) - Pia Rehlinger (TV Bous)                                         | Patrick Krämer (TuS Schwanheim) - Anna-Lena Riepl (TSG Erlensee)                           | Florian Teller (TTC Brauweiler 1948) - Marina Wöhning (TTC Brauweiler 1948)             |
| Saison    | Disziplin         | Erster                                                                               | Zweiter                                                                                            | Dritter                                                                                    | Dritter                                                                                 |
| 2002/2003 | Herreneinzel      | Sebastian Rduch (DJK Hamburg)                                                        | Tim Fillbrunn (SpVgg Sterkrade-Nord)                                                               | Björn Biering (HSG DHfK Leipzig)                                                           | Lukas Schmidt (SG Post/Süd Regensburg)                                                  |
| 2002/2003 | Dameneinzel       | Eva Mayer (SV Fischbach 1959)                                                        | Mona Reich (SVS Griesheim)                                                                         | Eva Kohlhaas (TB Eltville)                                                                 | Stefanie Arns (SSV Waghäusel)                                                           |
| 2002/2003 | Herrendoppel      | Peter Käsbauer (SG Post/Süd Regensburg) - Lukas Schmidt (SG Post/Süd Regensburg)     | Sebastian Rduch (DJK Hamburg) - Tim Fillbrunn (SpVgg Sterkrade-Nord)                               | Fabian Hammes (SV Fischbach 1959) - Philipp Junker (SV Fischbach 1959)                     | Johannes Szilagyi (SG Gaselan Fürstenwalde) - Ronny Dubb (ESV Bitterfeld)               |
| 2002/2003 | Damendoppel       | Eva Mayer (SV Fischbach 1959) - Mona Reich (SVS Griesheim)                           | Marina Wöhning (TTC Brauweiler 1948) - Jessica Röthel (SpVgg Sterkrade-Nord)                       | Sabrina Hauck (SSV Waghäusel) - Stefanie Schäfer (SSV Waghäusel)                           | Meike Böttcher (Farmsener TV) - Jennifer Protze (TSV Glinde)                            |
| 2002/2003 | Mixed             | Björn Biering (HSG DHfK Leipzig) - Marina Wöhnin( TTC Brauweiler 1948)               | Peter Käsbauer (SG Post/Süd Regensburg) - Julia Schmidt (SG Post/Süd Regensburg)                   | Fabian Hammes (SV Fischbach 1959) - Eva Mayer (SV Fischbach 1959)                          | Dave Eberhard (SpVgg Sterkrade-Nord) - Jessica Röthel (SpVgg Sterkrade-Nord)            |
| Saison    | Disziplin         | Erster                                                                               | Zweiter                                                                                            | Dritter                                                                                    | Dritter                                                                                 |
| 2003/2004 | Herreneinzel      | Tim Fillbrunn (FC Langenfeld)                                                        | Sebastian Rduch (DJK Hamburg)                                                                      | Jonas Weise (FC Langenfeld)                                                                | Mathieu Pohl (1. BV Mülheim)                                                            |
| 2003/2004 | Dameneinzel       | Linda Hartjes (SpVgg Sterkrade-Nord)                                                 | Neele Voigt (SV Müssen)                                                                            | Lisa Deichgräber (SV Berliner Brauereien)                                                  | Noreen Rurainski (TSV Niederwürschnitz)                                                 |
| 2003/2004 | Herrendoppel      | Sebastian Rduch (DJK Hamburg) - Tim Fillbrunn (SpVgg Sterkrade-Nord)                 | Christian Linder (DV Dillingen) - Philip Welker (SSV Heiligenwald)                                 | Jonas Weise (FC Langenfeld) - Josche Zurwonne (SC Union 08 Lüdinghausen)                   | Mathieu Pohl (1. BV Mülheim) - Mirko Fillbrunn (SpVgg Sterkrade-Nord)                   |
| 2003/2004 | Damendoppel       | Neele Voigt (SV Müssen) - Ina Voigt (SV Müssen)                                      | Linda Hartjes (SpVgg Sterkrade-Nord) - Janina Christensen (SC Union 08 Lüdinghausen)               | Bianca Sandhövel (Gladbecker FC) - Dana Kaufhold (SV Kupferdreh)                           | Lisa Deichgräber (SV Berliner Brauereien) - Nadine Kuhnert (SV Müssen)                  |
| 2003/2004 | Mixed             | Sebastian Rduch (DJK Hamburg) - Neele Voigt (SV Müssen)                              | Tim Fillbrunn (FC Langenfeld) - Noreen Rurainski (TSV Niederwürschnitz)                            | Christian Linder (TV Dillingen) - Carina Eckstein (PTSV Rosenheim)                         | Finn Glomp (BSG Eutin) - Nadine Kuhnert (SV Müssen)                                     |
| Saison    | Disziplin         | Erster                                                                               | Zweiter                                                                                            | Dritter                                                                                    | Dritter                                                                                 |
| 2004/2005 | Herreneinzel      | Adrian Gevelhoff (1. BV Mülheim)                                                     | Florian Berchtenbreiter (TV Dillingen)                                                             | Jonas Geigenberger (SV Fischbach 1959)                                                     | Philippe Craul (FC Langenfeld)                                                          |
| 2004/2005 | Dameneinzel       | Fabienne Deprez (FC Langenfeld)                                                      | Carla Nelte (SV Berliner Brauereien)                                                               | Amelie Storch (TV Dillingen)                                                               | Linda Klasen (TSV Trittau)                                                              |
| 2004/2005 | Herrendoppel      | Jonas Geigenberger (SV Fischbach 1959) - Philip Merz (SV Fischbach 1959)             | Mirko Fillbrunn (FC Langenfeld) - Philippe Craul (FC Langenfeld)                                   | Adrian Gevelhoff (1. BV Mülheim) - Stefan Lemke (TuS 05 Oberpleis)                         | Tobias Vogel (TV Dillingen) - Florian Berchtenbreiter (TV Dillingen)                    |
| 2004/2005 | Damendoppel       | Eileen Antwerpes (FC Langenfeld) - Fabienne Deprez (FC Langenfeld)                   | Laura Riffelmann (BC Herringen)- Vera Geuenich (BC Phönix Hövelhof)                                | Jeanette Kuhnert (SV Müssen) - Linda Klasen (SV TSV Trittau)                               | Amelie Storch (TV Dillingen) - Carla Nelte (SV Berliner Brauereien)                     |
| 2004/2005 | Mixed             | Adrian Gevelhoff (1. BV Mülheim) - Vera Geuenich (BC Phönix Hövelhof)                | Mirko Fillbrunn (FC Langenfeld) - Fabienne Deprez (FC Langenfeld)                                  | Tobias Vogel (TV Dillingen) - Carina Eckstein (TV Dillingen / PTSV Rosenheim)              | Eike Köhler (SV Berliner Brauereien) - Carla Nelte (SV Berliner Brauereien)             |
| Saison    | Disziplin         | Erster                                                                               | Zweiter                                                                                            | Dritter                                                                                    | Dritter                                                                                 |
| 2005/2006 | Herreneinzel      | Nikolaj Persson (TSV Trittau)                                                        | Julien Gupta (1. BC Beuel)                                                                         | Richard Domke (SV Fischbach 1959)                                                          | Patrik Beier (TSV Neuhausen-Nymphenburg)                                                |
| 2005/2006 | Dameneinzel       | Fabienne Deprez (FC Langenfeld)                                                      | Kathleen Ebersbach (BW Wittorf)                                                                    | Franziska Burkert (SG EBT Berlin)                                                          | Mette Stahlberg (TV Refrath)                                                            |
| 2005/2006 | Herrendoppel      | Nikolaj Persson (TSV Trittau) - Nico Coldewe (TSV SC Kisdorf)                        | Yannik Joop (BV Drömling) - Daniel Dehn (BV Drömling)                                              | Julien Gupta (1. BC Beuel) - Richard Domke (SV Fischbach 1959)                             | Patrik Beier (TSV Neuhausen-Nymphenburg) - David Knadler (PTSV Rosenheim)               |
| 2005/2006 | Damendoppel       | Franziska Burkert (SG EBT Berlin) - Mette Stahlberg (TV Refrath)                     | Fabienne Deprez (FC Langenfeld) - Lisa Heidenreich (FC Langenfeld)                                 | Annika Bley (TSV Neuenwalde) - Tanja Paulsen (TuS Alveslohe)                               | Corinne Beutler (BC 82 Osnabrück) - KathleenEbersbach (BW Wittorf)                      |
| 2005/2006 | Mixed             | Nikolaj Persson (TSV Trittau) - Fabienne Deprez (FC Langenfeld)                      | Patrik Beier (TSV Neuhausen-Nymphenburg) - Franziska Burkert (SG EBT Berlin)                       | Nico Coldewe (SC Kisdorf) - Kathleen Ebersbach (BW Wittorf)                                | Julien Gupta (1. BC Beuel) - Mette Stahlberg (TV Refrath)                               |
| Saison    | Disziplin         | Erster                                                                               | Zweiter                                                                                            | Dritter                                                                                    | Dritter                                                                                 |
| 2006/2007 | Herreneinzel      | Max Schwenger (TSV Lauf)                                                             | Peter Lang (TuS Schwanheim)                                                                        | Raphael Beck (FC Langenfeld)                                                               | Thomas Legleitner (TV Wehen)                                                            |
| 2006/2007 | Dameneinzel       | Inken Wienefeld (VfL 93 Hamburg)                                                     | Kathleen Ebersbach (Blau-Weiss Wittorf Neumünster)                                                 | Isabel Herttrich (TSV Lauf)                                                                | Alina Hammes (SV Fischbach 1959)                                                        |
| 2006/2007 | Herrendoppel      | Christian Bald (BC Hohenlimburg) - Raphael Beck (FC Langenfeld)                      | Niclas Lohau (SpVgg Sterkrade-Nord) - Fabian Scherpen (FC Langenfeld)                              | Peter Lang (TuS Schwanheim) - Thomas Legleitner (TV Wehen)                                 | Nils Rogge (TuS Friedrichsdorf) - Michael Stratomeier (BC Steinheim)                    |
| 2006/2007 | Damendoppel       | Fabienne Deprez (FC Langenfeld) - Kathleen Ebersbach (Blau-Weiss Wittorf Neumünster) | Isabel Herttrich (TSV Lauf) - Inken Wienefeld (VfL 93 Hamburg)                                     | Vanessa Kiehl (SC Union 08 Lüdinghausen) - Kira Kattenbeck (TV Emsdetten)                  | Alina Hammes (SV Fischbach 1959) - Corinne Beutler (BC 82 Osnabrück)                    |
| 2006/2007 | Mixed             | Max Schwenger (TSV Lauf) - Isabel Herttrich (TSV Lauf)                               | Morten Daugaard-Hansen (BC 82 Osnabrück) - Corinne Beutler (BC 82 Osnabrück)                       | Raphael Beck (FC Langenfeld) - Kira Kattenbeck (TV Emsdetten)                              | Christian Bald (BC Hohenlimburg) - Lena Bonnie (VfL Langerwehe)                         |
| Saison    | Disziplin         | Erster                                                                               | Zweiter                                                                                            | Dritter                                                                                    | Dritter                                                                                 |
| 2007/2008 | Herreneinzel      | Dennis Spengler (EBT Berlin)                                                         | Moritz Freudenthaler (BSG Eutin)                                                                   | Niklas Niemczyk (VfB GW Mülheim)                                                           | Morten Daugaard Hansen (Delmenhorster FC)                                               |
| 2007/2008 | Dameneinzel       | Merle Wossidlo (MTV Ahrendbök)                                                       | Laura Wich (TSG Schopfheim)                                                                        | Sophia Koutsomitis (SG Schorndorf)                                                         | Anika Dörr (TSG Messel)                                                                 |
| 2007/2008 | Herrendoppel      | Dennis Spengler (EBT Berlin) - Moritz Freudenthaler (BSG Eutin)                      | Mirko Brüning (BSC Gütersloh) - Christoph Mester (TV Emsdetten)                                    | Till Felsner (BSG Neustadt) - Julian Reuther (SV Fischbach 1959)                           | Tim Porps (TSC Eintracht Dortmund) - Fabian Janik (TV Refrath)                          |
| 2007/2008 | Damendoppel       | Lisa Fillbrunn (SpVgg Sterkrade-Nord) - Merle Wossidlo (MTV Ahrendbök)               | Laura Wich (TSG Schopfheim) - Sophia Koutsomitis (SG Schorndorf)                                   | Ricarda Rieke (Phönix Hövelhof) - Tabea Sänger (RTG Weidenau)                              | Meike Behrens (EBT Berlin) - Linda Näfe (EBT Berlin)                                    |
| 2007/2008 | Mixed             | Dennis Spengler (EBT Berlin) - Meike Behrens (EBT Berlin)                            | Fabian Janik (TV Refrath) - Lisa Fillbrunn (SpVgg Sterkrade-Nord)                                  | Moritz Freudenthaler (BSG Eutin) - Merle Wossidlo (MTV Ahrensbök)                          | Andreas Geisenhofer (PSV Reutlingen) - Laura Wich (TSG Schopfheim)                      |
| Saison    | Disziplin         | Erster                                                                               | Zweiter                                                                                            | Dritter                                                                                    | Dritter                                                                                 |
| 2008/2009 | Herreneinzel      | Dominic Scherpen (FC Langenfeld)                                                     | Mark Byerly (TV Refrath)                                                                           | Fabian Roth (SpFr. Neusatz)                                                                | Mark Lamsfuß (DJK Wipperfeld)                                                           |
| 2008/2009 | Dameneinzel       | Anika Dörr (TSG Messel)                                                              | Linda Näfe (SG EBT Berlin)                                                                         | Ramona Hacks (Gladbecker FC)                                                               | Annika Horbach (TV Hoffnung Littfeld)                                                   |
| 2008/2009 | Herrendoppel      | Johannes Pistorius (TSV 1906 Freystadt) - Fabian Roth (SpFr. Neusatz)                | Mark Byerly (TV Refrath) - Mark Lamsfuß (DJK Wipperfeld)                                           | Alexander Mernke (TSV Altenholz) - Jonathan Persson (TSV Trittau)                          | Philipp Serby (TSV 1906 Freystadt) - Jonathan Waffler (TTSV Freystadt)                  |
| 2008/2009 | Damendoppel       | Viviane Charoloy (PSV Saarbrücken) - Anika Dörr (TSG Messel)                         | Alena Bührig (SG VfB/SC Peine) - Kristin Steinmann (MTV Vechelde)                                  | Ramona Hacks (Gladbecker FC) - Nina Krebs (TB Rheinhausen)                                 | Meike Behrens (SG EBT Berlin) - Linda Näfe (SG EBT Berlin)                              |
| 2008/2009 | Mixed             | Mark Lamsfuß (DJK Wipperfeld) - Annika Horbach (TV Hoffnung Littfeld)                | Marc Flato (Horner TV) - Franziska Volkmann (Horner TV)                                            | Mark Byerly (TV Refrath) - Hannah Pohl (TuS 05 Oberpleis)                                  | Dominic Scherpen (FC Langenfeld) - Linda Efler (TV Emsdetten)                           |
| Saison    | Disziplin         | Erster                                                                               | Zweiter                                                                                            | Dritter                                                                                    | Dritter                                                                                 |
| 2009/2010 | Herreneinzel      | Lars Schänzler (TTC Brauweiler 1948)                                                 | Fabian Roth (SpFr. Neusatz)                                                                        | Johannes Pistorius (TSV 1906 Freystadt)                                                    | Marvin Seidel (KV St. Ingbert)                                                          |
| 2009/2010 | Dameneinzel       | Lara Käpplein (SSV Waghäusel)                                                        | Linda Efler (TV Emsdetten)                                                                         | Jasmin Wu (1. BV Mülheim)                                                                  | Luise Heim (BSG Neustadt)                                                               |
| 2009/2010 | Herrendoppel      | Lars Schänzler (TTC Brauweiler 1948) - Torben Trapp (BC Hohenlimburg)                | Johannes Pistorius (TSV 1906 Freystadt) - Fabian Roth (SpFr. Neusatz)                              | Daniel Müller (BSG Neustadt) - Marvin Seidel (KV St. Ingbert)                              | Ciarán Fitzgerald (SC Siemensstadt) - Leon Kneip (BW Wittorf)                           |
| 2009/2010 | Damendoppel       | Janice Kaulitzky (TV Refrath) - Jasmin Wu (1. BV Mülheim)                            | Joyce Grimm - Jenny Wecker (TSV Trittau)                                                           | Lara Käpplein (SSV Waghäusel) - Theresa Wurm                                               | Linda Efler (TV Emsdetten) - Jennifer Karnott                                           |
| 2009/2010 | Mixed             | Johannes Pistorius (TSV 1906 Freystadt) - Tania Jötten (TSV 1906 Freystadt)          | Fabian Roth (SpFr. Neusatz) - Lara Käpplein (SSV Waghäusel)                                        | Daniel Müller (BSG Neustadt) - Silvia Reck (SV Fun-Ball Dortelweil)                        | Marvin Seidel (KV St. Ingbert) - Linda Efler (TV Emsdetten)                             |
| Saison    | Disziplin         | Erster                                                                               | Zweiter                                                                                            | Dritter                                                                                    | Dritter                                                                                 |
| 2010/2011 | Herreneinzel      | Max Weißkirchen (1. BC Beuel)                                                        | David Peng (DJK VfL 19 Willich)                                                                    | Simon Wang (PSV Ludwigshafen)                                                              | Eric Aufzug (SV Lok Staßfurt)                                                           |
| 2010/2011 | Dameneinzel       | Luise Heim (BSG Neustadt)                                                            | Julia Kunkel (TSV Stein)                                                                           | Yvonne Li (Hamburger SV)                                                                   | Eva Janssens (1. BC Beuel)                                                              |
| 2010/2011 | Herrendoppel      | Max Weißkirchen (1. BC Beuel) - David Peng (DJK VfL 19 Willich)                      | Jonas Burger (BC Offenburg) - Lukas Burger (BC Offenburg)                                          | Bjarne Geiss (BW Wittorf) - Daniel Seifert (TSV Trittau)                                   | Felix Kick - Stefan Waffler (TSV Bad Abbach)                                            |
| 2010/2011 | Damendoppel       | Julia Kunkel (TSV Stein) - Charleen Lißel (TSV Bad Abbach)                           | Brenda Fernardin (DIBV Moabit Berlin) - Yvonne Li (Hamburger SV)                                   | Selina Kloth (BC Phönix Hövelhof) - Judith Petrikowski (BC Phönix Hövelhof)                | Nadine Cordes (BW Wittorf) - Luise Heim (BSG Neustadt)                                  |
| 2010/2011 | Mixed             | Max Weißkirchen (1. BC Beuel) - Eva Janssens (1. BC Beuel)                           | Philipp Zieschang (SpVgg Sterkrade-Nord) - Luise Heim (BSG Neustadt)                               | Daniel Seifert (TSV Trittau) - Nadine Cordes (BW Wittorf)                                  | Stefan Waffler (TSV Bad Abbach) - Charleen Lißel (TSV Bad Abbach)                       |
| Saison    | Disziplin         | Erster                                                                               | Zweiter                                                                                            | Dritter                                                                                    | Dritter                                                                                 |
| 2011/2012 | Herreneinzel      | David Peng (DJK VfL 19 Willich)                                                      | Simon Wang (PSV Ludwigshafen)                                                                      | Kim Zeber (TSG Messel)                                                                     | Daniel Seifert (TSV Trittau)                                                            |
| 2011/2012 | Dameneinzel       | Yvonne Li (Hamburger SV)                                                             | Brenda Fernardin (DIBV Berlin-Moabit)                                                              | Hannah Schiwon (TuRa Elsen 94/11)                                                          | Judith Petrikowski (BC Phönix Hövelhof)                                                 |
| 2011/2012 | Herrendoppel      | Bjarne Geiss (BW Wittorf) - Daniel Seifert (TSV Trittau)                             | Jan-Felix Matulat (BV Wesel Rot-Weiss) - David Peng (DJK VfL 19 Willich)                           | Torge Bauer (BW Wittorf) - Lasse Rathjens (TSV Trittau)                                    | Nico Jansen (SG Dülken) - Jan Kemper (SC Union 08 Lüdinghausen)                         |
| 2011/2012 | Damendoppel       | Brenda Fernardin (DIBV Moabit Berlin) - Yvonne Li (Hamburger SV)                     | Carina Hingst (BW Wittorf) - Judith Petrikowski (Phönix Hövelhof)                                  | Cara-Noreen Frey (Hülser TV) - Hannah Schiwon (TuRa Elsen 94/11)                           | Madita Sickinger (SSV Waghäusel) - Jana Wiedemann (Fortuna Schwetzingen)                |
| 2011/2012 | Mixed             | Bjarne Geiss (BW Wittorf) - Yvonne Li (Hamburger SV)                                 | David Peng (DJK VfL 19 Willich) - Brenda Fernardin (DIBV Berlin-Moabit)                            | Simon Wang (PSV Ludwigshafen) - Laura Kaiser (BSG Neustadt)                                | Jan-Felix Matulat (BV Wesel Rot-Weiss) - Judith Petrikowski (Phönix Hövelhof)           |
| Saison    | Disziplin         | Erster                                                                               | Zweiter                                                                                            | Dritter                                                                                    | Dritter                                                                                 |
| 2012/2013 | Herreneinzel      | Samuel Hsiao (1. BV Mülheim)                                                         | Julian Voigt (SV GutsMuths Jena)                                                                   | Patrick Scheiel (PTSV Rosenheim)                                                           | Markus Hennes (SpVgg Sterkrade-Nord)                                                    |
| 2012/2013 | Dameneinzel       | Brenda Fernardin (DIBV Berlin-Moabit)                                                | Annika Schreiber (BC Stollberg-Niederdorf)                                                         | Annabella Jäger (TSV 1906 Freystadt)                                                       | Judith Petrikowski (BC Phönix Hövelhof)                                                 |
| 2012/2013 | Herrendoppel      | Markus Hennes (SpVgg Sterkrade-Nord) - Samuel Hsiao (1. BV Mülheim)                  | Niklas Fritsch (TSG Dossenheim) - Patrick Scheiel (PTSV Rosenheim)                                 | Lukas Naujoks (SC Siemensstadt) - Julian Voigt (SV GutsMuths Jena)                         | Justus Jäde (Heesseler SV) - Jan Colin Völker (Horner TV)                               |
| 2012/2013 | Damendoppel       | Runa Plützer (TV Refrath) - Annika Schreiber (BC Stollberg-Niederdorf)               | Judith Petrikowski (Phönix Hövelhof) - Lena Seibert (SpVgg Sterkrade-Nord)                         | Annabella Jäger (TSV 1906 Freystadt) - Vanessa Seele (TSV Lauf)                            | Carina Hingst (BW Wittorf) - Jana Wiedemann (Fortuna Schwetzingen)                      |
| 2012/2013 | Mixed             | Julian Voigt (SV GutsMuths Jena) - Judith Petrikowski (BC Phönix Hövelhof)           | Markus Hennes (SpVgg Sterkrade-Nord) - Lena Seibert (SpVgg Sterkrade-Nord)                         | Jan Colin Völker (Horner TV) - Brenda Fernardin (SC Siemensstadt)                          | Patrick Scheiel (PTSV Rosenheim) - Vanessa Seele (TSV Lauf)                             |
| Saison    | Disziplin         | Erster                                                                               | Zweiter                                                                                            | Dritter                                                                                    | Dritter                                                                                 |
| 2013/2014 | Herreneinzel      | Christopher Klauer (1. BC Beuel)                                                     | Lukas Resch (BSC Güls)                                                                             | Felix Hammes (SV Fischbach 1959)                                                           | Hauke Graalmann (Horner TV)                                                             |
| 2013/2014 | Dameneinzel       | Annika Schreiber (BC Stollberg-Niederdorf)                                           | Pia Becher (PTSV Rosenheim)                                                                        | Annalena Diks (BV Wesel Rot-Weiss)                                                         | Miranda Wilson (SG Schorndorf)                                                          |
| 2013/2014 | Herrendoppel      | Timm Gründer (TuS Bad Marienberg) - Felix Hammes (SV Fischbach 1959)                 | Tim Fischer (TSV 1906 Freystadt) - Christopher Klauer (1. BC Beuel)                                | Hauke Graalmann (Horner TV) - Jonas Scheller (1. BC Bischmisheim)                          | Julian Edhofer (PTSV Rosenheim) - Max Kick (PTSV Rosenheim)                             |
| 2013/2014 | Damendoppel       | Runa Plützer (TV Refrath) - Annika Schreiber (BC Stollberg-Niederdorf)               | Pia Becher (PTSV Rosenheim) - Paula Kick (PTSV Rosenheim)                                          | Lilli Gellersen (SSV Wichernschule Hamburg) - Stine Küspert (1. Bremer BC)                 | Alicia Molitor (Altwarmbüchener BC) - Hanna Moses (Altwarmbüchener BC)                  |
| 2013/2014 | Mixed             | Christopher Klauer (1. BC Beuel) - Runa Plützer (TV Refrath)                         | Florian Ihm (TSV Niederwürschnitz) - Annika Schreiber (TSV BC Stollberg-Niederdorf)                | Tim Fischer (TSV 1906 Freystadt) - Pia Becher (PTSV Rosenheim)                             | Hauke Graalmann (Horner TV) - Hanna Moses (Altwarmbüchener BC)                          |
| Saison    | Disziplin         | Erster                                                                               | Zweiter                                                                                            | Dritter                                                                                    | Dritter                                                                                 |
| 2014/2015 | Herreneinzel      | Lukas Resch (1. BC Beuel)                                                            | Niclas Kirchgeßner (BSV Eggenstein-Leopoldshafen)                                                  | Brian Holtschke (EBT Berlin)                                                               | Chenyang Jiang (TV Refrath)                                                             |
| 2014/2015 | Dameneinzel       | Miranda Wilson (SG Schorndorf)                                                       | Nicola Oltersdorff (TSV Neuhausen-Nymphenburg)                                                     | Monika Weigert (PTSV Rosenheim)                                                            | Ann-Kathrin Spöri (TuS Geretsried)                                                      |
| 2014/2015 | Herrendoppel      | Chenyang Jiang (TV Refrath) - Lukas Resch (1. BC Beuel)                              | Niclas Kirchgeßner (BSV Eggenstein-Leopoldshafen) - Fabian Schlenga (BSV Eggenstein-Leopoldshafen) | Brian Holtschke (EBT Berlin) - Kjell Mielke (TSV Trittau)                                  | Timo Hechler (TV Dieburg) - Huy Minh Nguyen (SV Fun-Ball Dortelweil)                    |
| 2014/2015 | Damendoppel       | Nicola Oltersdorff (TSV Neuhausen-Nymphenburg) - Monika Weigert (PTSV Rosenheim)     | Maria Kuse (SV Lok Staßfurt) - Emma Moszczynski (Horner TV)                                        | Lena Fischer (BV Wesel Rot-Weiss) - Jule Petrikowski (BC Phönix Hövelhof)                  | Ann-Kathrin Spöri (TuS Geretsried) - Laura Stoll (SG Schorndorf)                        |
| 2014/2015 | Mixed             | Lukas Resch (1. BC Beuel) - Miranda Wilson (SG Schorndorf)                           | Samuel Gnalian (TuS Geretsried) - Monika Weigert (PTSV Rosenheim)                                  | Matthias Kicklitz (Horner TV) - Emma Moszczynski (Horner TV)                               | Steffen Grün (TV 1884 Marktheidenfeld) - Nicola Oltersdorff (TSV Neuhausen-Nymphenburg) |
| Saison    | Disziplin         | Erster                                                                               | Zweiter                                                                                            | Dritter                                                                                    | Dritter                                                                                 |
| 2015/2016 | Herreneinzel      | Marvin Datko (1. BC Beuel)                                                           | Leander Adam (SV GutsMuths Jena)                                                                   | Matthias Kicklitz (Horner TV)                                                              | Paul Bauer (Wedeler TSV)                                                                |
| 2015/2016 | Dameneinzel       | Ann-Kathrin Spöri (TuS Geretsried)                                                   | Maria Kuse (SV Lok Staßfurt)                                                                       | Emma Moszczynski (Horner TV)                                                               | Jule Petrikowski (BC Phönix Hövelhof)                                                   |
| 2015/2016 | Herrendoppel      | Marvin Datko (1. BC Beuel) - Chris Dargel (1. BV Mülheim)                            | Matthias Kicklitz (Horner TV) - Aaron Sonnenschein (BV Wesel Rot-Weiss)                            | Jonas Braun (TSV Neuhausen-Nymphenburg) - Joshua Redelbach (TV 1884 Marktheidenfeld)       | Leander Adam (SV GutsMuths Jena) - Florian Wohlgemuth (VSG 70 Bad Frankenhausen)        |
| 2015/2016 | Damendoppel       | Maria Kuse (SV Lok Staßfurt) - Emma Moszczynski (Horner TV)                          | Michelle Beecken (SG Pennigsehl-Liebenau) - Kaja Zabinski (BC 68 Hamburg)                          | Lea Hess (VfB Friedrichshafen) - Xenia Kölmel (BV Rastatt)                                 | Ann-Kathrin Spöri (TuS Geretsried) - Laura Stoll (SG Schorndorf)                        |
| 2015/2016 | Mixed             | Matthias Kicklitz (Horner TV) - Emma Moszczynski (Horner TV)                         | Marvin Datko (1. BC Beuel) - Jule Petrikowski (BC Phönix Hövelhof)                                 | Jonas Braun (TSV Neuhausen-Nymphenburg) - Ann-Kathrin Spöri (TuS Geretsried)               | Chris Dargel (1. BV Mülheim) - Maria Kuse (SV Lok Staßfurt)                             |
| Saison    | Disziplin         | Erster                                                                               | Zweiter                                                                                            | Dritter                                                                                    | Dritter                                                                                 |
| 2016/2017 | Herreneinzel      | Matthias Kicklitz (Horner TV)                                                        | Aaron Sonnenschein (BV Wesel RW)                                                                   | Malik Bourakkadi (1. BV Mülheim)                                                           | Justin Seibel (TSV Neuhausen-Nymphenburg)                                               |
| 2016/2017 | Dameneinzel       | Leona Michalski (PSV Gelsenkirchen-Buer)                                             | Caroline Huang (SV Fun-Ball Dortelweil)                                                            | Mareike Bittner (TV Hofheim)                                                               | Sarah-Katrin Bergedick (Gladbecker FC)                                                  |
| 2016/2017 | Herrendoppel      | Matthias Kicklitz (Horner TV) - Aaron Sonnenschein (BV Wesel RW)                     | Thies Huth (SG Pennigsehl/Liebenau) - Marvin Schmidt (SG Pennigsehl/Liebenau)                      | Malik Bourakkadi (1. BV Mülheim) - Nils Dubrau (1. BV Mülheim)                             | Ben Gatzsche (1. BC Beuel) - Daniel Stratenko (BC Paderborn)                            |
| 2016/2017 | Damendoppel       | Leona Michalski (PSV Gelsenkirchen-Buer) - Sarah-Katrin Bergedick (Gladbecker FC)    | Julia Bothe (TV Hofheim) - Mareike Bittner (TV Hofheim)                                            | Leonie Schindler (SV Harkenbleck) - Florentine Schöffski (SG Pennigsehl/Liebenau)          | Thuc Phuong Nguyen (Horner TV) - Tabea Tirschmann (TSV Meiningen)                       |
| 2016/2017 | Mixed             | Aaron Sonnenschein (BV Wesel RW) - Leona Michalski (PSV Gelsenkirchen-Buer)          | Kian-Yu Oei (SV Berliner Brauereien) - Thuc Phuong Nguyen (Horner TV)                              | Matti-Luka Bahro (PSV Ludwigshafen) - Isabel Scheele (TV Bensheim)                         | Lars Rügheimer (TV Hofheim) - Mareike Bittner (TV Hofheim)                              |
| Saison    | Disziplin         | Erster                                                                               | Zweiter                                                                                            | Dritter                                                                                    | Dritter                                                                                 |
| 2017/2018 | Herreneinzel      | Kilian Ming-Zhe Maurer (TSV Neubiberg-Ottobrunn)                                     | Kian-Yu Oei (SV Berliner Brauereien)                                                               | Anosch Ali (TG Unterliederbach)                                                            | Malik Bourakkadi (1. BV Mülheim)                                                        |
| 2017/2018 | Dameneinzel       | Thuc Phuong Nguyen (Horner TV)                                                       | Tabea Tirschmann (TSV Meiningen)                                                                   | Elina Sonnenschein (BV Wesel Rot-Weiss)                                                    | Florentine Schöffski (SG Pennigsehl/Liebenau)                                           |
| 2017/2018 | Herrendoppel      | Malik Bourakkadi (1. BV Mülheim) - Nils Dubrau (1. BV Mülheim)                       | Kilian Ming-Zhe Maurer (TSV Neubiberg-Ottobrunn) - Julian Blaumoser (TSV Neubiberg-Ottobrunn)      | Anosch Ali (TG Unterliederbach) - Nils Schmidt (TV Hofheim)                                | Jonathan Dresp (Horner TV) - Kenneth Neumann (Horner TV)                                |
| 2017/2018 | Damendoppel       | Thuc Phuong Nguyen (Horner TV) - Tabea Tirschmann (TSV Meiningen)                    | Florentine Schöffski (SG Pennigsehl/Liebenau) - Leonie Schindler (SV Harkenbleck)                  | Elina Sonnenschein (BV Wesel Rot-Weiss) - Julia Meyer (1. BV Mülheim)                      | Michelle Kanschik (BC Potsdam) - Antonia Kuntz (TV Refrath)                             |
| 2017/2018 | Mixed             | Kian-Yu Oei (SV Berliner Brauereien) - Thuc Phuong Nguyen (Horner TV)                | Kilian Ming-Zhe Maurer (TSV Neubiberg-Ottobrunn) - Ronja Hamm (TSV Haunstetten)                    | Jonathan Dresp (Horner TV) - Michelle Kanschik (BC Potsdam)                                | Malik Bourakkadi (1. BV Mülheim) - Finja Rosendahl (1. BV Mülheim)                      |
| Saison    | Disziplin         | Erster                                                                               | Zweiter                                                                                            | Dritter                                                                                    | Dritter                                                                                 |
| 2018/2019 | Herreneinzel      | Karim Krehemeier (BC 64 Steinheim)                                                   | Jonathan Dresp (Horner TV)                                                                         | Jarne Schlevoigt (1. BV Mülheim)                                                           | Kenneth Neumann (Horner TV)                                                             |
| 2018/2019 | Dameneinzel       | Julia Meyer (1. BV Mülheim)                                                          | Antonia Schaller (ESV München)                                                                     | Hannah Berge (BV Tröbitz)                                                                  | Lara Dietz (MTV Nienburg)                                                               |
| 2018/2019 | Herrendoppel      | Jonathan Dresp (Horner TV) - Kenneth Neumann (Horner TV)                             | Karim Krehemeier (BC 64 Steinheim) - Karl Sufryd (1. BV Mülheim)                                   | Erik Tilch (Vfl Lohbrügge) - Luca Wiechmann (BSC95 Schwerin)                               | Kevin Dang (STC Blau-Weiß Solingen) - Til Gatzsche (1. BC Beuel)                        |
| 2018/2019 | Damendoppel       | Selin Hübsch (TSV Heimaterde Mülheim) - Anna Mejikovskiy (1. BC Beuel)               | Michelle Kanschik (BC Potsdam) - Antonia Kuntz (TV Refrath)                                        | Pheline Krüger (SC Gittersee) - Amelie Lehmann (SC Gittersee)                              | Hannah Berge (BV Tröbitz) - Neele Zimmermann (Pro Sport Berlin 24)                      |
| 2018/2019 | Mixed             | Jonathan Dresp (Horner TV) - Michelle Kanschik (BC Potsdam)                          | Jarne Schlevoigt (1. BV Mülheim) - Julia Meyer (1. BV Mülheim)                                     | Karim Krehemeier (BC 64 Steinheim) - Sandra Skopek (BC Herscheid)                          | Karl Sufryd (1. BV Mülheim) - Katharina Rudert (ASV Möhrendorf)                         |
| Saison    | Disziplin         | Erster                                                                               | Zweiter                                                                                            | Dritter                                                                                    | Dritter                                                                                 |
| 2019/2020 | Herreneinzel      | David Eckerlin (SV Fischbach 1959)                                                   | Alexander Becsh (1. BC Beuel)                                                                      | Simon Krax (1. BV Maintal 1978)                                                            | Mark Obermeier (BC Eimeldingen)                                                         |
| 2019/2020 | Dameneinzel       | Selin Hübsch (TSV Heimaterde Mülheim)                                                | Cara Siebrecht (TSV Heimaterde Mülheim)                                                            | Anna Mejikovskiy (1. BC Beuel)                                                             | Julia Lüttgen (Kölner FC Blau-Gold)                                                     |
| 2019/2020 | Herrendoppel      | Simon Krax (1. BV Maintal 1978) - Mark Niemann (TV Hofheim)                          | Erik Tilch (Vfl Lohbrügge) - Luca Wiechmann (BSC95 Schwerin)                                       | David Eckerlin (SV Fischbach 1959) - Arne Messerschmidt (TSV Meiningen)                    | Kevin Dang (STC Blau-Weiß Solingen) - Til Gatzsche (1. BC Beuel)                        |
| 2019/2020 | Damendoppel       | Selin Hübsch (TSV Heimaterde Mülheim) - Anna Mejikovskiy (1. BC Beuel)               | Mira Hamm (TSV Haunstetten) - Maya Höfle (TSV Neubiberg-Ottobrunn)                                 | Pheline Krüger (SG Gittersee) - Amelie Lehmann (SG Gittersee)                              | Jolina Abel (1. BC Beuel) - India Sinner (1. BC Beuel)                                  |
| 2019/2020 | Mixed             | Kevin Dang (STC Blau-Weiß Solingen) - Selin Hübsch (TSV Heimaterde Mülheim)          | Simon Krax (1. BV Maintal 1978) - Pheline Krüger (SG Gittersee)                                    | Til Gatzsche (1. BC Beuel) - Anna Mejikovskiy (1. BC Beuel)                                | Arne Messerschmidt (TSV Meiningen) - Amelie Lehmann (SG Gittersee)                      |
| Saison    | Disziplin         | Erster                                                                               | Zweiter                                                                                            | Dritter                                                                                    | Dritter                                                                                 |
| 2020/2021 | nicht ausgetragen | nicht ausgetragen                                                                    | nicht ausgetragen                                                                                  | nicht ausgetragen                                                                          | nicht ausgetragen                                                                       |
| Saison    | Disziplin         | Erster                                                                               | Zweiter                                                                                            | Dritter                                                                                    | Dritter                                                                                 |
| 2021/2022 | Herreneinzel      | Rafe Kenji Braach                                                                    | Alexander Philipp Zhang                                                                            | Leon Kaschura                                                                              | Tristan Inhoven                                                                         |
| 2021/2022 | Dameneinzel       | Meline Zeisig                                                                        | Eva Stommel                                                                                        | Isabel Kleban                                                                              | Sophia Lehmann                                                                          |
| 2021/2022 | Herrendoppel      | Linus Emmerich - Leon Kaschura                                                       | Tristan Inhoven - Jonas Schmid                                                                     | Felix Ma - Alexander Philipp Zhang                                                         | Michel Schuster - Felix Schütt                                                          |
| 2021/2022 | Damendoppel       | Miya-Melayn Salaria - Aurelia Wulandoko                                              | Isabel Kleban - Shreya Sarkar                                                                      | Hannah Osterland - Amelie Rejzek                                                           | Sophia Lehmann - Meline Zeisig                                                          |
| 2021/2022 | Mixed             | Mattis Gutsche - Sophia Lehmann                                                      | Tristan Inhoven - Aurelia Wulandoko                                                                | Jonas Schmid - Katharina Nilges                                                            | Rafe Kenji Braach - Isabel Kleban                                                       |
| 2022/2023 | Herreneinzel      | Leon Kaschura                                                                        | Linus Emmerich                                                                                     | Fynn Ohliger                                                                               | Milan Zeisig                                                                            |
| 2022/2023 | Dameneinzel       | Gloria Poluektov                                                                     | Lisa Paula Bonnemann                                                                               | Kalliope Hermel                                                                            | Maike Iffland                                                                           |
| 2022/2023 | Herrendoppel      | Linus Emmerich - Leon Kaschura                                                       | Konstantin Kaprov - Fynn Ohliger                                                                   | Jarno Deters - Adrien Strohhecker                                                          | Nico Hamm - Adam Taha                                                                   |
| 2022/2023 | Damendoppel       | Maike Iffland - Nina Steffes                                                         | Hannah Osterland - Amelie Rejzek                                                                   | Gloria Poluektov - Aylia Vogt                                                              | Nina Finster - Smilla Fluhrer                                                           |
| 2022/2023 | Mixed             | Linus Emmerich - Maike Iffland                                                       | Leon Kaschura - Gloria Poluektov                                                                   | Fynn Ohliger - Kalliope Hermel                                                             | Konstantin Kaprov - Nina Steffes                                                        |
| 2023/2024 | Herreneinzel      | Milan Zeisig                                                                         | Jannes Ernst                                                                                       | Lovis Deters                                                                               | Felix Jianheng Luo                                                                      |
| 2023/2024 | Dameneinzel       | Smilla Fluhrer                                                                       | Sarah Nickel                                                                                       | Ailin Zheng                                                                                | Jule Meinhardt                                                                          |
| 2023/2024 | Herrendoppel      | Zhen Huang - Milan Zeisig                                                            | Lovis Deters - Felix Jianheng Luo                                                                  | Aarav Bhatia - Jannes Ernst                                                                | Aditya Gahirwal - Luan Wolber                                                           |
| 2023/2024 | Damendoppel       | Alexia Nedelcu - Sarah Nickel                                                        | Dana Arnold - Julika Block                                                                         | Marie Fein - Silke Mader                                                                   | Nina Finster - Smilla Fluhrer                                                           |
| 2023/2024 | Mixed             | Jannes Ernst - Alexia Nedelcu                                                        | Zhen Huang - Sarah Nickel                                                                          | Cedric Pascher - Silke Mader                                                               | Aarav Bhatia - Marie Fein                                                               |
| 2024/2025 | Herreneinzel      | Lovis Deters                                                                         | Frederik Volkert                                                                                   | Soheyl Safari Araghi                                                                       | Aaron Winter                                                                            |
| 2024/2025 | Dameneinzel       | Alexia Nedelcu                                                                       | Jule Meinhardt                                                                                     | Ailin Zheng                                                                                | Mira Sun                                                                                |
| 2024/2025 | Herrendoppel      | Lovis Deters - Jannes Ernst                                                          | Ian Baumann - Aaron Winter                                                                         | Leo Hanxiang Luo - Hannes Merget                                                           | Louis Sauerbrei - Tony Chengxi Wang                                                     |
| 2024/2025 | Damendoppel       | Jule Meinhardt - Ailin Zheng                                                         | Leona Carolin Frimmel - Swara Santosh Krishna                                                      | Franziska Marie Drees - Annika Karmann                                                     | Ruthvika Majji - Matilda Meinhardt                                                      |
| 2024/2025 | Mixed             | Jannes Ernst - Alexia Nedelcu                                                        | Ian Baumann - Jule Meinhardt                                                                       | Hannes Merget - Helena Huang                                                               | Theo Schloßer - Matilda Meinhardt                                                       |

## Deutsche Nachwuchsmeisterschaften der U14
| Saison    | Disziplin    | Erster                                                                                    | Zweiter                                                                                 | Dritter                                                                                    | Dritter                                                                            |
| --------- | ------------ | ----------------------------------------------------------------------------------------- | --------------------------------------------------------------------------------------- | ------------------------------------------------------------------------------------------ | ---------------------------------------------------------------------------------- |
| 1972/1973 | Herreneinzel | Josef Schumacher (EBC Jülich)                                                             | Peter Friedrich (TuS Aldenhofen)                                                        | …(…)                                                                                       | …(…)                                                                               |
| 1972/1973 | Dameneinzel  | Petra Herrmann (VfN Hattersheim)                                                          | Karin Schneider (BC Tönisvorst)                                                         | …(…)                                                                                       | …(…)                                                                               |
| 1972/1973 | Herrendoppel | Peter Friedrich (TuS Aldenhoven) - Josef Schumacher (EBC Jülich)                          | Robert Thalheimer (TB Langendiebach) - Stefan Frey (TG Worms)                           | …(…) - …(…)                                                                                | …(…) - …(…)                                                                        |
| 1972/1973 | Damendoppel  | Karin Schneider (BC Tönisvorst) - Elke Schrick (1. BC Leverkusen)                         | Angelika Walter (SC Union 08 Lüdinghausen) - Vera Fusten (BC Tönisvorst)                | …(…) - …(…)                                                                                | …(…) - …(…)                                                                        |
| 1972/1973 | Mixed        | Matthias Fischer (TuS Aldenhoven) - Monika Rohr (TuS RW Wuppertal)                        | Ulli Morsbach (TV Unkel) - Angelika Asmuth (BC Remagen)                                 | …(…) - …(…)                                                                                | …(…) - …(…)                                                                        |
| Saison    | Disziplin    | Erster                                                                                    | Zweiter                                                                                 | Dritter                                                                                    | Dritter                                                                            |
| 1973/1974 | Herreneinzel | Josef Schumacher (EBC Jülich)                                                             | Harald Klauer (Polizei TuS Linnich)                                                     | …(…)                                                                                       | …(…)                                                                               |
| 1973/1974 | Dameneinzel  | Angelika Walter (SC Union 08 Lüdinghausen)                                                | Sibille Schulz (VfB Lübeck)                                                             | …(…)                                                                                       | …(…)                                                                               |
| 1973/1974 | Herrendoppel | Jörg Diehl (WMTV Solingen) - Harald Klauer (Polizei TuS Linnich)                          | Jürgen Ochmann (TV Korbach) - Jürgen Gebhardt (TG Worms)                                | …(…) - …(…)                                                                                | …(…) - …(…)                                                                        |
| 1973/1974 | Damendoppel  | Angelika Walter (SC Union 08 Lüdinghausen) - Patricia Günther (Badminton Club Burg 1955)  | Gabriela Scharmach (Rot-Weiß Oberhausen) - Maria Budczinski (BC Kellen)                 | …(…) - …(…)                                                                                | …(…) - …(…)                                                                        |
| 1973/1974 | Mixed        | Josef Schumacher (EBC Jülich) - Vera Fetten (TuS Aldenhoven)                              | Sbrisny (TuS Wunstorf) - Angelika Gose (VfL Wolfsburg)                                  | …(…) - …(…)                                                                                | …(…) - …(…)                                                                        |
| Saison    | Disziplin    | Erster                                                                                    | Zweiter                                                                                 | Dritter                                                                                    | Dritter                                                                            |
| 1974/1975 | Herreneinzel | Harald Claassen (Badminton Club Kleve)                                                    | Gerhard Treitinger (SV Fortuna Regensburg)                                              | …(…)                                                                                       | …(…)                                                                               |
| 1974/1975 | Dameneinzel  | Christina Tampier (SV Vorwärts Gronau)                                                    | Sigrid Bleymehl-Schley (TuS Wiebelskirchen)                                             | …(…)                                                                                       | …(…)                                                                               |
| 1974/1975 | Herrendoppel | Harald Klauer (Polizei TuS Linnich) - Michael Hohensee (TG Mülheim)                       | Thomas Künstler (TuS Wiebelskirchen) - Jürgen Gebhardt (TuS Wiebelskirchen)             | …(…) - …(…)                                                                                | …(…) - …(…)                                                                        |
| 1974/1975 | Damendoppel  | Sigrid Bleymehl-Schley (TuS Wiebelskirchen) - Mechtild Künstler (SV Unkel)                | Sibille Schulz (VfB Lübeck) - Myriam Ghaz (VfB Berliner Lehrer)                         | …(…) - …(…)                                                                                | …(…) - …(…)                                                                        |
| 1974/1975 | Mixed        | Rainer Höhl (Post SV Würzburg) - Petra Seubert (TG Zell)                                  | Olaf Ackermann (1. BV Mülheim) - Kirsten Schmieder (OSC 04 Rheinhausen)                 | …(…) - …(…)                                                                                | …(…) - …(…)                                                                        |
| Saison    | Disziplin    | Erster                                                                                    | Zweiter                                                                                 | Dritter                                                                                    | Dritter                                                                            |
| 1975/1976 | Herreneinzel | Uwe Scherpen (Kölner FC Blau Gold)                                                        | Eckhardt Wendt (TSV Großenknechten)                                                     | …(…)                                                                                       | …(…)                                                                               |
| 1975/1976 | Dameneinzel  | Claudia Dorrenbach (FC Langenfeld)                                                        | Myriam Ghazi (VfL Berliner Lehrer)                                                      | …(…)                                                                                       | …(…)                                                                               |
| 1975/1976 | Herrendoppel | Matthias Heger (BV Wesel Rot-Weiss) - Rolf Tenhaeff (BV Wesel Rot-Weiss)                  | Michael Ferlings (FC Bayer 05 Uerdingen) - Uwe Scherpen (Kölner FC Blau Gold)           | …(…) - …(…)                                                                                | …(…) - …(…)                                                                        |
| 1975/1976 | Damendoppel  | Kirsten Schmieder (OSC 04 Rheinhausen) - Claudia Dorrenbach (FC Langenfeld)               | Dorett Hökel (TV Pforzheim) - Antonia Sonnentag (TSB Schwäbisch Gmünd)                  | …(…) - …(…)                                                                                | …(…) - …(…)                                                                        |
| 1975/1976 | Mixed        | Matthias Heger (BV Wesel Rot-Weiss) - Rita Braaz (Dormagener BG 62)                       | Rolf Tenhaeff (BV Wesel Rot-Weiss) - Angela Niederstebruch (Ohligser TV)                | …(…) - …(…)                                                                                | …(…) - …(…)                                                                        |
| Saison    | Disziplin    | Erster                                                                                    | Zweiter                                                                                 | Dritter                                                                                    | Dritter                                                                            |
| 1976/1977 | Herreneinzel | Uwe Scherpen (Kölner FC Blau Gold)                                                        | Gerhard Treitinger (SV Fortuna Regensburg)                                              | …(…)                                                                                       | …(…)                                                                               |
| 1976/1977 | Dameneinzel  | Claudia Dorrenbach (FC Langenfeld)                                                        | Cathrin Hoppe (VfL Hameln)                                                              | …(…)                                                                                       | …(…)                                                                               |
| 1976/1977 | Herrendoppel | Uwe Borchers (TSV Großenkneten) - Heinz Erdmann (TSV Großenkneten)                        | Uwe Scherpen (FC Langenfeld) - Andras Merzenich (DJK Stolberg)                          | …(…) - …(…)                                                                                | …(…) - …(…)                                                                        |
| 1976/1977 | Damendoppel  | Claudia Dorrenbach (FC Langenfeld) - Dorett Hökel (TV Pforzheim)                          | Cathrin Hoppe (VfL Hameln) - Annemarie Kmiecik (SV Ehmen)                               | …(…) - …(…)                                                                                | …(…) - …(…)                                                                        |
| 1976/1977 | Mixed        | Uwe Scherpen (Kölner FC Blau Gold) - Claudia Dorrenbach (FC Langenfeld)                   | Uwe Borchers (TSV Großenknechten) - Cathrin Hoppe (VfL Hameln)                          | …(…) - …(…)                                                                                | …(…) - …(…)                                                                        |
| Saison    | Disziplin    | Erster                                                                                    | Zweiter                                                                                 | Dritter                                                                                    | Dritter                                                                            |
| 1977/1978 | Herreneinzel | Volker Renzelmann (PSV Bremerhaven)                                                       | Pramudia Sudarbo (TV Blomberg)                                                          | …(…)                                                                                       | …(…)                                                                               |
| 1977/1978 | Dameneinzel  | Dorett Hökel (TV Pforzheim)                                                               | Andrea Schneider (OSC Düsseldorf)                                                       | …(…)                                                                                       | …(…)                                                                               |
| 1977/1978 | Herrendoppel | Michael Fischedick (Bottroper BG) - Pramudia Sudarbo (TV Blomberg)                        | …(…) - …(…)                                                                             | …(…) - …(…)                                                                                | …(…) - …(…)                                                                        |
| 1977/1978 | Damendoppel  | Dorett Hökel (TV Pforzheim) - Anke Jaskolla (1. BC Kassel)                                | Andrea Schneider (OSC Düsseldorf) - Christiane Russ (FC Langenfeld)                     | …(…) - …(…)                                                                                | …(…) - …(…)                                                                        |
| 1977/1978 | Mixed        | Mark Hoenike (SG Walldorf) - Dorett Hökel (TV Pforzheim)                                  | Sven Schmidke (Post-SV Braunschweig) - Claudia Hoffmann (SC Langenhorn)                 | …(…) - …(…)                                                                                | …(…) - …(…)                                                                        |
| Saison    | Disziplin    | Erster                                                                                    | Zweiter                                                                                 | Dritter                                                                                    | Dritter                                                                            |
| 1978/1979 | Herreneinzel | Volker Renzelmann (PSV Bremerhaven)                                                       | Axel Schönfelder (Kölner FC Blau Gold)                                                  | …(…)                                                                                       | …(…)                                                                               |
| 1978/1979 | Dameneinzel  | Sonja Krüger (Post SV Würzburg)                                                           | Stefanie Rommerskirchen (FC Langenfeld)                                                 | …(…)                                                                                       | …(…)                                                                               |
| 1978/1979 | Herrendoppel | Axel Schönfelder (Kölner FC Blau Gold) - Christian Diekmann (TuS Eintracht Bielefeld)     | Michael Fischedick (Bottroper BG) - Ralf Rausch (FC Bayer 05 Uerdingen)                 | …(…) - …(…)                                                                                | …(…) - …(…)                                                                        |
| 1978/1979 | Damendoppel  | Sonja Krüger (Post SV Würzburg) - Nadja Draskovitzs (TSB Schwäbisch Gmünd)                | Stefanie Rommerskirchen (FC Langenfeld) - Ulrike Peters (TuS Lendringsen)               | …(…) - …(…)                                                                                | …(…) - …(…)                                                                        |
| 1978/1979 | Mixed        | Volker Renzelmann (PSV Bremerhaven) - Nadja Draskovits (TSB Schwäbisch Gmünd)             | Christian Diekmann (Eintracht Bielefeld) - Sonja Krüger (PSV Würzburg)                  | …(…) - …(…)                                                                                | …(…) - …(…)                                                                        |
| Saison    | Disziplin    | Erster                                                                                    | Zweiter                                                                                 | Dritter                                                                                    | Dritter                                                                            |
| 1979/1980 | Herreneinzel | Christian Diekmann (TuS Eintracht Bielefeld)                                              | Guido Schänzler (TTC Brauweiler 1948)                                                   | …(…)                                                                                       | …(…)                                                                               |
| 1979/1980 | Dameneinzel  | Birgit Schilling (MTV Schrobenhausen)                                                     | Katrin Schmidt (TSV Otterndorf)                                                         | …(…)                                                                                       | …(…)                                                                               |
| 1979/1980 | Herrendoppel | Guido Schänzler (TTC Brauweiler 1948) - Christian Diekmann (TuS Eintracht Bielefeld)      | Markus Türnich (TTC Brauweiler 1948) - Werner Zimmermann (Kölner FC Blau Gold)          | Thomas Engels (TuS Ende) - Wilhelm Seibert (TuS Ende)                                      | …(…) - …(…)                                                                        |
| 1979/1980 | Damendoppel  | Katrin Schmidt (TSV Otterndorf) - Corinna Heilbronner (1. BC Neukölln)                    | Birgit Schilling (MTV Schrobenhausen) - Cornelia Munz (TuS Raubling)                    | …(…) - …(…)                                                                                | …(…) - …(…)                                                                        |
| 1979/1980 | Mixed        | Christian Diekmann (TuS Eintracht Bielefeld) - Christine Skropke (DJK Stolberg)           | Guido Schänzler (TTC Brauweiler 1948) - Birgit Zorn (TTC Brauweiler 1948)               | …(…) - …(…)                                                                                | …(…) - …(…)                                                                        |
| Saison    | Disziplin    | Erster                                                                                    | Zweiter                                                                                 | Dritter                                                                                    | Dritter                                                                            |
| 1980/1981 | Herreneinzel | Holger Broß (TSV Salzgitter)                                                              | Andreas Ruth (BV Wesel Rot-Weiss)                                                       | …(…)                                                                                       | …(…)                                                                               |
| 1980/1981 | Dameneinzel  | Birgit Zorn (TTC Brauweiler 1948)                                                         | Monika Schmidt (BV Friedrichsdorf)                                                      | …(…)                                                                                       | …(…)                                                                               |
| 1980/1981 | Herrendoppel | Holger Broß (TSV Salzgitter) - Rolf Aurin (VfL Geesthacht)                                | Andreas Ruth (BV Wesel Rot-Weiss) - Werner Zimmenmann (Kölner FC Blau Gold)             | …(…) - …(…)                                                                                | …(…) - …(…)                                                                        |
| 1980/1981 | Damendoppel  | Verena Kröll (TG Langendiebach) - Heike Franke (TG Langendiebach)                         | Brigitte Fassbender (1. DBC Bonn) - Birgit Zorn (TTC Brauweiler 1948)                   | …(…) - …(…)                                                                                | …(…) - …(…)                                                                        |
| 1980/1981 | Mixed        | Andreas Ruth (BV Wesel Rot-Weiss) - Anke Jansen (SG Dülken)                               | Werner Zimmenmann (Kölner FC Blau Gold) - Anja Wehner (TV Blomberg)                     | …(…) - …(…)                                                                                | …(…) - …(…)                                                                        |
| Saison    | Disziplin    | Erster                                                                                    | Zweiter                                                                                 | Dritter                                                                                    | Dritter                                                                            |
| 1981/1982 | Herreneinzel | Martin Luhnen (SG Dülken)                                                                 | Michael Czoik (BV Wesel Rot-Weiss)                                                      | …(…)                                                                                       | …(…)                                                                               |
| 1981/1982 | Dameneinzel  | Katrin Schmidt (TSV Otterndorf)                                                           | Heike Loges (FC Gladbeck)                                                               | …(…)                                                                                       | …(…)                                                                               |
| 1981/1982 | Herrendoppel | Martin Luhnen (SG Dülken) - Michael Czoik (BV Wesel Rot-Weiss)                            | Thomas Wurm (Orplid Frankfurt) - Sven Frank (TG Langendiebach)                          | …(…) - …(…)                                                                                | …(…) - …(…)                                                                        |
| 1981/1982 | Damendoppel  | Kirsten Vetters (PSV Grün-Weiß Wiesbaden) - Britta Zimmermann (KSV Baunatal)              | Ines Wegner (TG Mülheim) - Andrea Sotta (1. BC Leverkusen)                              | …(…) - …(…)                                                                                | …(…) - …(…)                                                                        |
| 1981/1982 | Mixed        | Michael Czoik (BV Wesel Rot-Weiss) - Heike Loges (Gladbecker Federballclub)               | Martin Luhnen (SG Dülken) - Ines Wegner (TG Mülheim)                                    | …(…) - …(…)                                                                                | …(…) - …(…)                                                                        |
| Saison    | Disziplin    | Erster                                                                                    | Zweiter                                                                                 | Dritter                                                                                    | Dritter                                                                            |
| 1982/1983 | Herreneinzel | Thomas Wurm (ORPLID Frankfurt)                                                            | Kai Jeromin (Kölner FC Blau Gold)                                                       | …(…)                                                                                       | …(…)                                                                               |
| 1982/1983 | Dameneinzel  | Andrea Sotta (1. BC Leverkusen)                                                           | Kirsten Vetters (PSV Grün-Weiß Wiesbaden)                                               | …(…)                                                                                       | …(…)                                                                               |
| 1982/1983 | Herrendoppel | Thomas Wurm (ORPLID Frankfurt) - Andreas Schmidt (KSV Baunatal)                           | Kai Jeromin (Kölner FC Blau Gold) - Kai Mitteldorf (SC Union 08 Lüdinghausen)           | …(…) - …(…)                                                                                | …(…) - …(…)                                                                        |
| 1982/1983 | Damendoppel  | Kirsten Vetters (PSV Grün-Weiß Wiesbaden) - Britta Zimmermann (KSV Baunatal)              | Stefanie Westermann (TuS Lichterfelde Berlin) - Sabine Thiede (TuS Lichterfelde Berlin) | …(…) - …(…)                                                                                | …(…) - …(…)                                                                        |
| 1982/1983 | Mixed        | Thomas Wurm (ORPLID Frankfurt) - Kirsten Vetters (PSV Grün-Weiß Wiesbaden)                | Andreas Schmidt (KSV Baunatal) - Britta Zimmermann (KSV Baunatal)                       | …(…) - …(…)                                                                                | …(…) - …(…)                                                                        |
| Saison    | Disziplin    | Erster                                                                                    | Zweiter                                                                                 | Dritter                                                                                    | Dritter                                                                            |
| 1983/1984 | Herreneinzel | Lars Atorf (1. BC Leverkusen)                                                             | Michael Helber (KSV Baunatal)                                                           | …(…)                                                                                       | …(…)                                                                               |
| 1983/1984 | Dameneinzel  | Angelika Becker (STC Blau-Weiß Solingen)                                                  | Bettina Mayer (VfB Friedrichshafen)                                                     | …(…)                                                                                       | …(…)                                                                               |
| 1983/1984 | Herrendoppel | Lars Atorf (1. BC Leverkusen) - Uwe Ossenbrink (TG Ahlen 1897)                            | Oliver Jakob (1. BC Leverkusen) - Alexander Staeck (FC Langenfeld)                      | …(…) - …(…)                                                                                | …(…) - …(…)                                                                        |
| 1983/1984 | Damendoppel  | Nicole Merget (TS Klein-Krotzenburg) - Nicole Hofmann (SG Nieder-Roden)                   | Bettina Mayer (VfB Friedrichshafen) - Anke Kübler (ESG Karlsruhe)                       | …(…) - …(…)                                                                                | …(…) - …(…)                                                                        |
| 1983/1984 | Mixed        | Lars Atorf (1. BC Leverkusen) - Katrin Seibert-Hunkenschroer (DJK Saxonia Dortmund)       | Jörg Forner (SV Concordia Wilhelmshaven) - Ina Kümmritz (BC Comet Braunschweig)         | …(…) - …(…)                                                                                | …(…) - …(…)                                                                        |
| Saison    | Disziplin    | Erster                                                                                    | Zweiter                                                                                 | Dritter                                                                                    | Dritter                                                                            |
| 1984/1985 | Herreneinzel | Michael Helber (KSV Baunatal)                                                             | Dietmar Kather (TTC Brauweiler 1948)                                                    | Thomas Berger (KSV Baunatal)                                                               | Philip Jansen (Hamburger SV)                                                       |
| 1984/1985 | Dameneinzel  | Kerstin Weinbörner (BV Wesel Rot-Weiss)                                                   | Martina Stropnik (TB Osterfeld)                                                         | Karen Stechmann (MTV Mittelnkirchen)                                                       | Katja Schulz (FC Langenfeld)                                                       |
| 1984/1985 | Herrendoppel | Michael Helber (KSV Baunatal) - Thomas Berger (KSV Baunatal)                              | Stefan Moses (SC Langenhagen) - Thomas Kretschmann (TSV Barsinghausen)                  | Dietmar Kather (TTC Brauweiler 1948) - König (TTC Brauweiler 1948)                         | Oliver Pongratz (TV Mindelheim) - Merk (DJK Augsburg)                              |
| 1984/1985 | Damendoppel  | Kerstin Weinbörner (BV Wesel Rot-Weiss) - Sabine Gehrke (BV Wesel Rot-Weiss)              | Christine Fock (MTV Mittelnkirchen) - Karen Stechmann (MTV Mittelnkirchen)              | Albrecht (TV Bremen) - Poppinga (SFL Bremerhaven)                                          | Simon (BC Mainspitze) - Steinruck (TV Wetzlar)                                     |
| 1984/1985 | Mixed        | Michael Helber (KSV Baunatal) - Kerstin Weinbörner (BV Wesel Rot-Weiss)                   | Stefan Moses (SC Langenhagen) - Karen Stechmann (MTV Mittelnkirchen)                    | Thomas Berger (KSV Baunatal) - Simon (BC Mainspitze)                                       | Dirk Wagner (SSV Heiligenwald) - Steinruck (TV Wetzlar)                            |
| Saison    | Disziplin    | Erster                                                                                    | Zweiter                                                                                 | Dritter                                                                                    | Dritter                                                                            |
| 1985/1986 | Herreneinzel | Oliver Pongratz (TSV Mindelheim)                                                          | Thomas Kapp (TV Markt Schwaben)                                                         | …(…)                                                                                       | …(…)                                                                               |
| 1985/1986 | Dameneinzel  | Kerstin Weinbörner (BV Wesel Rot-Weiss)                                                   | Karen Stechmann (MTV Mittelnkirchen)                                                    | …(…)                                                                                       | …(…)                                                                               |
| 1985/1986 | Herrendoppel | Alexander Merget (TS Klein-Krotzenburg) - Henning Voepel (1. BV Maintal 1978)             | Oliver Pongratz (TV Mindelheim) - Jörg Mann (TTC Brauweiler 1948)                       | …(…) - …(…)                                                                                | …(…) - …(…)                                                                        |
| 1985/1986 | Damendoppel  | Kerstin Weinbörner (BV Wesel Rot-Weiss) - Martina Stropnik (Tbd. Osterfeld)               | Tanja Münch (FC Langenfeld) - Katja Schulz (FC Langenfeld)                              | …(…) - …(…)                                                                                | …(…) - …(…)                                                                        |
| 1985/1986 | Mixed        | Matthias Beck (Kameradschaft St. Jürgen Flensburg) - Karen Stechmann (MTV Mittelnkirchen) | Mirko Zonzalla (SC Union 08 Lüdinghausen) - Heike Stohlmann (TV Blomberg)               | …(…) - …(…)                                                                                | …(…) - …(…)                                                                        |
| Saison    | Disziplin    | Erster                                                                                    | Zweiter                                                                                 | Dritter                                                                                    | Dritter                                                                            |
| 1986/1987 | Herreneinzel | Gian-Piero Vargiu (TV Überherrn)                                                          | Oliver Pongratz (TSV Mindelheim)                                                        | Holger Kampen (BV Wesel Rot-Weiss)                                                         | …(…)                                                                               |
| 1986/1987 | Dameneinzel  | Christina Bauer (KSV Baunatal)                                                            | Sylvia Reyss (TTC Brauweiler 1948)                                                      | …(…)                                                                                       | …(…)                                                                               |
| 1986/1987 | Herrendoppel | Jörg Mann (TTC Brauweiler 1948) - Oliver Pongratz (TSV Mindelheim)                        | Thorsten Stampfer (TV Weitersburg) - Gian-Piero Vargiu (TV Schwalbach)                  | Holger Kampen (BV Wesel Rot-Weiss) - …(…)                                                  | …(…) - …(…)                                                                        |
| 1986/1987 | Damendoppel  | Anke Bochow (TTC Brauweiler 1948) - Sylvia Reyss (TTC Brauweiler 1948)                    | Christina Bauer (KSV Baunatal) - Johanna Dittmar (KSV Baunatal)                         | …(…) - …(…)                                                                                | …(…) - …(…)                                                                        |
| 1986/1987 | Mixed        | Gian-Piero Vargiu (TV Überherrn) - Christina Bauer (KSV Baunatal)                         | Jörg Mann (TTC Brauweiler 1948) - Sylvia Reyss (TTC Brauweiler 1948)                    | Holger Kampen (BV Wesel Rot-Weiss) - Daniela Ruth (BV Wesel Rot-Weiss)                     | …(…) - …(…)                                                                        |
| Saison    | Disziplin    | Erster                                                                                    | Zweiter                                                                                 | Dritter                                                                                    | Dritter                                                                            |
| 1987/1988 | Herreneinzel | Björn Siegemund (VfB Hermsdorf)                                                           | Christian Tupay (1. BV Mülheim)                                                         | Carsten Resdorf (BV Wesel Rot-Weiss)                                                       | …(…)                                                                               |
| 1987/1988 | Dameneinzel  | Nicole Grether (TSG Schopfheim)                                                           | Bianca Pohl (TSF Wolfshagen)                                                            | …(…)                                                                                       | …(…)                                                                               |
| 1987/1988 | Herrendoppel | Guido Darius (STC Blau-Weiß Solingen) - Björn Siegemund (VfB Hermsdorf)                   | Wolf-Dieter Baier (VfB Friedrichshafen) - Steffen Weber (SSV Ulm 1846)                  | …(…) - …(…)                                                                                | …(…) - …(…)                                                                        |
| 1987/1988 | Damendoppel  | Sandra Mirtsching (SG Anspach) - Bianca Pohl (TFC Wolfshagen)                             | Sandra Beißel (TTC Brauweiler 1948) - Anja Faber (RRC Brauweiler)                       | …(…) - …(…)                                                                                | …(…) - …(…)                                                                        |
| 1987/1988 | Mixed        | Björn Siegemund (VfB Hermsdorf) - Nicole Hampel (BC Comet Braunschweig)                   | Wolf-Dieter Baier (VfB Friedrichshafen) - Nicole Grether (TSG Schropfheim)              | …(…) - …(…)                                                                                | …(…) - …(…)                                                                        |
| Saison    | Disziplin    | Erster                                                                                    | Zweiter                                                                                 | Dritter                                                                                    | Dritter                                                                            |
| 1988/1989 | Herreneinzel | Gerrit Burkert (TuS Gildehaus)                                                            | Tim Breden (SFL Bremerhaven)                                                            | …(…)                                                                                       | …(…)                                                                               |
| 1988/1989 | Dameneinzel  | Nicole Grether (TSG Schopfheim)                                                           | Sandra Beißel (TTC Brauweiler 1948)                                                     | …(…)                                                                                       | …(…)                                                                               |
| 1988/1989 | Herrendoppel | Tim Breden (SFL Bremerhaven) - Sascha Horatzek (BV Gifhorn)                               | Kai Hortsmann (1. BV Mülheim) - Stefan Einhaus (1. BV Mülheim)                          | …(…) - …(…)                                                                                | …(…) - …(…)                                                                        |
| 1988/1989 | Damendoppel  | Sandra Beißel (TTC Brauweiler 1948) - Nicole Grether (TSG Schopfheim)                     | Insa Lösche (1. BV Mülheim) - Tanja Rittig (Saxonia Dortmund)                           | …(…) - …(…)                                                                                | …(…) - …(…)                                                                        |
| 1988/1989 | Mixed        | Tim Breden (SFL Bremerhaven) - Viola Rathgeber (SC Siemensstadt)                          | Niels Kannengießer (1. BV Mülheim) - Tanja Rittig (Saxonia Dortmund)                    | …(…) - …(…)                                                                                | …(…) - …(…)                                                                        |
| Saison    | Disziplin    | Erster                                                                                    | Zweiter                                                                                 | Dritter                                                                                    | Dritter                                                                            |
| 1989/1990 | Herreneinzel | Jan Bofinger (SV Fellbach)                                                                | Björn Decker (TV Überherrn)                                                             | Andreas Kerst (Badminton Club Kleve)                                                       | Maik Biemann                                                                       |
| 1989/1990 | Dameneinzel  | Viola Rathgeber (SC Siemensstadt)                                                         | Claudia Vogelgsang (VfB Friedrichshafen)                                                | Verena Nuy                                                                                 | Nicol Pitro                                                                        |
| 1989/1990 | Herrendoppel | Thorsten Hukriede (TV Jahn-Rheine 1885) - Andreas Kerst (Badminton Club Kleve)            | Boris Reichel (TuS Gildehaus) - Oliver Rakers (TuS Gildehaus)                           | Björn Decker (TV Überherrn) - Kai Behles                                                   | Christian Barthel - Sebastian Ottrembka                                            |
| 1989/1990 | Damendoppel  | Claudia Vogelgsang (VfB Friedrichshafen) - Simone Hilt (SG Schorndorf)                    | Viola Rathgeber (SC Siemensstadt) - Franziska Mohaupt (Berliner Sport Club)             | Nicol Pitro - Angie Wanke (VfL Berliner Lehrer)                                            | Anke Bochow - Tanja Lorenz                                                         |
| 1989/1990 | Mixed        | Jan Bofinger (SV Fellbach) - Viola Rathgeber (SC Siemensstadt)                            | Boris Reichel (TuS Gildehaus) - Angie Wanke (VfL Berliner Lehrer)                       | Alexander Weitzel - Nicol Pitro                                                            | Lohse - Budich                                                                     |
| Saison    | Disziplin    | Erster                                                                                    | Zweiter                                                                                 | Dritter                                                                                    | Dritter                                                                            |
| 1990/1991 | Herreneinzel | Björn Decker (TV Überherrn)                                                               | Thorsten Kock (PSV Bremerhaven)                                                         | …(…)                                                                                       | …(…)                                                                               |
| 1990/1991 | Dameneinzel  | Stefanie Müller (TSV 1861 Zirndorf)                                                       | Dominique Mirtsching (SG Anspach)                                                       | …(…)                                                                                       | …(…)                                                                               |
| 1990/1991 | Herrendoppel | Christian Barthel (SS Wichern Schule Hamburg) - Sebastian Ottrembka (VfL Berliner Lehrer) | Lutz Ullmann (FC Langenfeld) - Björn Decker (TV Überherrn)                              | …(…) - …(…)                                                                                | …(…) - …(…)                                                                        |
| 1990/1991 | Damendoppel  | Stefanie Müller (TSV 1861 Zirndorf) - Anika Sietz (TSV Glinde)                            | Dominique Mirtsching (SG Anspach) - Stefanie Struschka (1. BC Frankfurt)                | …(…) - …(…)                                                                                | …(…) - …(…)                                                                        |
| 1990/1991 | Mixed        | Björn Decker (TV Überherrn) - Stefanie Müller (TSV 1861 Zirndorf)                         | Sebastian Ottrembka (VfL Berliner Lehrer) - Melanie Wünscher (ASC Spandau)              | …(…) - …(…)                                                                                | …(…) - …(…)                                                                        |
| Saison    | Disziplin    | Erster                                                                                    | Zweiter                                                                                 | Dritter                                                                                    | Dritter                                                                            |
| 1991/1992 | Herreneinzel | Mike Joppien (FC Langenfeld)                                                              | Joachim Tesche (TSV Berkenthin)                                                         | Thomas Tesche (TSV Berkenthin)                                                             | Sebastian Hohnert (FC Langenfeld)                                                  |
| 1991/1992 | Dameneinzel  | Dominique Mirtsching (SG Anspach)                                                         | Heike Lohse (SSV Heiligenwald)                                                          | Katrin Kexel (TV Burgaltendorf)                                                            | Wiebke Schrempf (TuS Reppenstedt)                                                  |
| 1991/1992 | Herrendoppel | Mike Joppien (FC Langenfeld) - Sebastian Hohnert (FC Langenfeld)                          | Joachim Tesche (TSV Berkenthin) - Thomas Tesche (TSV Berkenthin)                        | Robin Niesner (VfL Wolfsburg) - Maurice Niesner (VfL Wolfsburg)                            | Jörn Teige (Grün-Weiß Finsterwalde) - Sven Landvoigt (Ajay Eichwalde)              |
| 1991/1992 | Damendoppel  | Dominique Mirtsching (SG Anspach) - Anette Holrik (SG Kelkheim)                           | Judith Henne (BV Wesel Rot-Weiss) - Katrin Kexel (TV Burgaltendorf)                     | Verena Kostulski (TV Meppen) - Alexandra Beckmann (TuS Gildehaus)                          | Beke Recht (MTV Mittelnkirchen) - Wiebke Schrempf (TuS Reppenstedt)                |
| 1991/1992 | Mixed        | Mike Joppien (FC Langenfeld) - Dominique Mirtsching (SG Anspach)                          | Henning Zanssen (SG Vechelde) - Wiebke Schrempf (TuS Reppenstedt)                       | Björn Wippich (SG Robur Zittau) - Katrin Kexel (TV Burgaltendorf)                          | Rehan Khan (SG Kelkheim) - Anette Holrik (SG Kelkheim)                             |
| Saison    | Disziplin    | Erster                                                                                    | Zweiter                                                                                 | Dritter                                                                                    | Dritter                                                                            |
| 1992/1993 | Herreneinzel | Joachim Tesche (TSV Berkenthin)                                                           | Thomas Tesche (TSV Berkenthin)                                                          | …(…)                                                                                       | …(…)                                                                               |
| 1992/1993 | Dameneinzel  | Kathrin Piotrowski (PSV Gelsenkirchen-Buer)                                               | Beke Recht (MTV Mittelnkirchen)                                                         | …(…)                                                                                       | …(…)                                                                               |
| 1992/1993 | Herrendoppel | Rehan Khan (SG Weiterstadt) - Danny Schwarz (BV Wesel Rot-Weiss)                          | Joachim Tesche (TSV Berkenthin) - Thomas Tesche (TSV Berkenthin)                        | …(…) - …(…)                                                                                | …(…) - …(…)                                                                        |
| 1992/1993 | Damendoppel  | Sandra Mann (TV Wemmetsweiler) - Michaela Peiffer (TuS Wiebelskirchen)                    | Jeanette Ottrembka (VfL Berliner Lehrer) - Sandra Dreweck (Ajax Eichwalde)              | …(…) - …(…)                                                                                | …(…) - …(…)                                                                        |
| 1992/1993 | Mixed        | Rehan Khan (SG Weiterstadt) - Sandra Mann (TV Wemmetsweiler)                              | Mareo Nower (TSG Erlensee) - Anette Holrik (SG Kelkheim)                                | …(…) - …(…)                                                                                | …(…) - …(…)                                                                        |
| Saison    | Disziplin    | Erster                                                                                    | Zweiter                                                                                 | Dritter                                                                                    | Dritter                                                                            |
| 1993/1994 | Herreneinzel | Ian Maywald (1. BC Beuel)                                                                 | Björn Joppien (FC Langenfeld)                                                           | Gregor Hönscheid (TTC Brauweiler 1948)                                                     | Marc Grunwald (VfR Heisfelde)                                                      |
| 1993/1994 | Dameneinzel  | Michaela Peiffer (TuS Wiebelskirchen)                                                     | Kathrin Piotrowski (PSV Gelsenkirchen)                                                  | Franziska Prax (SV Unkel)                                                                  | Petra Overzier (TTC Brauweiler 1948)                                               |
| 1993/1994 | Herrendoppel | Gregor Hönscheid (TTC Brauweiler 1948) - Björn Joppien (FC Langenfeld)                    | Ian Maywald (1. BC Beuel) - Antoine Kurschilgen (1. BC Beuel)                           | Tobias Bojko (SSV Waghäusel) - Felix Künzer (SG Post/Süd Regensburg)                       | Sebastian Schmidt (ASC Spandau) - Sebastian Kreibisch (TV Homburg)                 |
| 1993/1994 | Damendoppel  | Michaela Peiffer (TuS Wiebelskirchen) - Kathrin Piotrowski (PSV Gelsenkirchen)            | Sandra Schulz (SG Dülken) - Kristina Borg (SG Dülken)                                   | Sabine Huber (SG Hemsbach) - Mareike Busch (1. BC Beuel)                                   | Sandra Dreweck (Ajax Eichwalde) - Pamela Decker (SpVG Eidertal)                    |
| 1993/1994 | Mixed        | Ian Maywald (1. BC Beuel) - Mareike Busch (1. BC Beuel)                                   | Björn Joppien (FC Langenfeld) - Michaela Peiffer (TuS Wiebelskirchen)                   | Gregor Hönscheid (TTC Brauweiler 1948) - Kathrin Piotrowski (PSV Gelsenkirchen)            | Felix Künzer (SG Post/Süd Regensburg) - Corinna Herrle (BSV Neuburg)               |
| Saison    | Disziplin    | Erster                                                                                    | Zweiter                                                                                 | Dritter                                                                                    | Dritter                                                                            |
| 1994/1995 | Herreneinzel | Björn Joppien (FC Langenfeld)                                                             | Dennis Hanuschk (BV Gifhorn)                                                            | Patrik Thunrey (SuS Northeim)                                                              | Christian Böhmer (PSV Gelsenkirchen)                                               |
| 1994/1995 | Dameneinzel  | Petra Overzier (TTC Brauweiler 1948)                                                      | Anne Hönscheid (TTC Brauweiler 1948)                                                    | Caren Hückstädt (SG EBT Berlin)                                                            | Sabine Huber (SG Helmsbach)                                                        |
| 1994/1995 | Herrendoppel | Tim-Christian Fandrich (Delmenhorster FC) - Patrik Thunrey (SuS Northeim)                 | Hendrik Westermeyer (BC Hohenlimburg) - Björn Körsten (DJK Kempen)                      | Christian Böhmer (PSV Gelsenkirchen) - Raphael Groß (TB Rheinhausen)                       | Jan Junker (1. BCW Hütschenhausen) - Jochen Cassel (1. BCW Hütschenhausen)         |
| 1994/1995 | Damendoppel  | Petra Overzier (TTC Brauweiler 1948) - Anne Hönscheid (TTC Brauweiler 1948)               | Caren Hückstädt (SG EBT Berlin) - Sabine Huber (SG Helmsbach)                           | Donner (BC Bergkamen) - Gopurathingal (Schwarz-Weiß Köln)                                  | Lisa Maywald (1. BC Beuel) - >Nicole Zwiebler (1. BC Beuel)                        |
| 1994/1995 | Mixed        | Björn Joppien (FC Langenfeld) - Petra Overzier (TTC Brauweiler 1948)                      | Clemens Rocholl (SV Spaichingen) - Sabine Huber (SG Helmsbach)                          | Tim-Christian Fandrich (Delmenhorster FC) - Sonja Horatzek (BV Gifhorn)                    | Christoph Clarenbach (1. BC Beuel) - Linda Walter (1. BC Beuel)                    |
| Saison    | Disziplin    | Erster                                                                                    | Zweiter                                                                                 | Dritter                                                                                    | Dritter                                                                            |
| 1995/1996 | Herreneinzel | Christian Böhmer (PSV Gelsenkirchen-Buer)                                                 | Jan Junker (1. BCW Hütschenhausen)                                                      | Raphael Groß (TB Rheinhausen)                                                              | Henrik Peters (BV Gifhorn)                                                         |
| 1995/1996 | Dameneinzel  | Petra Overzier (TTC Brauweiler 1948)                                                      | Birgit Overzier (TTC Brauweiler 1948)                                                   | Carina Mette (TB Rheinhausen)                                                              | Katharina Bobeth (VfB Berliner Lehrer)                                             |
| 1995/1996 | Herrendoppel | Christian Böhmer (PSV Gelsenkirchen-Buer) - Raphael Groß (TB Rheinhausen)                 | Matthias Krawietz (Hannover 96) - Timo Teulings (Hannover 96)                           | Jan Junker (1. BCW Hütschenhausen) - Lorenz (1. BCW Hütschenhausen)                        | Marc Zwiebler (1. BC Beuel) - Christoph Schnaase (SC Union 08 Lüdinghausen)        |
| 1995/1996 | Damendoppel  | Lisa Maywald (1. BC Beuel) - Birgit Overzier (TTC Brauweiler 1948)                        | Katharina Bobeth (VfB Berliner Lehrer) - Anne Eckart Turbine Potsdam                    | Carina Mette (TB Rheinhausen) - Frauke Risthaus (Bottroper BG)                             | Natalie Tropf (SSV Waghäusel) - Graf (SSV Waghäusel)                               |
| 1995/1996 | Mixed        | Raphael Groß (TB Rheinhausen) - Carina Mette (TB Rheinhausen)                             | Jan Junker (1. BCW Hütschenhausen) - Simone Jochum (1. BCW Hütschenhausen)              | Jan Prochaska (SV Hamminkeln) - Frauke Risthaus (Bottroper BG)                             | Matthias Krawietz (Hannover 96) - Pirl (VfL Wolfsburg)                             |
| Saison    | Disziplin    | Erster                                                                                    | Zweiter                                                                                 | Dritter                                                                                    | Dritter                                                                            |
| 1996/1997 | Herreneinzel | Eike Westermann (VT Rinteln)                                                              | Joshy Thottungal (TTC Brauweiler 1948)                                                  | Christoph Schnaase (SC Union 08 Lüdinghausen)                                              | Philipp Knoll (SpVg Steinhagen)                                                    |
| 1996/1997 | Dameneinzel  | Birgit Overzier (TTC Brauweiler 1948)                                                     | Natalie Tropf (SSV Waghäusel)                                                           | Sandra Marinello (DJK Thomasstadt Kempen)                                                  | Karoline Neumann (TSV Neuhausen-Nymphenburg)                                       |
| 1996/1997 | Herrendoppel | Cai-Simon Preuten (BV Wesel Rot-Weiss) - Joshy Thottungal (TTC Brauweiler 1948)           | Marc Zwiebler (1. BC Beuel) - Christoph Schnaase (SC Union 08 Lüdinghausen)             | Joachim Persson (TSV Trittau) - Sascha Klopp (SV Bokhorst)                                 | Jörg Arlt (BV Achern) - Sven Arlt (BV Achern)                                      |
| 1996/1997 | Damendoppel  | Sandra Marinello (DJK Thomasstadt Kempen) - Juliane Schenk (Hülser SV)                    | Birgit Overzier (TTC Brauweiler 1948) - Natalie Tropf (SSV Waghäusel)                   | Karoline Neumann (TSV Neuhausen-Nymphenburg) - Kerstin Obernhuber (SG Post/Süd Regensburg) | Julia Lange (TuS Gildehaus) - Esther Verwold (TuS Gildehaus)                       |
| 1996/1997 | Mixed        | Marc Zwiebler (1. BC Beuel) - Birgit Overzier (1. BC Beuel / TTC Brauweiler 1948)         | Christoph Schnaase (SC Union 08 Lüdinghausen) - Juliane Schenk (Hülser TV)              | Joachim Persson (TSV Trittau) - Annika Hartung (SV Bokhorst)                               | Cai-Simon Preuten (BV Wesel Rot-Weiss) - Sandra Marinello (DJK Thomasstadt Kempen) |

## Deutsche Nachwuchsmeisterschaften der U13

### Austragungsorte
| Jahr | Datum            | Ort                 |
| ---- | ---------------- | ------------------- |
| 2013 | 25. – 26.05.2013 | Bonn-Beuel          |
| 2014 | 17. – 18.05.2014 | Wedel               |
| 2015 | 14. – 15.03.2015 | Bonn-Beuel          |
| 2016 | 16. – 17.04.2016 | Mülheim an der Ruhr |
| 2017 | 18. – 19.03.2017 | Hamburg-Bergedorf   |
| 2018 | 17. – 18.03.2018 | Bonn-Beuel          |
| 2018 | 24. – 25.11.2018 | Burg bei Magdeburg  |
| 2019 | 23. – 24.11.2019 | Bonn-Beuel          |
| 2020 | 21. – 22.11.2020 | Oststeinbek         |
| 2021 | 14. – 15.05.2022 | Bonn-Beuel          |
| 2022 | 3. – 4.12.2022   | Lüdinghausen        |
| 2023 | 9. – 10.12.2023  | Trostberg           |
| 2024 | 6. – 8.12.2024   | Gera                |

### Medaillengewinner U13
| Saison    | Disziplin         | Erster                                                                                        | Zweiter                                                                                | Dritter                                                                              | Dritter                                                                                       |
| --------- | ----------------- | --------------------------------------------------------------------------------------------- | -------------------------------------------------------------------------------------- | ------------------------------------------------------------------------------------ | --------------------------------------------------------------------------------------------- |
| 2012/2013 | Herreneinzel      | Lukas Resch (BSC Güls)                                                                        | Chenyang Jiang (TV Refrath)                                                            | Leonard Johnson (1. BC Beuel)                                                        | Samuel Gnalian (TuS Geretsried)                                                               |
| 2012/2013 | Dameneinzel       | Miranda Wilson (SG Schorndorf)                                                                | Nicola Oltersdorff (TSV Neuhausen-Nymphenburg)                                         | Maria Kuse (SV Lok Staßfurt)                                                         | Monika Weigert (PTSV Rosenheim)                                                               |
| 2012/2013 | Herrendoppel      | Marvin Datko (1. BC Beuel) - Chenyang Jiang (TV Refrath)                                      | Tim Bauer (TSV Neuhausen-Nymphenburg) - Samuel Gnalian (TuS Geretsried)                | Leonard Johnson (1. BC Beuel) - Bjarne Pfeil (Gladbecker FC)                         | Lukas Resch (BSC Güls) - Benjamin Witte (SG Feinmess Suhl)                                    |
| 2012/2013 | Damendoppel       | Julia Wang (PSV Ludwigshafen) - Miranda Wilson (SG Schorndorf)                                | Marina Korsch (TSV Trittau) - Emma Moszczynski (Horner TV)                             | Maria Kuse (SV Lok Staßfurt) - Marie Lücke (FSV Nienburg 1990)                       | Ann-Kathrin Spöri (TuS Geretsried) - Laura Stoll (TSF Gschwend)                               |
| 2012/2013 | Mixed             | Lukas Resch (BSC Güls) - Miranda Wilson (SG Schorndorf)                                       | Samuel Gnalian (TuS Geretsried) - Monika Weigert (PTSV Rosenheim)                      | Luca Folgmann (1. BV Mülheim) - Lena Fischer (BV Wesel Rot-Weiss)                    | Tim Bauer (TSV Neuhausen-Nymphenburg) - Nicola Oltersdorff (TSV Neuhausen-Nymphenburg)        |
| Saison    | Disziplin         | Erster                                                                                        | Zweiter                                                                                | Dritter                                                                              | Dritter                                                                                       |
| 2013/2014 | Herreneinzel      | Matthias Kicklitz (Horner TV)                                                                 | Aaron Sonnenschein (BV Wesel Rot-Weiss)                                                | Anton Riha (SC Siemensstadt)                                                         | Jonas Braun (TSV Neuhausen-Nymphenburg)                                                       |
| 2013/2014 | Dameneinzel       | Maria Kuse (SV Lok Staßfurt)                                                                  | Ann-Kathrin Spöri (TuS Geretsried)                                                     | Emma Moszczynski (Horner TV)                                                         | Jule Petrikowski (BC Phönix Hövelhof)                                                         |
| 2013/2014 | Herrendoppel      | Marvin Datko (1. BC Beuel) - Chris Dargel (1. BV Mülheim)                                     | Matthias Kicklitz (Horner TV) - Tomic Ludwig (Horner TV)                               | Aaron Sonnenschein (BV Wesel Rot-Weiss) - Kenneth Raik Zenker (SpVgg Sterkrade-Nord) | Leander Adam (BC Bad Königshofen) - Pascal Scheiel (PTSV Rosenheim)                           |
| 2013/2014 | Damendoppel       | Maria Kuse (SV Lok Staßfurt) - Emma Moszczynski (Horner TV)                                   | Kirstin Boonen (TV Refrath) - Jule Petrikowski (BC Phönix Hövelhof)                    | Ann-Kathrin Spöri (TuS Geretsried) - Laura Stoll (SG Schorndorf)                     | Lea Hess (VfB Friedrichshafen) - Anne Schilli (BC Offenburg)                                  |
| 2013/2014 | Mixed             | Marvin Datko (1. BC Beuel) - Jule Petrikowski (BC Phönix Hövelhof)                            | Matthias Kicklitz (Horner TV) - Emma Moszczynski (Horner TV)                           | Tomic Ludwig (Horner TV) - Maria Kuse (SV Lok Staßfurt)                              | Jonas Braun (TSV Neuhausen-Nymphenburg) - Ann-Kathrin Spöri (TuS Geretsried)                  |
| Saison    | Disziplin         | Erster                                                                                        | Zweiter                                                                                | Dritter                                                                              | Dritter                                                                                       |
| 2014/2015 | Herreneinzel      | Paul Bauer (Wedeler TSV)                                                                      | Matthias Kicklitz (Horner TV)                                                          | Aaron Sonnenschein (BV Wesel Rot-Weiss)                                              | Matti-Luka Bahro (PSV Ludwigshafen)                                                           |
| 2014/2015 | Dameneinzel       | Caroline Huang (BV Darmstadt)                                                                 | Sarah Katrin Bergedick (Gladbecker FC)                                                 | Friederike Rudert (ASV Möhrendorf)                                                   | Chiara Marino (PSV Ludwigshafen)                                                              |
| 2014/2015 | Herrendoppel      | Matthias Kicklitz (Horner TV) - Aaron Sonnenschein (BV Wesel Rot-Weiss)                       | Thies Huth (SG Pennigsehl/Liebenau) - Marvin Schmidt (SG Pennigsehl/Liebenau)          | Malik Bourakkadi (1. BV Mülheim) - Nils Dubrau (1. BV Mülheim)                       | Marcello Kausemann (TV Refrath) - Bennet Peters (TV Refrath)                                  |
| 2014/2015 | Damendoppel       | Sarah Katrin Bergedick (Gladbecker FC) - Leona Michalski (PSV Gelsenkirchen-Buer)             | Caroline Huang (BV Darmstadt) - Chiara Marino (PSV Ludwigshafen)                       | Sarah Molodet (TSV Neuhausen-Nymphenburg) - Friederike Rudert (ASV Möhrendorf)       | Julia Strehler (BW Wittorf) - Lucie Wagner (VfL Lichtenrade)                                  |
| 2014/2015 | Mixed             | Matthias Kicklitz (Horner TV) - Caroline Huang (BV Darmstadt)                                 | Aaron Sonnenschein (BV Wesel Rot-Weiss) - Leona Michalski (PSV Gelsenkirchen-Buer)     | Ben Gatzsche (1. BC Beuel) - Nina Becker (1. BC Beuel)                               | Matti-Luka Bahro (PSV Ludwigshafen) - Chiara Marino (PSV Ludwigshafen)                        |
| Saison    | Disziplin         | Erster                                                                                        | Zweiter                                                                                | Dritter                                                                              | Dritter                                                                                       |
| 2015/2016 | Herreneinzel      | Kian-Yu Oei (SV Berliner Brauereien)                                                          | Malik Bourakkadi (1. BV Mülheim)                                                       | Kilian Ming-Zhe Maurer (TSV Neubiberg-Ottobrunn)                                     | Nils Dubrau (1. BV Mülheim)                                                                   |
| 2015/2016 | Dameneinzel       | Thuc Phuong Nguyen (Horner TV)                                                                | Ramona Zimmermann (TV Rottenburg)                                                      | Leonie Schindler (SV Harkenbleck)                                                    | Tabea Tirschmann (TSV Meiningen)                                                              |
| 2015/2016 | Herrendoppel      | Kilian Ming-Zhe Maurer (TSV Neubiberg-Ottobrunn) - Julian Blaumoser (TSV Neubiberg-Ottobrunn) | Kian-Yu Oei (SV Berliner Brauereien) - Thies Petersen (TSV Trittau)                    | Malik Bourakkadi (1. BV Mülheim) - Nils Dubrau (1. BV Mülheim)                       | Tamino Niedling (SV GutsMuths Jena) - Elias Schweig (1. BC Bischmisheim)                      |
| 2015/2016 | Damendoppel       | Thuc Phuong Nguyen (Horner TV) - Tabea Tirschmann (TSV Meiningen)                             | Iva Andreeva (VfL Herrenberg) - Ramona Zimmermann (TV Rottenburg)                      | Finja Rosendahl (1. BV Mülheim) - Svea Marie Stempniak (1. BV Mülheim)               | Julia Meyer (1. BV Mülheim) - Elina Sonnenschein (BV Wesel Rot-Weiss)                         |
| 2015/2016 | Mixed             | Kian-Yu Oei (SV Berliner Brauereien)- Thuc Phuong Nguyen (Horner TV)                          | Tamino Niedling (SV GutsMuths Jena)- Tabea Tirschmann (TSV Meiningen)                  | Julian Blaumoser (TSV Neubiberg-Ottobrunn) - Lilli Cramer (TV Dillingen)             | Thies Petersen (TSV Trittau) - Florentine Schöffski (Heesseler SV)                            |
| Saison    | Disziplin         | Erster                                                                                        | Zweiter                                                                                | Dritter                                                                              | Dritter                                                                                       |
| 2016/2017 | Herreneinzel      | Kiran-Kaushal Suryadevara (VfN Hattersheim)                                                   | Karl Sufryd (1. BV Mülheim)                                                            | Karim Krehemeier (BC 64 Steinheim)                                                   | Jonathan Suprijadi (SG Schorndorf)                                                            |
| 2016/2017 | Dameneinzel       | Elina Sonnenschein (BV Wesel Rot-Weiss)                                                       | Michelle Kanschik (BC Potsdam)                                                         | Julia Meyer (1. BV Mülheim)                                                          | Sandra Skopek (BC Herscheid)                                                                  |
| 2016/2017 | Herrendoppel      | Dale Auchinleck (TV Hofheim) - Saurya Singh (TV Hofheim)                                      | Jonathan Dresp (Horner TV) - Justus Graumann (Horner TV)                               | Nikolas Klauer (1. BC Beuel) - Karim Krehemeier (BC 64 Steinheim)                    | Simon Krax (1. BV Maintal) - Kiran-Kaushal Suryadevara (VfN Hattersheim)                      |
| 2016/2017 | Damendoppel       | Elina Sonnenschein (BV Wesel Rot-Weiss) - Julia Meyer (1. BV Mülheim)                         | Susanna Brenske (Horner TV) - Michelle Kanschik (BC Potsdam)                           | Sandora Kim Göhlich (TSG Tübingen) - Katharina Rudert (ASV Möhrendorf)               | Lea Dietz (MTV Nienburg) - Pia Konow (Altwarmbüchener BC)                                     |
| 2016/2017 | Mixed             | Karl Sufryd (1. BV Mülheim) - Elina Sonnenschein (BV Wesel Rot-Weiss)                         | Jonathan Dresp (Horner TV) - Michelle Kanschik (BC Potsdam)                            | Karim Krehemeier (BC 64 Steinheim) - Sandra Skopek (BC Herscheid)                    | Jarne Schlevoigt (1. BV Mülheim) - Julia Meyer (1. BV Mülheim)                                |
| Saison    | Disziplin         | Erster                                                                                        | Zweiter                                                                                | Dritter                                                                              | Dritter                                                                                       |
| 2017/2018 | Herreneinzel      | Erik Tilch (Vfl Lohbrügge)                                                                    | Simon Krax (1. BV Maintal)                                                             | David Eckerlin (1. BC Bischmisheim)                                                  | Kiran-Kaushal Suryadevara (TuS Schwanheim)                                                    |
| 2017/2018 | Dameneinzel       | Sandra Skopek (BC Herscheid)                                                                  | Anna Mejikovskiy (1. BC Beuel)                                                         | Cara Siebrecht (TSV Heimaterde Mülheim)                                              | Selin Hübsch (TSV Heimaterde Mülheim)                                                         |
| 2017/2018 | Herrendoppel      | Erik Tilch (Vfl Lohbrügge) - Luca Wiechmann (Güstrower SC 09)                                 | Kevin Dang (STC Blau-Weiß Solingen) - Johann Sufryd (1. BV Mülheim)                    | Ben Milewski (Horner TV) - Kjell Wagener (TSV Trittau)                               | Simon Krax (1. BV Maintal) - Kiran-Kaushal Suryadevara (TuS Schwanheim)                       |
| 2017/2018 | Damendoppel       | Sandra Skopek (BC Herscheid) - Cara Siebrecht (TSV Heimaterde Mülheim)                        | Anna Mejikovskiy (1. BC Beuel) - Sophie Heidebrecht (PSV Gelsenkirchen-Buer)           | Mira Hamm (TSV Haunstetten) - Maya Höfle (TSV Neubiberg-Ottobrunn)                   | Amelie Lehmann (SG Gittersee) - Ros Riedel (SG Gittersee)                                     |
| 2017/2018 | Mixed             | Kevin Dang (STC Blau-Weiß Solingen) - Selin Hübsch (TSV Heimaterde Mülheim)                   | Till Gatzsche (1. BC Beuel) - Anna Mejikovskiy (1. BC Beuel)                           | Johann Sufryd (1. BV Mülheim) - Cara Siebrecht (TSV Heimaterde Mülheim)              | Erik Tilch (Vfl Lohbrügge) - Lara Dreessen (Horner TV)                                        |
| Saison    | Disziplin         | Erster                                                                                        | Zweiter                                                                                | Dritter                                                                              | Dritter                                                                                       |
| 2018/2019 | Herreneinzel      | Alexander Bech (1. BC Beuel)                                                                  | Mark Niemann (TV Hofheim)                                                              | Justin Dang (STC Blau-Weiß Solingen)                                                 | Luis Pongratz (FC Langenfeld)                                                                 |
| 2018/2019 | Dameneinzel       | Lara Dreessen (Horner TV)                                                                     | Marie Sophie Stern (SpVgg Sterkrade-Nord)                                              | Joleen Pfeiffer (SC Gittersee)                                                       | Amra Bourakkadi (1. BV Mülheim)                                                               |
| 2018/2019 | Herrendoppel      | Luis Pongratz (FC Langenfeld) - Shaunak Kulkarni (TSV Neubiberg-Ottobrunn)                    | Anton Blühdorn (Horner TV) - Matteo Schinzel (SV Lok Staßfurt)                         | Alexander Becsh (1. BC Beuel) - Yannick Thiele (1. BC Beuel)                         | Mark Niemann (TV Hofheim) - Danial Iman Marzuan (TV Hofheim)                                  |
| 2018/2019 | Damendoppel       | Lara Dreessen (Horner TV) - Jolina Abel (1. BC Beuel)                                         | Eva Stommel (SV Berliner Brauereien) - Leonie Wronna (MTV Nienburg)                    | Sarah Keo Boun Khoune (MTV Nienburg) - Constanze Winnefeld (SV Harkenbleck)          | Marie Sophie Stern (SpVgg Sterkrade-Nord) - Amra Bourakkadi (1. BV Mülheim)                   |
| 2018/2019 | Mixed             | Anton Blühdorn (Horner TV) - Lara Dreessen (Horner TV)                                        | Rafe Kenji Braach (STC Blau-Weiß Solingen) - Marie Sophie Stern (SpVgg Sterkrade-Nord) | Alexander Becsh (1. BC Beuel)- Jolina Abel (1. BC Beuel)                             | Aditya Patil (SC Siemensstadt) - Meline Zeisig (SV Berliner Brauereien)                       |
| Saison    | Disziplin         | Erster                                                                                        | Zweiter                                                                                | Dritter                                                                              | Dritter                                                                                       |
| 2019/2020 | Herreneinzel      | Felix Ma (SSV Waghäusel)                                                                      | Rafe Kenji Braach (STC Blau-Weiß Solingen)                                             | Hans Huß (SV Berliner Brauereien)                                                    | Alexander Philipp Zhang (TG Unterliederbach 1887)                                             |
| 2019/2020 | Dameneinzel       | Eva Stommel (SV Berliner Brauereien)                                                          | Mara Hafner (TuS Wiebelskirchen)                                                       | Aurelia Wulandoko (TSV 1846 Nürnberg)                                                | Shreya Sarkar (TSV Heimaterde Mülheim)                                                        |
| 2019/2020 | Herrendoppel      | Rafe Kenji Braach (STC Blau-Weiß Solingen) - Felix Ma (SSV Waghäusel)                         | Benjamin Klein (1. BC Beuel) - Ole Schroth (1. BC Beuel)                               | Hans Huß (SV Berliner Brauereien) - Jonas Schmid (BSV Eggenstein-Leopoldshafen)      | Linus Emmerich (SC Union 08 Lüdinghausen) - Leon Kaschura (SC Union 08 Lüdinghausen)          |
| 2019/2020 | Damendoppel       | Sophia Lehmann (BC Fortuna Blankenfelde) - Meline Zeisig (SV Berliner Brauereien)             | Eva Stommel (SV Berliner Brauereien) - Aurelia Wulandoko (TSV 1846 Nürnberg)           | Mara Hafner (TuS Wiebelskirchen) - Leonie Wronna (MTV Nienburg)                      | Nadja-Christine Reihle (Spvgg Mössingen) - Melissa Schmidt (TSG Schopfheim)                   |
| 2019/2020 | Mixed             | Hans Huß (SV Berliner Brauereien) - Eva Stommel (SV Berliner Brauereien)                      | Rafe Kenji Braach (STC Blau-Weiß Solingen) - Aurelia Wulandoko (TSV 1846 Nürnberg)     | Mattis Gutsche (VfL Lohbrügge) - Sophia Lehmann (BC Fortuna Blankenfelde)            | Alexander Philipp Zhang (TG Unterliederbach 1887) - Hasini Nandamuri (SV Fun-Ball Dortelweil) |
| Saison    | Disziplin         | Erster                                                                                        | Zweiter                                                                                | Dritter                                                                              | Dritter                                                                                       |
| 2020/2021 | nicht ausgetragen | nicht ausgetragen                                                                             | nicht ausgetragen                                                                      | nicht ausgetragen                                                                    | nicht ausgetragen                                                                             |
| Saison    | Disziplin         | Erster                                                                                        | Zweiter                                                                                | Dritter                                                                              | Dritter                                                                                       |
| 2021/2022 | Herreneinzel      | Milan Zeisig                                                                                  | Zhen Huang                                                                             | Lovis Deters                                                                         | Jannes Ernst                                                                                  |
| 2021/2022 | Dameneinzel       | Laira Röhl                                                                                    | Smilla Fluhrer                                                                         | Silke Mader                                                                          | Sarah Nickel                                                                                  |
| 2021/2022 | Herrendoppel      | Aarav Bhatia - Zhen Huang                                                                     | Lovis Deters - Felix Jianheng Luo                                                      | Jannes Ernst - Theo Schloßer                                                         | Eddy Ndoye - Milan Zeisig                                                                     |
| 2021/2022 | Damendoppel       | Juna Bartsch - Marie Fein                                                                     | Sarah Nickel - Laira Röhl                                                              | Nina Finster - Smilla Fluhrer                                                        | Alexia Nedelcu - Ailin Zheng                                                                  |
| 2021/2022 | Mixed             | Jannes Ernst - Alexia Nedelcu                                                                 | Milan Zeisig - Laira Röhl                                                              | Lars Rödig - Silke Mader                                                             | Lovis Deters - Sarah Nickel                                                                   |
| 2022/2023 | Herreneinzel      | Lovis Deters                                                                                  | Jannes Ernst                                                                           | Emil Dörschner                                                                       | Leo Hanxiang Luo                                                                              |
| 2022/2023 | Dameneinzel       | Jule Meinhardt                                                                                | Helena Huang                                                                           | Alexia Nedelcu                                                                       | Ailin Zheng                                                                                   |
| 2022/2023 | Herrendoppel      | Lovis Deters - Jannes Ernst                                                                   | Ian Baumann - Aaron Winter                                                             | Hannes Merget - Thomas Reiber                                                        | Emil Dörschner - Soheyl Safari Araghi                                                         |
| 2022/2023 | Damendoppel       | Alexia Nedelcu - Ailin Zheng                                                                  | Annika Karmann - Sarah Storz                                                           | Isabella Deng - Mira Sun                                                             | Jana Hölting - Jule Meinhardt                                                                 |
| 2022/2023 | Mixed             | Jannes Ernst - Alexia Nedelcu                                                                 | Lovis Deters - Ailin Zheng                                                             | Soheyl Safari Araghi - Nina Keo Boun Khoune                                          | Leonard Fuchs - Jule Meinhardt                                                                |
| 2023/2024 | Herreneinzel      | Frederik Volkert                                                                              | Gleb Stepanzow                                                                         | Alexander Franzke                                                                    | Tristan Theobald                                                                              |
| 2023/2024 | Dameneinzel       | Charlotte Wendt                                                                               | Helena Huang                                                                           | Isabella Deng                                                                        | Krittika Roy                                                                                  |
| 2023/2024 | Herrendoppel      | Max Hahn - Frederik Volkert                                                                   | Valentin Lang - Gleb Stepanzow                                                         | Hareesh Boopathy - Tingzhuo Wang                                                     | Matti Hintze - Jannis Kampmeier                                                               |
| 2023/2024 | Damendoppel       | Helena Huang - Charlotte Wendt                                                                | Isabella Deng - Mira Sun                                                               | Leona Carolin Frimmel - Krittika Roy                                                 | Clara Marcus - Sarah Müller                                                                   |
| 2023/2024 | Mixed             | Frederik Volkert - Helena Huang                                                               | Valentin Lang - Krittika Roy                                                           | Tristan Theobald - Ineke Block                                                       | Leo Hanxiang Luo - Mira Sun                                                                   |
| 2024/2025 | Herreneinzel      | Matti Hintze                                                                                  | Jannis Kampmeier                                                                       | Leo Behles                                                                           | Till Besser                                                                                   |
| 2024/2025 | Dameneinzel       | Ineke Block                                                                                   | Ruby Xu                                                                                | Amelie Kaschura                                                                      | Nina Zhang                                                                                    |
| 2024/2025 | Herrendoppel      | Till Besser - Matti Hintze                                                                    | Konstantin Du Bois - Jannis Kampmeier                                                  | Atharva Himanshu Gupta - Harshadkumar Karthick                                       | Leo Behles - Theodor Schröder                                                                 |
| 2024/2025 | Damendoppel       | Laura Brach - Ruby Xu                                                                         | Enna Tippmann - Julia Wittenbrock                                                      | Ineke Block - Amelie Kaschura                                                        | Julia Sui - Nina Zhang                                                                        |
| 2024/2025 | Mixed             | Matti Hintze - Aarya Dahiya                                                                   | Kalle Rosenbaum - Minchang Zhang                                                       | Jannis Kampmeier - Amelie Kaschura                                                   | Ben Oeser - Ruby Xu                                                                           |